# 日本の貿易史

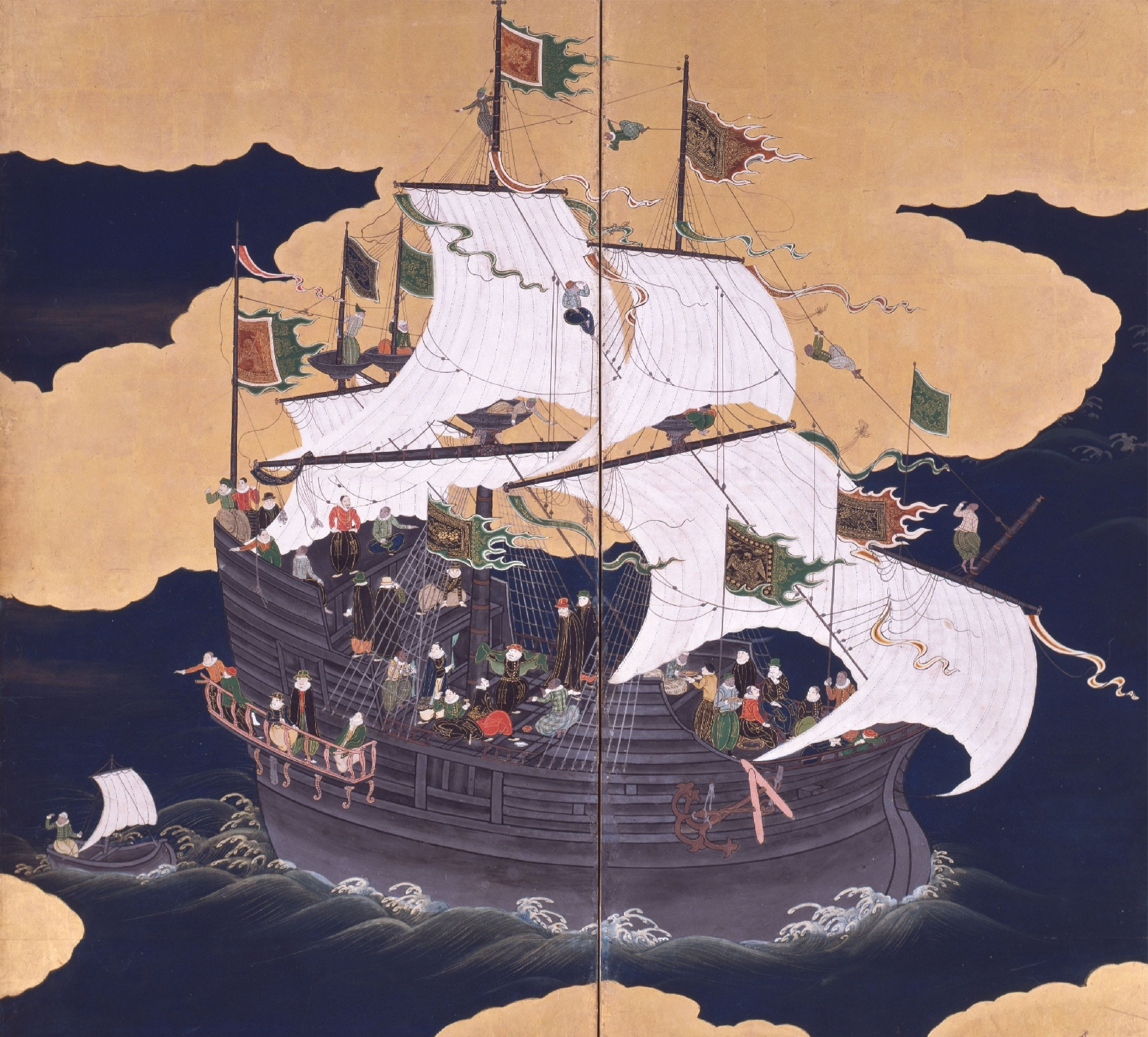
17世紀の長崎のポルトガルのキャラック船。『南蛮屏風』（狩野内膳筆）

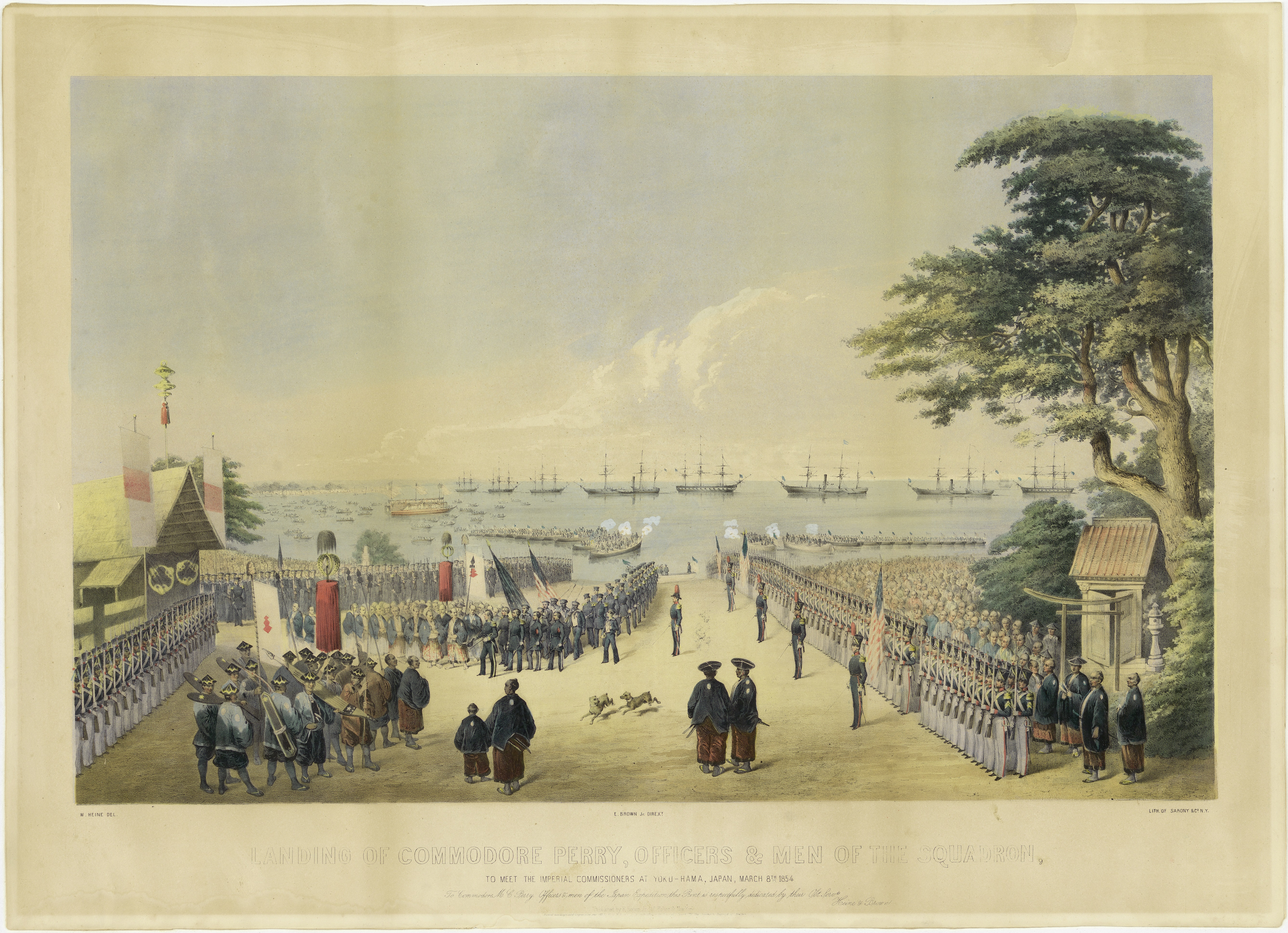
黒船来航により蒸気船やミシン、近代的な紡績機などが齎らされた。

日本の貿易史（にほんのぼうえきし）では、日本の対外貿易に関する歴史を説明する。歴史的に蝦夷地や琉球等と呼ばれてきた地域の貿易についても記述する。

## 概要
古代
日本列島は最終氷期が終わったおよそ1万年前にユーラシア大陸から切り離され、以降は外の国や地域との交流を行う際には海を渡る必要があった。農耕社会の前から交流は始まり、沿岸や島伝いに移動が行われていた。弥生時代の後半から、北部九州と朝鮮半島南部との交易が盛んになった。弥生時代の重要な輸入品は朝鮮半島中南部の加耶で産する鉄や青銅だった。古代の貿易は外交に結びついており、東アジアでは中国の冊封にもとづく朝貢が中心となった。日本列島においては邪馬台国による魏への朝貢や、倭の五王による宋への朝貢が行われた。
律令国家の成立で国号が日本となり、朝廷による管理貿易が進むと、遣唐使のように外交使節に付随して貿易が行われた。航海技術の発達と、大陸の情勢の不安定化により、私貿易も次第に広まった。平安時代後期には平氏が日宋貿易によって経済的優位を得て、初の武士政権が成立した。平安時代以降は砂金が輸出されて、東北や北海道からの産出が中心となった。中国から輸入された品物は唐物と呼ばれて重宝され、西アジアや東南アジア由来の唐物もあった。
中世
平氏が隆盛をもたらした日宋貿易は鎌倉幕府でも引き継がれ、輸出品は砂金、木材、そして火薬の材料となる硫黄などがあった。宋の滅亡後は元との貿易や戦争があり、元ののちに建国された明には室町幕府が朝貢を行い、日本刀なども送られた。中世から近代までは貿易用の貨幣として銀が世界的に重要であり、戦国時代には日本列島に灰吹法が伝わって生産が増えて、銀が東アジアを中心に流通した。
14世紀から16世紀には、倭寇と呼ばれる集団が活動する。倭寇は日本、朝鮮、中国の沿岸で密貿易や海賊、商品用の奴隷の捕獲などを行った。倭寇の原因には日本や高麗の戦乱、中国の明の海禁などがある。また、インド洋経由でポルトガルとオランダ、太平洋経由でスペインが東アジアに来航して、南蛮貿易や朱印船貿易が行われた。戦国時代には、日本国内や朝鮮半島で捕虜とした人間を取引する奴隷貿易も行われた。輸入品は、古代末期から中世にかけて陶磁器が増え、宋銭をはじめとする中国の銅貨も輸入されて日本で通貨として用いられた。中世から近世にかけては朝鮮半島の木綿や中国の生糸などの繊維製品が中心となった。
近世
江戸幕府のもとで貿易が制限されて、長崎、対馬藩、薩摩藩、松前藩が貿易を独占した。貿易の相手はオランダ東インド会社や、中国の明・清の商人、李氏朝鮮、琉球王国、アイヌだった。輸出品は貴金属の金、銀、銅が中心で、輸入品の支払いにあてられた。輸入品には生糸、砂糖、漢方薬、高麗人参などがあった。貿易によって国内の貴金属が減少すると、通貨の貴金属含有率を下げる改鋳が行われた。幕府は貴金属流出の対策として貿易量を制限し、現在は輸入代替と呼ばれる政策をとった。
18世紀後半から通商を求める諸国が日本に来航して、紛争となる場合もあった。アヘン戦争以降に来航が増加して、国内でも貿易の拡大や海外進出についての提案が出されるようになった。アメリカ合衆国との通商条約をきっかけに、欧米諸国によって開港が進められて、明治維新の一因にもなった。
近代
産業革命以後は工業製品の貿易が中心となる。明治政府は幕末からの不平等条約の改正と外貨の獲得を課題として、工業化を進めて欧米諸国との条約改正を実現した。日本貿易の拡大のテンポは世界貿易の中でも早く、貿易額の対GNP比率は、企業勃興期には14%、日清戦争後は21%、日露戦争後は25%と急増した。貿易額は増加をしつつも貿易収支では赤字が続き、特に日清戦争・日露戦争の期間に大幅赤字となった。
第一次世界大戦中には輸出産業の発展によって産業の中心が農業から工業へと変化し、世界恐慌後には貿易に代わって植民地化やブロック経済による自給自足体制を推進した。第二次世界大戦までの輸出品の中心は、綿と絹の繊維製品だった。輸入品では戦略物資である石油が重要となり、アメリカ、イギリスをはじめとする連合国との開戦の一因となった。植民地や併合地域では、資金調達のためのアヘン貿易も行われた。
現代
第二次世界大戦後の復興から始まり、関税及び貿易に関する一般協定（GATT）をはじめとする国際機関に加盟して、西側諸国として自由貿易を推進した。日本は大量生産体制を確立して、鉄鋼、自動車、家電の輸出を伸ばす一方で、輸出の増加は他国との貿易摩擦の原因ともなった。輸入品では、重化学工業のための石油をはじめとする鉱業資源、衣料品、食料品、パルプ原料となる木材などが重要とされる。
世界の総貿易額の対GDP比は1960年代の24%から2000年代後半には60%以上に上昇する一方で、日本の貿易額の対GDP比は2000年代初頭まで20%前後で推移し、2000年代に20%を越えた。この要因は、アジア圏内の貿易の拡大と、原油価格の上昇とされている。1990年代以降はアジア圏内での産業内貿易が急伸して、日本の最大の貿易相手国は2007年にアメリカから中国に代わった。日本はGATTののちに発足した世界貿易機関（WTO）にも整合した政策をとってきたが、WTOの原則に反する地域貿易協定が世界各地で増加するにともない、2002年以降は地域貿易協定の締結も開始している。

## 古代

### 弥生時代以前

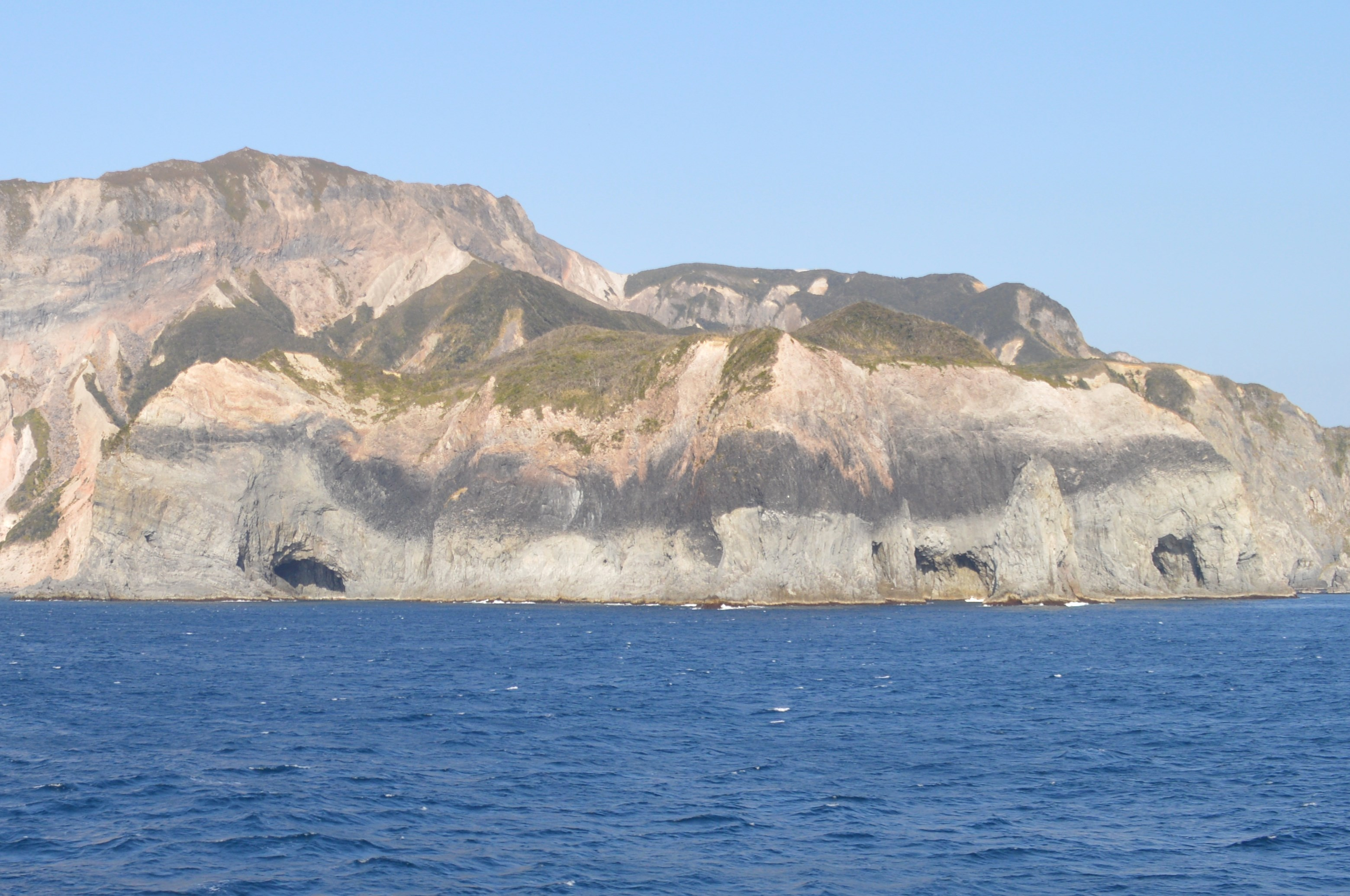
神津島の砂糠崎にある黒曜石層

後期旧石器時代には、神津島の黒曜石が関東地域に継続して運ばれていたことが判明している。縄文時代の水運には丸木舟が使われ、硬玉の翡翠で作られた装身具が列島各地に流通して、石器は200キロから300キロの距離を運ばれている。黒曜石は旧石器時代と縄文時代を通して朝鮮半島やサハリンにも運ばれていた。日本列島では新潟県の糸魚川市周辺でしか産出されない翡翠の加工品が青森県の三内丸山遺跡で出土するなど、規模は小さいながらも広範囲で交易が行われていたことが推測される。こうした交易は商業的な取り引きではなく、贈り物のやり取りによる互酬の面を持っていた。

### 弥生時代、古墳時代

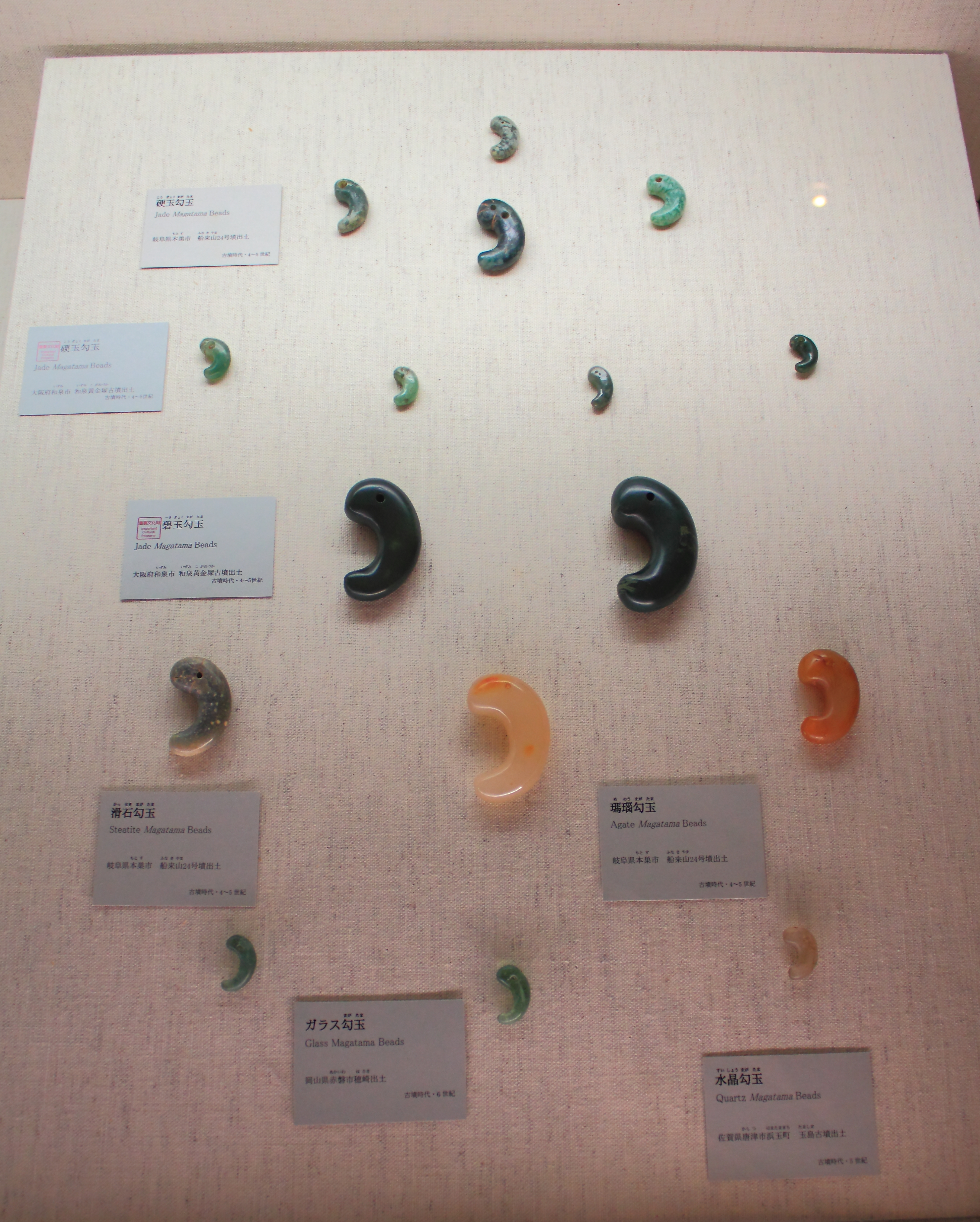
古墳時代の勾玉（東京国立博物館）

弥生時代に入ると、大陸からの青銅器や鉄器の入手が盛んになる。日本では鉄鉱石からの製鉄が始まるのは6世紀後半、銅鉱石からの製銅が始まるのは7世紀であり、それまでは朝鮮半島中南部の加耶を中心に産した鉄や銅が原料として用いられた。紀元前4世紀中頃には、玄界灘の有力者の副葬品に朝鮮半島製の青銅の鏡や武器が用いられている。前漢の武帝が朝鮮半島に建設した楽浪郡には、倭人と呼ばれた日本列島からの人間も往来した。『漢書』地理志には「楽浪海中倭人あり」という記録がある。楽浪郡では土器、青銅器、鉄器が生産されており、倭人はそれらを入手して壱岐島、対馬、九州北部へ運んだ。弥生時代には準構造船が造られるようになり、帆も用いられていた。
海上交易の品物としては銅鏡、鉄製品、ガラス玉が重要だった。鉛ガラスは中国東北部、カリガラスはインドのアリカメドゥで生産が始まったとされ、ガラス玉は勾玉の材料にもなった。銅鏡は九州で大量に発見されており、500年に渡って重要な財とされた。こうした大陸の品を入手するために、日本側では海岸で生産した塩、そして稲や生口（人間）を送ったとされる。朝鮮半島の加耶には、鉄を得るために倭人が訪れていたという記述が『魏志』弁辰伝にある。九州北部、瀬戸内海、日本海側の海岸では中国の貨幣も出土しており、交易に用いられた可能性がある。
冊封と朝貢

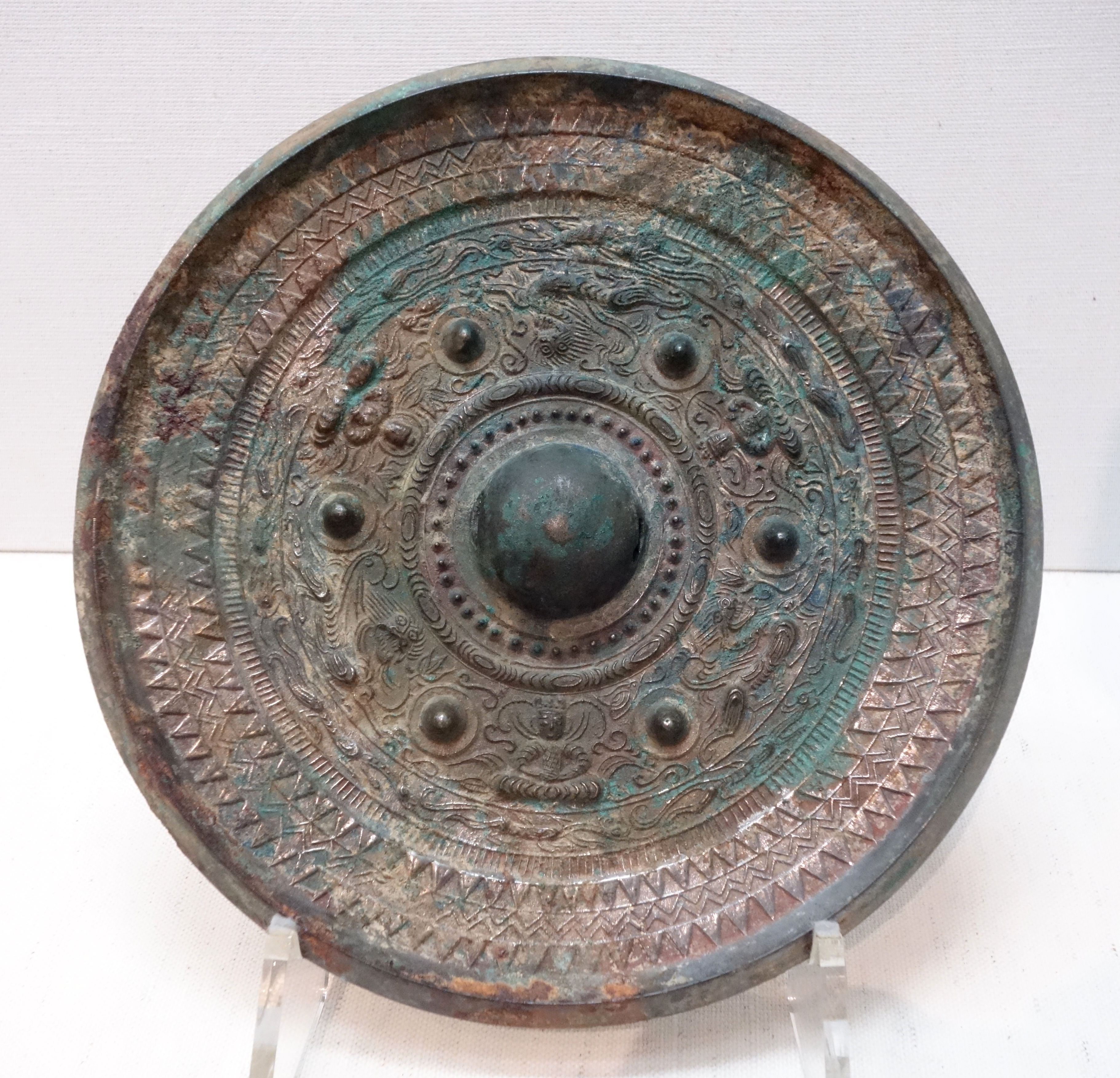
三角縁仏獣鏡 奈良県広陵町新山古墳出土 宮内庁蔵

古代の貿易で東アジアの中心となったのは、中国の管理貿易である朝貢だった。中国は華夷秩序の思想にもとづいて近隣諸国・地域との冊封体制を構築した。朝貢は商業的な利益が目的ではなく、周辺地域との政治的安定を得るために行われた。漢以降の中国王朝は、周辺地域から朝貢の品物を受け取るかわりに回賜と呼ばれる返礼品を与え、臣下として冊封した。中国側では、優れた品が民間貿易で流通しないように規制をして、回賜の希少性を保とうとした。のちには、日本も中国の華夷思想をもとに外国を規定して、朝貢を行った（後述）。

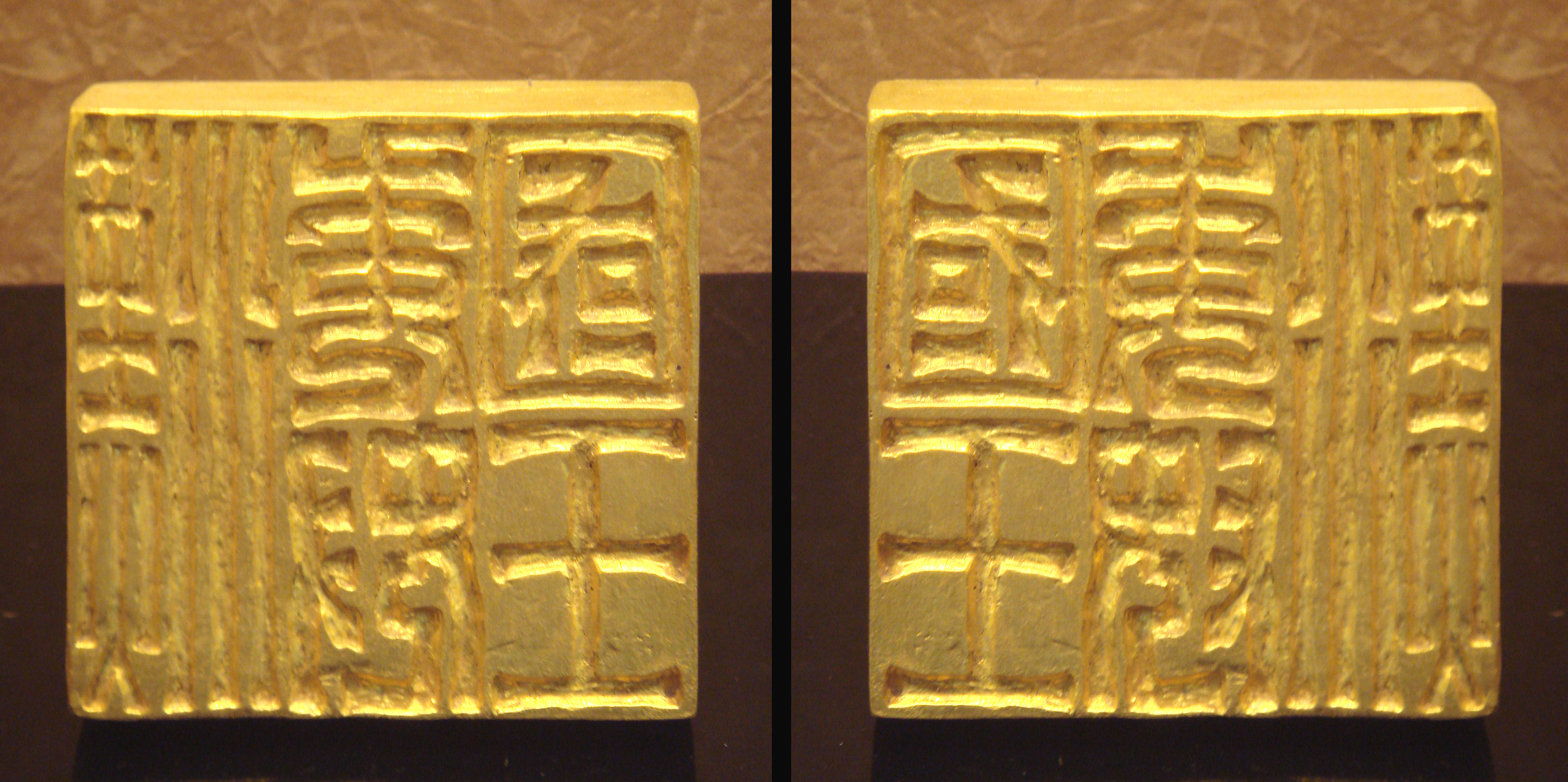
漢委奴国王印。後漢が奴国の朝貢使に贈ったとされる。

中国が倭国を冊封した記録は後漢の時代にまで遡る。紀元前1世紀から1世紀にかけては九州北部に中国製品が多く、1世紀以降は東へ広がり、2世紀には東海や関東にも流通網ができた。後漢の時代になると、黄巾の乱ののちに楽浪郡が衰退して交易圏も不安定になった。『魏志』倭人伝によれば、邪馬台国の卑弥呼が倭の諸国を代表して魏に朝貢を行い、伊都国には一大率という役職が派遣された。3世紀中頃から広範囲に分布した三角縁神獣鏡には同じ型から作られたものがあり、魏への朝貢に対して卑弥呼が受け取った銅鏡百枚にあたるかという点で、魏鏡説と倭製説に分かれている。朝貢の記録は卑弥呼の跡を継いだとされる台与の代で途絶え、5世紀に倭の五王の1人目である讃（倭讃）が宋へ使節を送り再開している。讃が朝貢をした目的には、宋から中国の官爵を得て国際的な地位を高める意図があったとされる。また、倭の五王は百済から贈られた中国系の渡来人から漢字文化を取り入れて冊封関係に役立てた。五王の最後にあたる武が朝貢したのちは、遣隋使まで中国と国交のない状態が続く。この時期に日本と交流が盛んだった地域は朝鮮半島の百済、加耶、栄山江流域だった。
朝鮮半島との交流

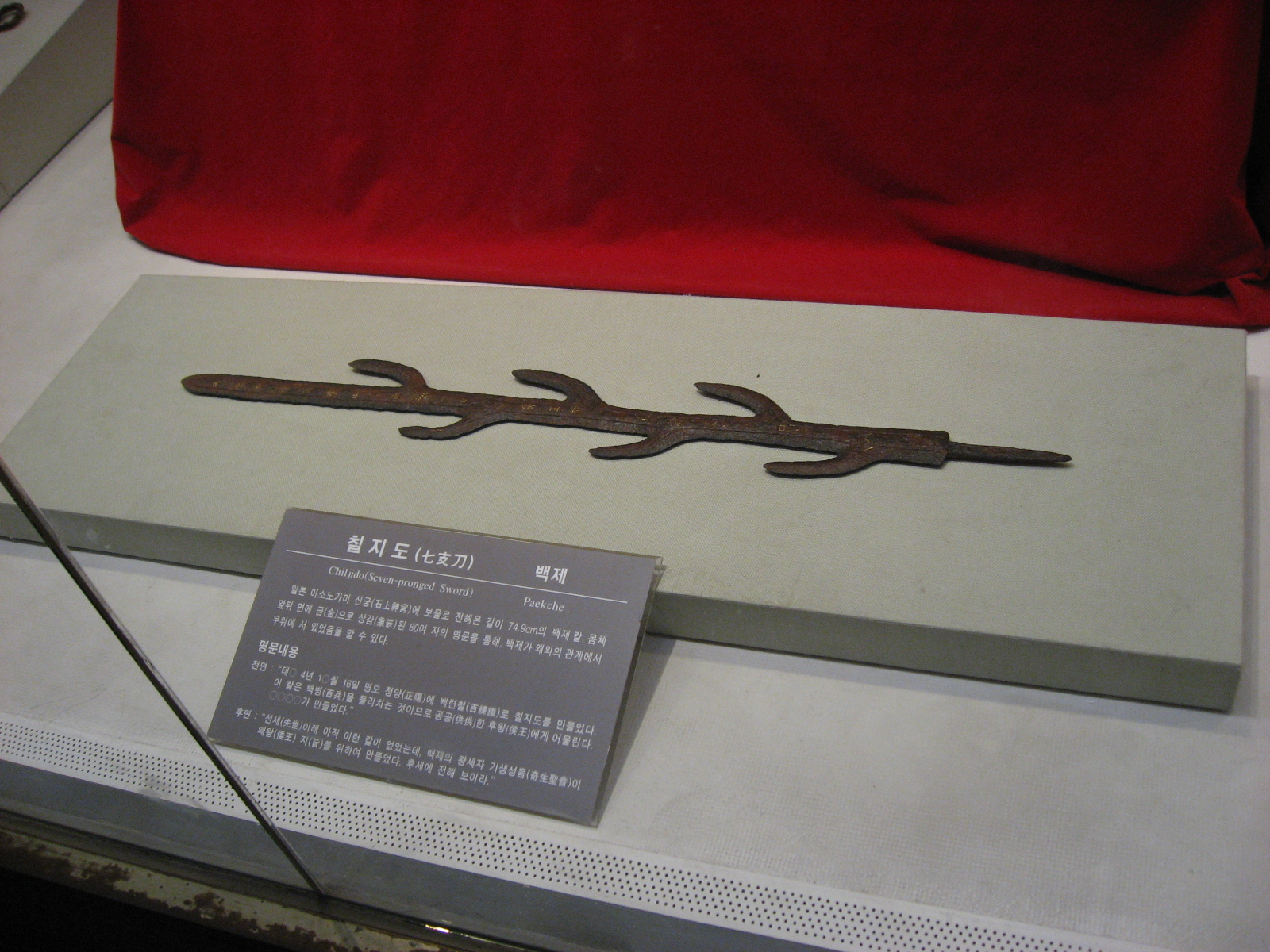
七支刀のレプリカ。七支刀を贈られた人物が誰であるかについては、記紀におけるホムタワケ（『上宮記』のホムツワケ）など諸説がある。

日本列島では、ヤマト王権の成立前には邪馬台国のほかにも九州北部の奴国や伊都国、瀬戸内海では吉備氏が半島と貿易をしていた。3世紀には倭国は倭錦や真綿などの絹製品や九州北部の穀物を輸出し、朝鮮半島からは加耶で産する鉄が輸出された。『魏史』倭人伝には、3世紀頃に壱岐島や対馬が市糴（穀物貿易）を南北で行なっていたと記述がある。これらの地域の首長はヤマト王権の成立後も独自に半島と交流を続け、時には協調した。
古墳時代の頃の朝鮮半島は、東部の新羅、西部の百済、北部の高句麗の3国のほかに南部の加耶、西南部の栄山江流域などに分かれていて、それぞれ協調や対立をしつつ日本列島と交流した。中でも百済とは贈答が盛んとなり、百済から贈られたとされる七支刀は石上神宮に現存する。朝鮮半島からは工芸品や技術者、倭国からは兵や軍船、武器、穀物、繊維品が贈られた。朝鮮半島から日本列島に来た渡来人には工人もおり、4世紀に帯金式甲冑、4世紀後半に馬具が製作されるようになり、農具や工具も輸入された。ヤマト王権と吉備氏との間で吉備氏の乱が起き、ヤマト王権と北部九州の筑紫君磐井との間では磐井の乱が起きた。これらの紛争は、朝鮮半島との外交や貿易をめぐる対立を原因とする説もある。

### 弥生時代から古墳時代にかけての交易地と交易ルート

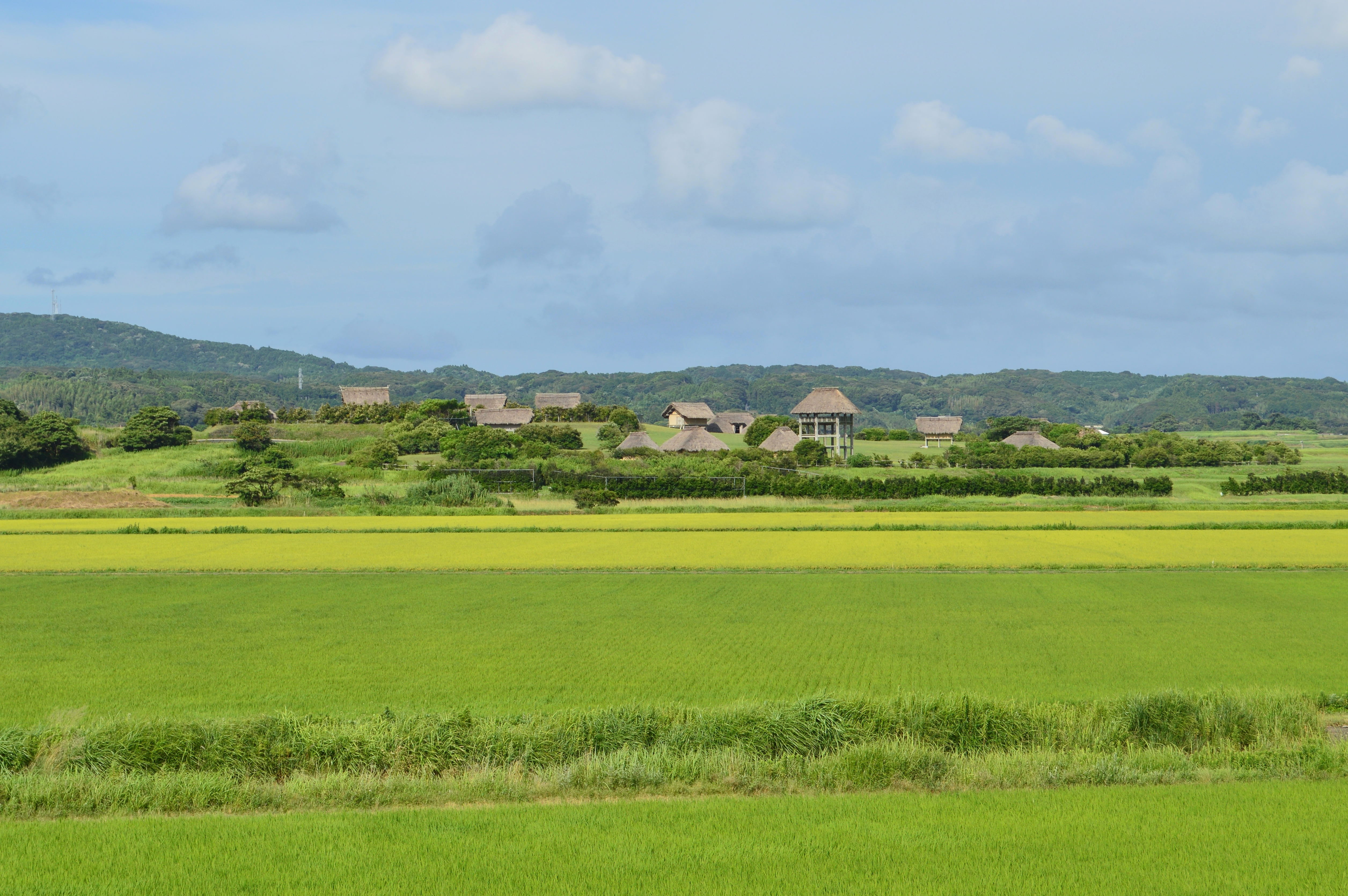
原の辻遺跡中心域 遠景

日本列島と朝鮮半島南部をつなぐルートとして、博多湾と洛東江の沿岸に交易地が発展して交易港が建設された。『魏志』倭人伝によれば、朝鮮半島北部の帯方郡から南下して狗邪国から海を渡るルートが記録されている。ヤマト王権が成立すると金官国との交流が増え、畿内と金官国を直接つなげる沖ノ島のルートが栄えた。九州北部ではこれに対して玄界灘を拠点とする。瀬戸内海は九州と畿内を結ぶルートであり、吉備氏をはじめとする豪族が朝鮮半島と交流した。
朝鮮半島南部の多島海の中央に位置する泗川勒島遺跡には、弥生中期から後期の弥生土器も出土しており、日本列島で鋳造鉄器が見つかり始める時期と一致する。金海湾に面した狗邪韓国の金海官洞里遺跡や新文里遺跡には日本列島の土師器系の土器があり、鉄を輸出して成長した。壱岐島の原の辻遺跡は船着場を備えた交易地であり、中国の銅貨である五銖銭の他に中国製の銅鏡や鉄器、朝鮮南部の土器が出土した。博多湾に面した西新町遺跡は3世紀後半から栄え、朝鮮半島系の土器やかまど、鉄器、ガラス玉の鋳型、西日本各地の土器が出土しており、日朝の交易港とされる。交易地だった亀井遺跡では日本最古の石の分銅が出土しており、計量に用いられたとされる。奈良盆地の纒向遺跡には外来の土器や列島各地の土器が出土している。邪馬台国の卑弥呼の時代には、大陸との貿易は伊都国を中心として行われ、西新町遺跡などの交易地が栄えた。一大率は、魏や朝鮮半島から運ばれた鉄などの物資を各地の首長に配分した。

### 飛鳥時代、奈良時代、平安時代

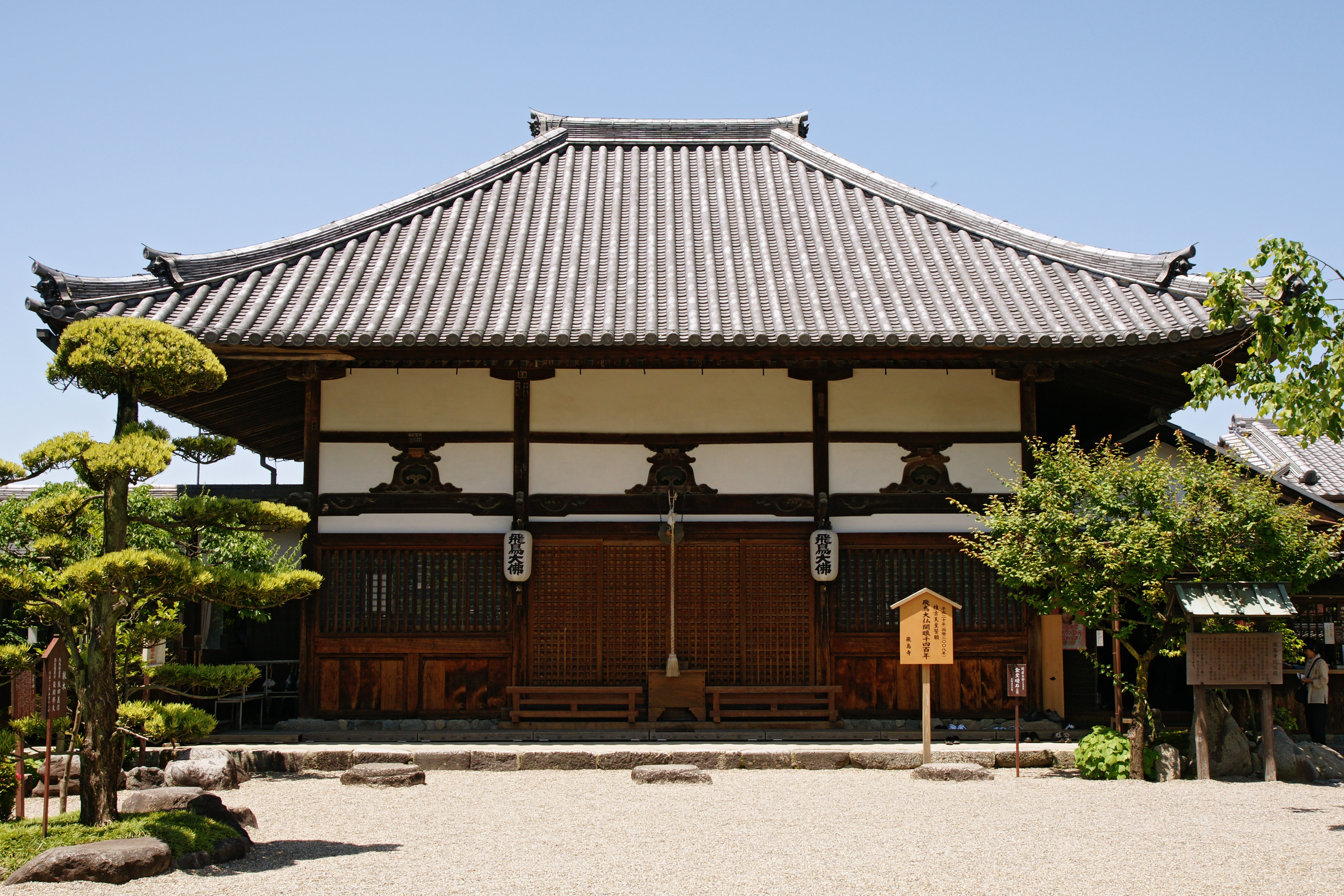
飛鳥寺。渡来人の東漢氏、忍沼氏、朝妻氏、鞍部氏、山西氏らが造営に参加した。百済は仏舎利を送り、本尊の造仏では高句麗が黄金を送った。

律令国家の成立によって、各地域の豪族や首長が行なっていた貿易は、朝廷による独占管理が進む。律令法で貿易のルールが定められ、外国の使節は蕃客と呼ばれて、貿易の順序は(1)贈答形式の貿易、(2)官司の先買、(3)貴族の購入、(4)蕃客の日本製品購入で処理された。日本から外国への貿易は遣外使節と呼ばれる使節が行い、遣外使節以外の渡航は禁止された。国号は倭国から日本へと変わり、渤海や奄美群島との間で朝貢も行われた。日本最初の仏教寺院である飛鳥寺の造営においては、人材や物資の面で百済や高句麗の支援があった。貿易は外交上の競争の場ともなり、使節の来航時には貿易品の質や保有量の誇示も行われた。
遣隋使、遣唐使と貿易

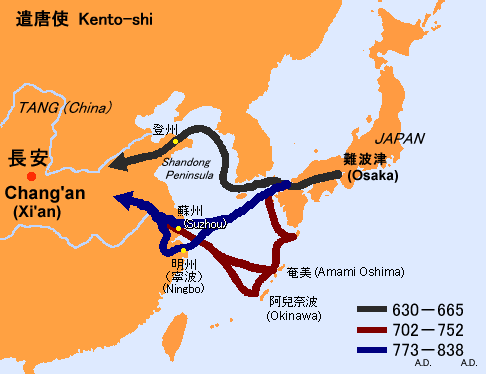
遣唐使の航路。遣唐使は長安で正月の儀式に参列する必要があり、安全よりも政治的な事情が優先された。そのため航海は夏が出発で、帰国は秋と冬が多く、遭難や漂流が起きやすかった。

7世紀から日本は遣隋使を送るようになる。隋が滅んで唐が成立すると、国際都市となった長安から商品や知識が東アジア各地に広まっていった。これをうけて遣隋使は遣唐使と改称され、交流が続いた。『隋書』倭国伝と『日本書紀』で記述の違いがあるが、遣隋使は4回が派遣され、遣唐使は停止したものを含めて第20次まであったとされる。遣隋使や遣唐使に付随して貿易が行われ、日本側は冊封体制のもとではなく対等の関係で行おうとしたが、中国側は遣隋使や遣唐使を朝貢として記録した。
遣唐使は4隻または5隻の船で400人から500人を運んだ。百済舶とも呼ばれる遣唐使船は、近江国、丹波国、播磨国、備中国、周防国、安芸国などの地方が命じられて建造した。日本が百済に味方をして唐や新羅と戦ったことが影響して遣唐使は中断するが、再開されると唐との交流が増え、制度や漢字表記などの文化面ではそれまでの朝鮮半島に代わって唐の影響が強まった。
遣唐使のメンバーや物品のリストは『延喜式』に記録があり、日本からの輸出品は繊維製品（絁、真綿）、鉱物（銀）、油の大きく3種類に分かれていた。これらは国内で納税されたものが中心で、のちに和紙や砂金も加わった。いずれも素材としての質を評価された品物であり、物品貨幣としての面を持っていた。

### 唐物

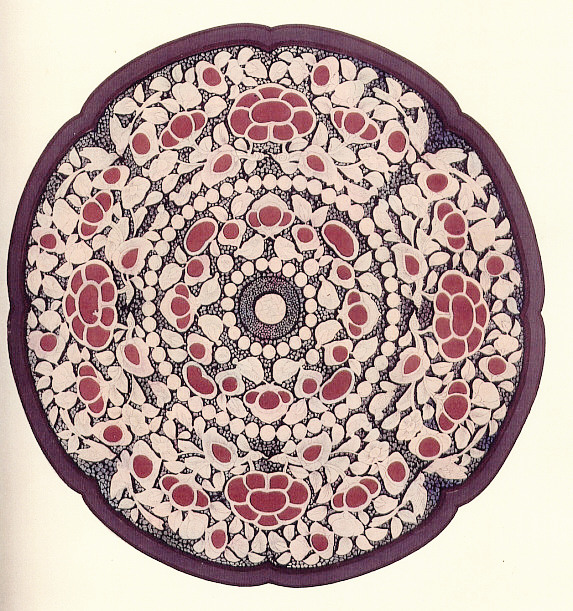
平螺鈿背八角鏡。螺鈿細工が用いられている

遣唐使によって、日本に大量の文物が輸入された。輸入品には漢籍や仏典などの書物、仏像などの美術工芸品、沈香などの香料や薬物、動植物がある。漢籍は1600種類で1万7000巻弱、仏典は一切経をはじめとして早くから輸入されて転写された。ミカンや茶のように日本の食文化や喫茶文化に影響を与えたものもある。スキタイに由来するペルシアの剣であるアキナケスは波斯国剣と呼ばれ、平安時代には真如親王が長安から贈った波斯国剣が鳥羽宝蔵に収められた。輸入品には猫もおり、唐猫と呼ばれて珍重された。宇多天皇は太宰府の役人から献上された唐猫について日記に書いており、『寛平御記』に記述がある。
平安時代にはこうした舶来品や、舶来品のような様式の品物を指して唐物という言葉が使われるようになる。唐物は朝廷が管理して臣下へと再配分され、唐の滅亡後も唐物という語は使われ続けた。唐物の先買権が朝廷にあるため、例えば貴族が新羅の輸入品を買う際には、買新羅物解（ばいしらぎもののげ）という文書で申請をしていた。当時の輸入品には正倉院の宝物として現存するものもある。

### 南西諸島

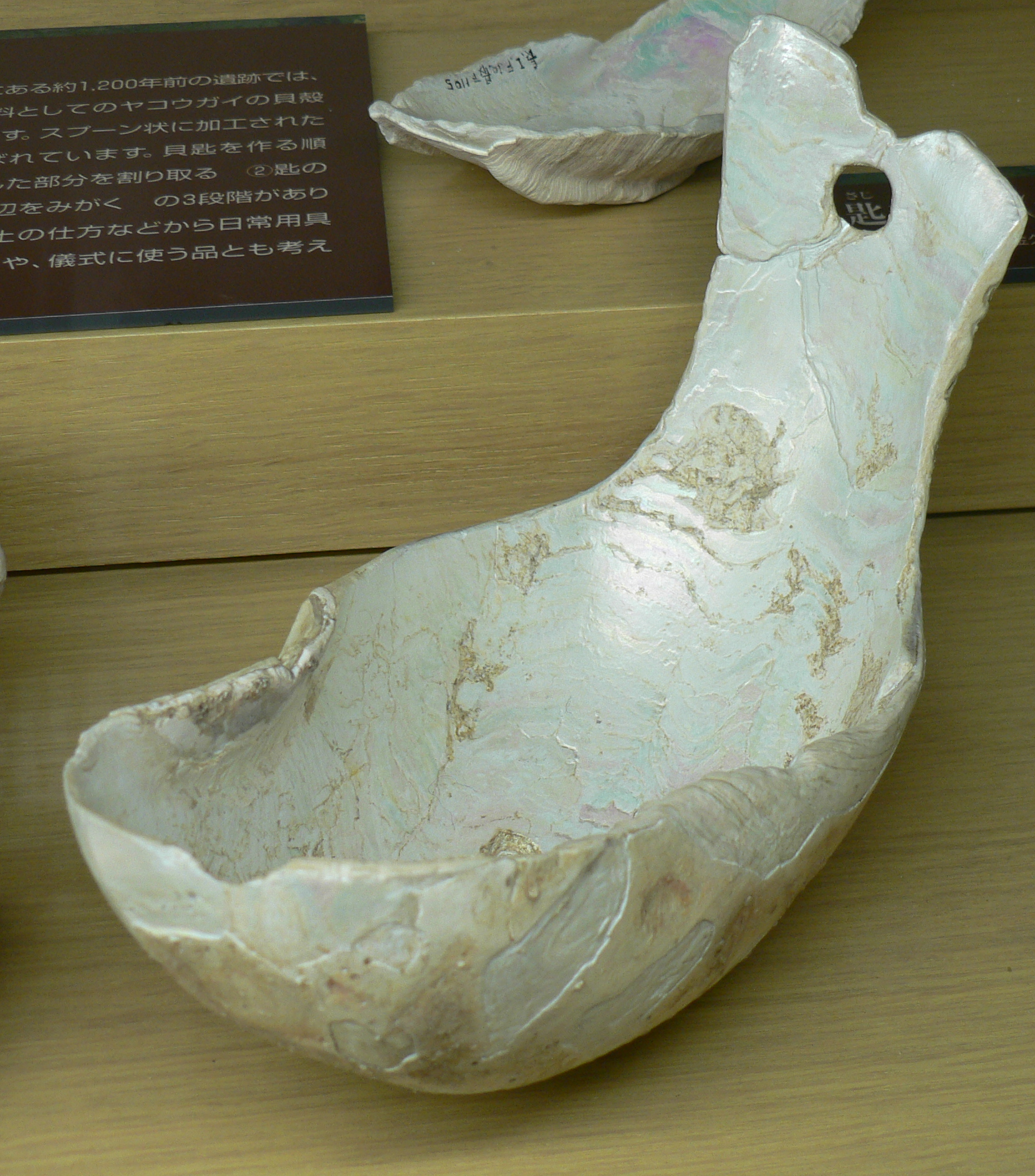
ヤコウガイから作られた古代の貝匙。

弥生時代から平安時代の南西諸島は、奄美大島と喜界島を中心にヤマト王権や隋・唐と交流した。掖久人が入貢したのちに南島の使者が訪れたという記録が『日本書紀』や『続日本紀』にある。奄美諸島の土器は日本列島の土師器の影響を直接に受けており、沖縄の土器は6世紀から7世紀にかけて奄美の影響が見られるようになる。
屋久島以南の産物としてアカギとヤコウガイがあり、海上交易の重要な品物だった。ヤコウガイは奄美諸島を中心に加工されて、7世紀にはヤマト王権へ輸出されて螺鈿細工などに用いられた。ヤコウガイは隋や唐との貿易でも用いられており、中国の銅銭である五銖銭や開元通宝が各地で発見されている。唐では螺鈿細工が発達しており、ヤコウガイが大量に求められていた。ヤコウガイ貿易によって奄美諸島には鉄器が輸入し、久米島にはヤコウガイの加工場があり、周辺から集めたヤコウガイを唐やヤマト政権に輸出して、輸入した物産を再配分していたと推測される。鉄器のほかに南西諸島にはいない豚も遺跡で発見されている。沖縄諸島では、ゴホウラやイモガイが交易に用いられて、装身具の貝輪にも加工されていた。

### 渤海
高句麗が滅んだのちには渤海が建国され、朝鮮半島をめぐる情勢が不安定になると、日本は渤海との交流を深めた。渤海側の使節である渤海使が到着し、日本側では朝貢を求めたとして歓迎して、遣渤海使も派遣された。渤海使を迎えるために、太宰府の他に出羽国の秋田城、越前国の松原客館、能登国の能登客院なども使われたとされる。渤海は薬用人参や毛皮、麝香などを輸出し、日本は絹・綿などを輸出して、渤海使は34回続いた。しかし日本にとっては回賜の負担が大きいため、朝貢を12年に1度と定めた。

### 私貿易の増加と新羅
律令国家の成立時点では、列島周辺で遠洋航海をする民間の貿易商人が存在していなかった。そのため律令には民間の貿易商人についての条文もなかった。唐では安史の乱が起きたのちに政情が不安定となり、朝貢以外の私貿易が増加する。唐や新羅の海商や、新羅で海賊対策をしていた武人張保皐のような人物が私貿易に参加し、日本からも唐や新羅の商船に同乗して私貿易に参加する者が現れた。貿易増加の流れを見た朝廷は、それまで蕃客との間で行われてきた管理貿易を商人にも適用することを決めた。臨時の使者である唐物使（からものつかい）が唐物を買い上げるために太宰府に派遣され、のちには唐の商船に同乗する入唐使（にっとうし）が派遣された。しかし、民間の貿易の増加で貴族が唐物を買い漁ることも増え、朝廷は禁制を出すが唐物の先買権や独占が維持できなくなる。9世紀中頃以降には青磁を中心とする陶磁器の輸入が増加した。こうして遣唐使の派遣がなくなった後も貿易は続いた。

### 平安時代の日宋貿易

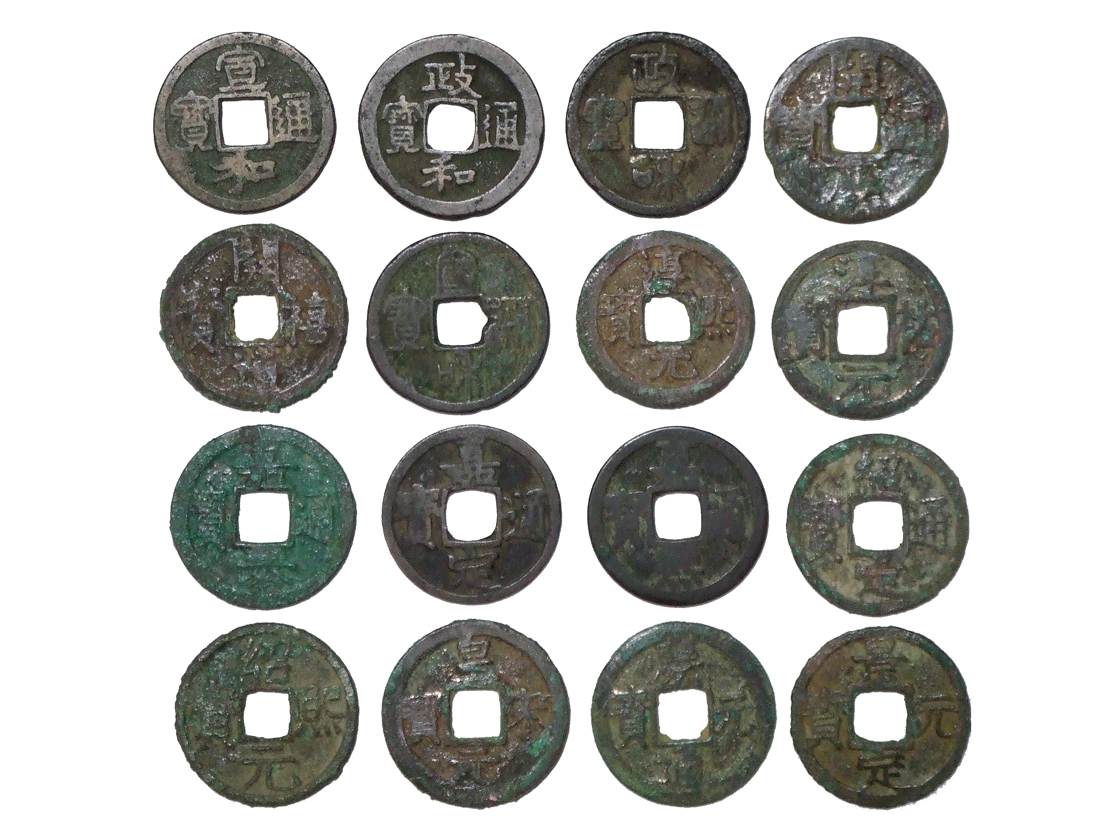
北宋銭（左上3枚）南宋銭（その他）。日本でも皇朝十二銭などの金属貨幣が発行されていたが律令政府が望むほどには普及せず、宋銭が貨幣経済に大きな影響を与えた。

黄巣の乱以降に中国は分裂状態となり、これを統一したのは宋であった。日宋貿易によって博多には大唐街と呼ばれる宋国人の居住街も形成されて、これに関心を寄せた平忠盛が輸入品を朝廷にもたらして権力を持つ。忠盛は肥前国の神埼荘で日宋貿易を行い、唐物に関心が高い鳥羽院の近臣となる。忠盛の息子の平清盛は肥後国の国司となったのちに瀬戸内海の安芸国や播磨国の国司、そして大宰大弐などの地位について日宋貿易を支配下におく。清盛は福原の大輪田泊を改修して貿易を振興し、そこから得られる利益をもとに平氏政権を磐石にした。こうして宋との関係は活発になり、宋船が瀬戸内海に入って大輪田泊で取り引きを行うようになると、大宰府の利権は減少した。北宋との貿易については、成尋の旅行記『参天台五台山記』にも記されている。
日本は絹織物や陶磁器などを輸入した。12世紀頃からの交易の様子は、福岡市内の博多遺跡群から出土した、浙江省の龍窯で大量生産された龍泉窯産をはじめとするおびただしい数の青磁、白磁などの輸入陶磁器に反映されている。また、12世紀中頃から、銅貨である宋銭がもたらされると日本国内でも使われて流通した。日本の輸出品としては砂金が重要であり、砂金の流通は陸奥国の奥州藤原氏が主導した。藤原清衡は出羽の港を改修して唐物を平泉に輸入し、平泉を拠点とする奥州藤原氏は都に金を送る一方で独自に博多と交易を行った。奥州藤原氏によって中尊寺、毛越寺、無量光院などの寺院にも唐物が使われ、源頼朝の出兵まで平泉は繁栄した。奥州藤原氏は北海道にも進出しており、中尊寺金色堂で昭和の大改修が行われた際、金箔の砂金には陸奥だけではなく北海道の日高の砂金が用いられているという指摘もあった。

### アイヌとオホーツク人
日本本土が古墳時代だった当時、北海道は続縄文文化と呼ばれる歴史区分であり、「続縄文人」は後のアイヌ文化の担い手の祖先である。天智、天武、持統、文武朝には、彼ら北海道の住民は和人と交易をともなう交流があり、和人にはエミシとも呼ばれた。サハリンで暮らしていたオホーツク人は道北と道東に移住し、続縄文人とは対立をしながら距離を保って生活した。オホーツク人は唐では流鬼と呼ばれ、唐には朝貢でクロテンの毛皮を送りつつ、日本列島での交易も求めて南下した。奥尻島にオホーツク人の遺構とみられる遺跡群がある。津軽の幾つかの遺跡に青苗文化や続縄文文化に由来すると思われる出土品があり、本州東北部の人々と交流があったと見られる。そのころ本州では、越国守である阿倍比羅夫が遠征を繰り返している記録が『日本書紀』にある。具体的な遠征地の比定地は様々な説がある。比羅夫は粛慎と接触をはかり、沈黙交易を行おうとしたが交渉は成立せず、粛慎との戦闘となった。続縄文人の居住地や交易地からはロシア沿海州の錫製の耳環が発見されており、続縄文人とオホーツク人は対立しつつも沈黙交易などで交流をしていた。
陸奥国では、和人は国府から繊維製品や鉄器、和同開珎、装身具を送り、エミシからは熊の皮、昆布、砂金、馬、奴隷などが送られた。陸奥の国司をはじめ一般人もエミシとの交易を行っており、禁令が出されている。遣唐使において日本側が蝦夷地の人間を帯同したこともあり、これは中国の華夷秩序をもとにして、日本に朝貢する地域として蝦夷地を位置づける意図があった。7世紀以降、北海道では続縄文文化に続く「擦文文化」の時代を迎えるが、9世紀以降、擦文文化人と奥州藤原氏との交易が活発となる。奥州藤原氏は遠方から砂金を入手するために北海道にも居住地を建設しており、擦文文化人は砂金のほかに矢羽に用いるオオワシの尾羽や海獣の毛皮、鹿皮や干鮭を送った。苫小牧では平泉が最大の消費地だった常滑焼が発見されており、砂金の産地である北海道の胆振と日高の擦文時代の集落跡では、新羅産の銅鋺が発見されている。これらは北海道で生活した藤原氏が使用した品物や、擦文文化人が藤原氏から入手した品物と推測されている。

### 飛鳥時代から平安時代にかけての交易地と交易ルート
当時の貿易は重要な外交事業でもあるため、海外交流や貿易の施設として鴻臚館が設置された。磐井の乱の後には、那津に外交施設として那津官家が設置された。遣隋使の頃に筑紫太宰が駐在して太宰府が設置されると、鴻臚館の行政機能はなくなり筑紫館と呼ばれた。畿内の港がある難波津には難波館が設置され、平安京には主に渤海使のための鴻臚館があった。
遣唐使では、船は難波津を出港して北路か南路を進んだ。北路は新羅を通るルートであり、南路は五島列島を経由するルートだった。当初は北路が選ばれたが、日本と新羅の関係が悪化すると南路が選ばれるようになる。五島列島は、大宰府と対馬を結ぶ拠点でもあった。
宋の時代になると、宋の商人は博多や敦賀に来航し、民間レベルでの貿易を行った。当時の商人として王則貞などの名が知られている。宋の貿易船の船長は綱首と呼ばれ、博多に滞在する博多綱首たちは地元の寺社と友好関係を結んで保護を受けた。綱首の中には日本で土地を所有する者もいた。初期の陶磁器は、長沙市の長沙窯、浙江省慈渓市の余姚窯、周辺の窯で産する越州窯の青磁が揚州や寧波から鴻臚館へと運ばれた。奥州藤原氏は平氏とは異なるルートを用いたため、北方貿易とも呼ばれる。11世紀から12世紀にかけて但馬国や越前国に来航や居留をした唐人の記録もある。

## 中世

### 鎌倉時代の日宋貿易

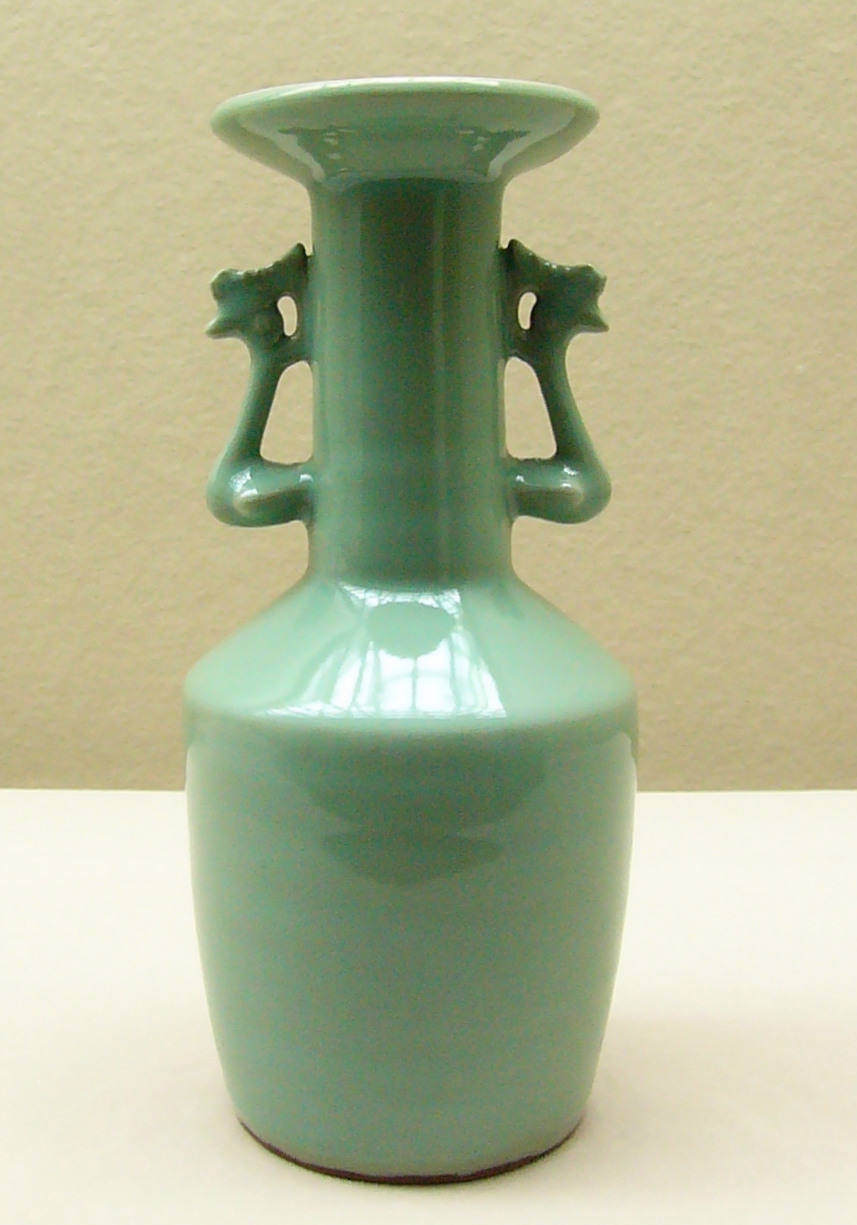
青磁鳳凰耳花生 南宋時代

平氏政権後の鎌倉幕府は民間貿易を認め、出羽国の武藤資頼が大宰少弐になって以降に貿易の支配を強めて、南宋が滅亡する直前まで日宋貿易は続いた。鎌倉幕府は御分唐船という貿易船を派遣した。大陸ではモンゴル帝国の内紛によって1240年代は南征がなく、その影響で南宋や朝鮮半島の高麗は日本との交流が盛んになる。僧侶の往来が急増して、日本側は博多、中国側は慶元が拠点となった。慶元では市舶司が貿易を管理したが、商船の減少によって官貿易は廃止された。
13世紀に宋からの陶磁器の種類と搬入量が急増した。13世紀中頃までの同安窯青磁や龍泉窯青磁に加えて、13世紀後半には景徳鎮の碗皿、香炉、花瓶、大盤などが増える。こうした陶磁器は鎌倉に大量に輸入されて、鎌倉の中心部に位置した今小路西遺跡から出土している。また、ジャコウネコやインコなどの珍しい鳥獣を輸入して貴族や富裕層の贈り物にすることが流行した。唐物の増加により物価が上がり、幕府は1254年（建長6年）に宋船の入港を5艘に制限しようとしたが失敗した。平安末期から鎌倉時代にかけての日本の主要な輸出品は、木材と硫黄だった。硫黄は、宋の時代から兵器としての使用が増えた火薬の材料であり、中国より硫黄の産出が多い日本は日明貿易に入っても輸出が続いた。その他に砂金や日本刀などが輸出されている。

### 日元貿易
モンゴル人王朝の元は、南宋を滅ぼしたのちにベトナムや日本にも進出を計画した。近隣諸国との関係が悪化する中でも民間や地方では交易が続けられて、日本との間でも日元貿易が行われた。とくに江南地方は経済拡大が続いていたこともあり、その規模は拡大した。元は高麗を介して日本に朝貢を求めるが日本が拒否したため、文永の役と弘安の役が起き、元寇と呼ばれた。ただし、元は日本との貿易を戦争中も許可しており、元寇ののちも貿易は続いた。日本からは砂金、硫黄や工芸品などが輸出され、元は銅銭、陶磁器、書物などを輸出した。仏教僧の移動が活発で、貿易船に乗って日本、高麗、元を往来した。鎌倉幕府も、寺院や鎌倉大仏の造営費のために寺社造営料唐船と呼ばれる勧進船を派遣した。のちに韓国の新安郡で発見された新安沈船も、寺社造営料唐船だった。また、元は北方ではサハリンやアムール川をめぐってアイヌと紛争をしたのちに朝貢を受けている（後述）。

### 室町時代の日明貿易
元に替わって明が中国を統一すると、明の洪武帝は海禁の政策をとり、私貿易を取り締まった。海禁は大きな反発を呼び、元の末期から中国沿岸で活動していた倭寇と呼ばれる集団が増加し、明は倭寇対策を室町幕府に求めるようになる。同じ頃、博多商人の肥富は幕府の3代将軍の足利義満に明との貿易の利益を説明して、貿易を望む義満は国書とともに肥富と僧侶の祖阿を使者として送る。建文帝は使者を朝貢使として受け入れて、義満を日本国王とした。次の永楽帝は朝貢国の証明である勘合符を義満に与え、勘合符を持つ足利氏の朝貢使が遣明使として公式な貿易を独占し、遣明船は19回が派遣された。遣明船は遣唐使船とは異なり、専用の船を建造せずに民間の船舶を借り上げた。遣明船の積載量は800石から1000石で、大型化していった。幕府は嘉吉の徳政一揆から財政難となり、単独で遣明船を派遣できなくなる。8代将軍の足利義政は勘合を大名や寺院に売って費用を調達するようになり、幕府以外の大名や寺院も遣明船に参加した。遣明船の派遣には多額の費用がかかったが、それを上回る利益があった。遣明船の費用を調達するために臨時の重税を課す地域もあり、第10回の遣明船に参加した興福寺の大乗院では、税に反対する農民が48箇所で一揆を起こした。
日本からの輸出品は鉱物（硫黄や銅）、日本刀や扇子などだった。日本に輸入された唐物は、宋の時代に続いて洪武通宝や永楽通宝などの銅貨が多く、その他に白金、繻子、僧衣、器皿、織金、沙羅、絹、宝鈔（紙幣）などで、将軍家から家臣への贈与や会所での披露に用いられた。義満は唐物を輸入するために10年後の予定だった朝貢を早めることもした。足利将軍によって唐物は美術品として扱われ、同朋衆が唐物の鑑定や等級づけ、座敷飾りを行なった。朝貢国は非関税で明と貿易ができたが、回賜の増加は財政を圧迫するために明の内部で批判もあった。日明貿易によって永楽通宝などの明銭の銅貨が日本へ流入すると、明では銅貨の流出を懸念した。明は対策として回賜に紙幣も用いたが、幕府では銅貨での受け取りを求めており、紙幣は日本国内では流通しなかった。
将軍家では、中国から輸入した唐物を御物として保管した他に、家臣である貴族に売却や再配分をして権威の保持に用いた。足利義勝や義政の時代には幕府の財政難が深刻だったため、支払いのために御物を手放した。これは売物と呼ばれ、特に寛正期には大量に売却された。御物には、幕府が家臣の財政難を救うための質物としての役割もあり、御物を与えられた貴族はそれを金融業者である土倉に持ち込んで借金をしていた。幕府が御物を売物として手放すのは、家臣の救済ができなくなることを意味し、幕府の経済的信用は失墜した。

### 倭寇の発生と密貿易

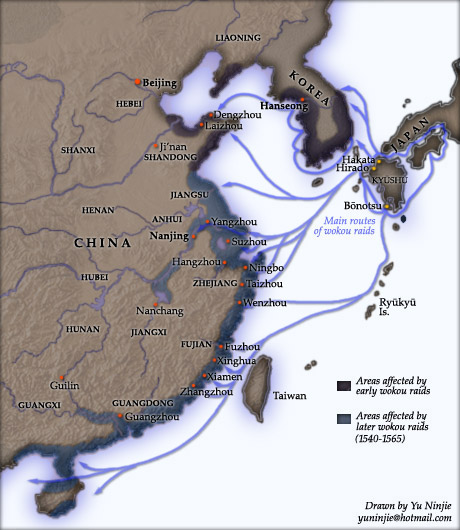
倭寇の活動地域。前期倭寇は朝鮮半島沿岸、後期倭寇は中国沿岸を中心として活動した。

14世紀から16世紀にかけて、倭寇と呼ばれる集団が活動した。倭寇という語は、元の時代に初めて記録に現れる。倭寇は日本、朝鮮、中国の沿海部の出身者が中心で、対馬、壱岐、松浦、済州島、舟山列島を根拠地として、密貿易や海賊、商品用の奴隷の捕獲などを行なった。また、現地の人間を拉致して強制的に部下にする場合もあった。14世紀から15世紀の倭寇は日本人と一部の朝鮮人が中心となり、前期倭寇とも呼ばれる。16世紀の倭寇には多数の中国人や一部ポルトガル人も参加しており、後期倭寇（後述）とも呼ばれる。
朝鮮半島と前期倭寇
1350年（南朝 : 正平5年、北朝 : 観応元年）、日本で観応の擾乱が起きていた時代に、倭寇の襲撃が始まったという記録が『高麗史』にある。朝鮮半島の沿岸部は荒廃し、明や高麗は倭寇を沈静化するために室町幕府に使者を送り、李氏朝鮮でも使者は引き継がれた。これを機会として日本と朝鮮間で使節派遣が行われて、貿易も盛んになった。やがて倭寇の定住や貿易の許可によって、倭寇の活動は中国沿岸へと移った。この間、日本の輸出は銅などの鉱物資源や漆器や屏風などの工芸品、明の輸出は銅貨の永楽通宝や繊維製品、朝鮮の輸出は木綿や朝鮮人参だった。しかし室町幕府が求心力を失うと再び倭寇が出没して、日朝貿易が中断する時期もあった。

### 日麗貿易、日朝貿易
11世紀から高麗と貿易が続いており、貿易のために日本から高麗へと渡ったのは、対馬の人間がもっとも多かった。日本は真珠、刀剣、水銀、柑橘類などを輸出し、日本船は年1回渡航した。一方で、13世紀前半に朝鮮半島における倭寇の略奪が京都にも伝えられるようになる。李氏朝鮮は倭寇の懐柔策を行い、降伏して定住する投化倭人が現れる。朝鮮の官職を持って貿易も許された受職倭人、港に住む恒居倭人、日本の豪族の使者で使走船に乗る使走倭人などもいた。商人としては興利倭人がおり、商船は興利倭船と呼ばれた。興利倭人が急増したため、対馬、壱岐、九州の諸大名の渡航許可書が義務とされた。
日朝貿易は大きく分けると、(1)使節による進上と回賜、(2)官僚による公貿易、(3)商人同士の私貿易の3種類があった。公式の交流は(1)だが、取引額は(2)と(3)が大部分を占めた。(2)は公定価格で(3)は市場価格にあたり、価格の変動によっていずれが得になるかが常に注目された。日本が入港できる場所は、太宗の時代には富山浦と乃而浦で、世宗の時代に塩浦が加わって三浦とも呼ばれた。

### 琉球と明

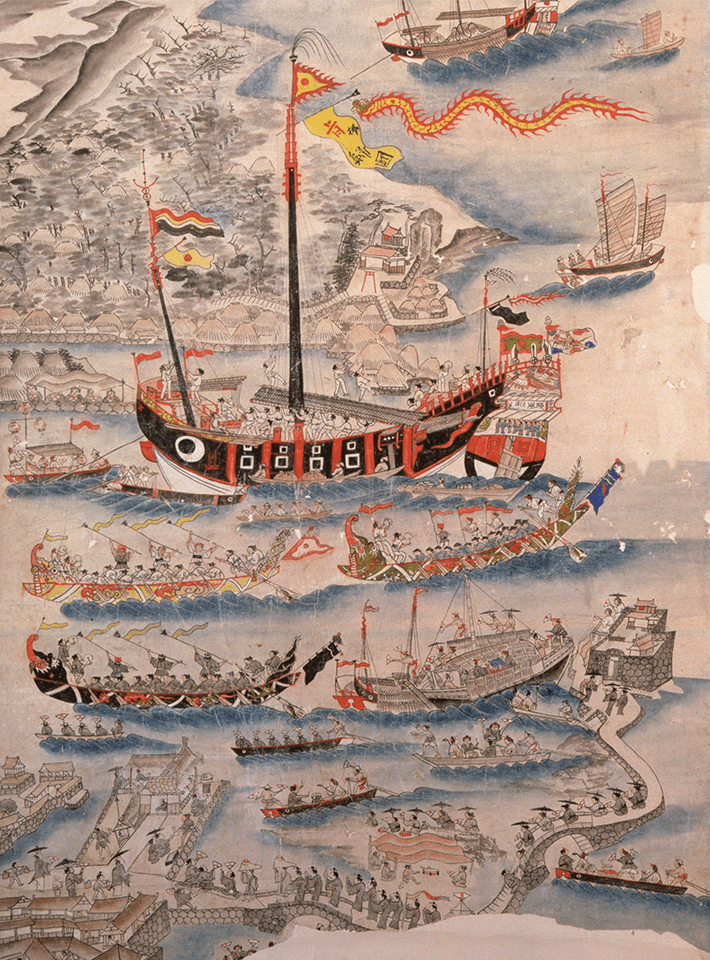
琉球から明への進貢船

14世紀からは琉球王国が日本、明、朝鮮を中継する琉球貿易で繁栄する。当時は山北王国、中山王国、山南王国の3つの王国がある三山時代で、中でも大規模な交易港のある那覇をもつ中山が活発だった。明の招諭使である楊載は、懐良親王を訪れた時に琉球の情報を得る。楊載は中山王の察度を訪れて明への入貢を求めて、察度は洪武帝に朝貢を行い、明は琉球に大型船を提供して朝貢が頻繁になった。明は倭寇対策のために琉球の貿易を活発にする目的があり、琉球の朝貢には回数制限がなく、複数の朝貢主体も認められていた。当時の日本の朝貢は10年に1度であり、琉球は優遇されていた。朝貢を担当するために明から派遣された閩人の専門家集団もおり、大型船の船長や水夫、漢文文書の作成や通訳を担当した。閩人たちは久米村に住んだために久米三十六姓と呼ばれた。久米三十六姓の人々が住む場所は大明街とも呼ばれ、琉球から明への渡航者は福州の琉球館に滞在した。高麗にも中山が朝貢の使者玉之を送って交流が始まり、日本とは博多や堺の商人と取り引きをした。
琉球は明に朝貢をすることで、南九州経由のルートに代わって明と直接に貿易をするルートができた。中継貿易は王府による国営事業であり、琉球の輸出品は小型の馬と、硫黄鳥島で産する硫黄で、その他に中継貿易で得たコショウや蘇木、象牙、日本刀などがある。これらを明に献上して回賜を受けとり、陶磁器はグスクにも大量に貯蔵された。日本との貿易は応仁・文明の乱で交通が不安定になり、細川氏との兵庫津での交渉が不首尾に終わったので、博多や堺の民間商人や、禅僧が交流を引き継いだ。博多商人の佐藤重信や禅僧の道安は、朝鮮との外交も担当した。商人にとって琉球国王使の名目を使えることは利益が大きく、琉球国王の偽使も発生した。

### 戦国時代、安土桃山時代の日明貿易
応仁の乱後は、日明貿易の日本における主導権は、細川氏や大内氏を中心とする九州や西日本の大名、堺や博多の商人に移っていった。大内氏は宝徳年間の遣明船から博多商人と協力して、天文年間には遣明船を2回送った。大内氏の船には博多商人の神屋主計や河上杢左衛門をはじめとして、堺や薩摩の人物も乗っていた。大内氏と細川氏のあいだでは貿易の主導権をめぐって寧波の乱が起き、遣明船の中断も招いた。肥後の相良氏は琉球に船を送っていた他に、宮原銀山の発見で費用を調達して天文年間に2回遣明船を送った。豊後の大友氏は、明からの制限で宝徳の遣明船以降は直接参加ができず、正式な勘合がない私的な貿易船を送った。のちに大友晴房（大内義長）が大内氏を継いだことで、再び遣明船に参加した。
寧波の乱による貿易の中断は、倭寇の一因にもなった。大名による遣明船の中には明に入貢を許可されなかった船もあり、その場合は警備の手薄な中国沿岸で私貿易を行なった。明の公式な立場からは、これらは密貿易であり倭寇的行為と見なされた。大内氏は、室町幕府が明から受けた日本国王の金印の模造品も作っていた。明ではこうした偽使の対策として、中国沿岸の密貿易者を取り締まった。公式の勘合貿易は、大内氏の滅亡によって断絶したとされるが、それ以降も複数の大名が遣明船を派遣した。古代から安濃津、坊津と並んで日本三津と呼ばれた交易港の博多は明、朝鮮、琉球、東南アジアで商人が活動していたが、少弐、大友氏、大内氏の紛争に巻き込まれて荒廃し、九州各地に建設された唐人町や長崎、豊後府中へと貿易が移っていった。

### アイヌと東北アジア

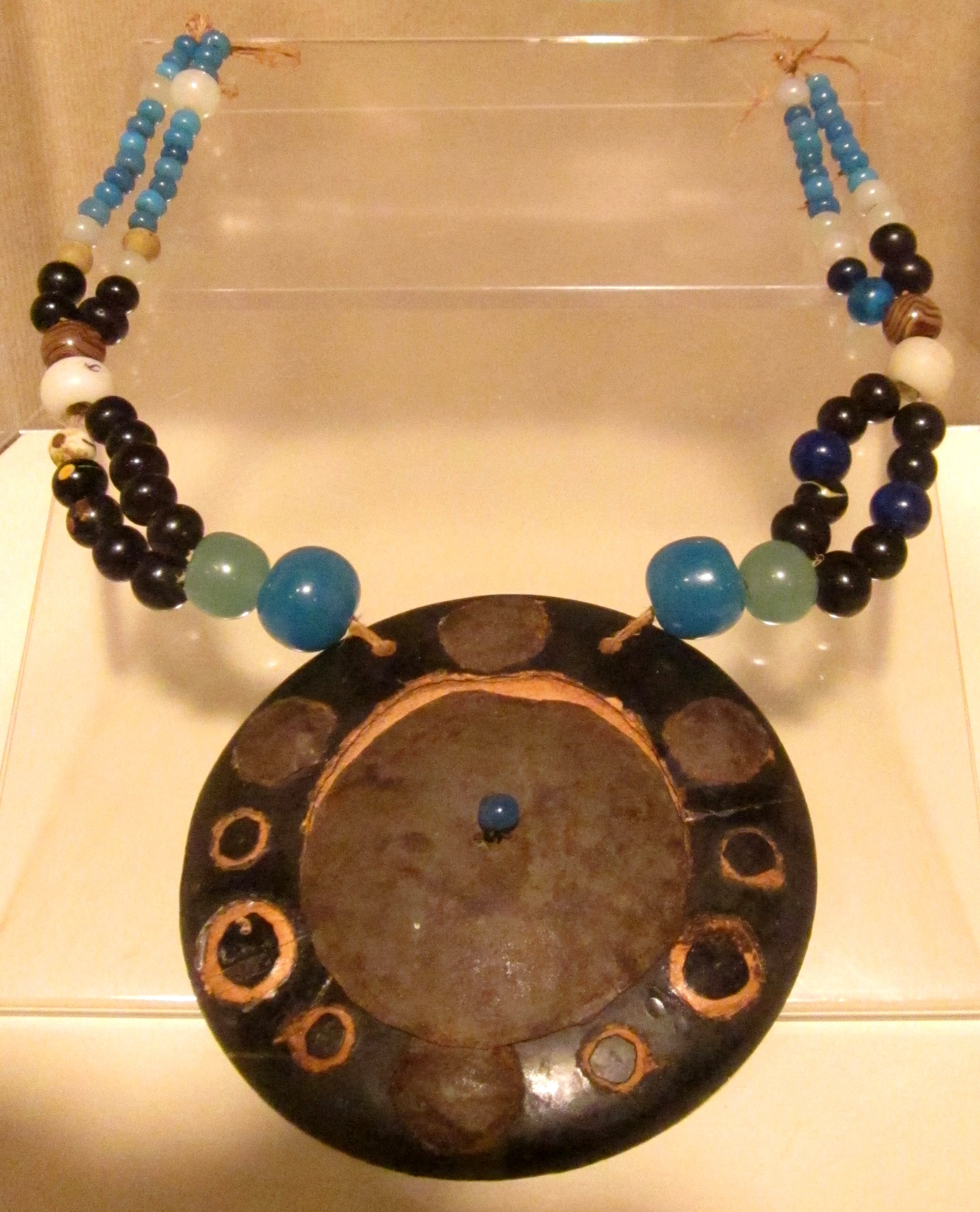
タマサイ（ネックレス）。山丹交易で得た大陸産のガラス玉と本州産の金属製品が使用されている。

アイヌは貿易品のオオワシやタカの尾羽などを得るために、11世紀からサハリンへ進出をした。13世紀にはサハリンの先住民だったニヴフとアイヌは対立する。ニヴフは元と冊封関係にあったため、モンゴルの樺太侵攻が起き、アイヌと元の紛争は約40年続いた。アイヌは大陸へと渡ってアムール川下流を襲撃するが、やがて元の冊封を受けて朝貢で毛皮を送った。元代の地誌である熊夢祥の『析津志』によれば、アイヌは野人と呼ばれたツングース系の民族と沈黙交易を行なっていた。アイヌはオコジョの毛皮、野人は元との朝貢で得た物資を送った。アイヌは元ののちに明にも朝貢し、15世紀になると千島列島のラッコの毛皮を中国や日本へ送った。15世紀は津軽半島の安東氏が十三湊で貿易を盛んにしており、アイヌが大陸で入手した物産も運ばれた。安東氏は奥州藤原氏が滅んだのちに鎌倉幕府に蝦夷代官に任ぜられ、北海道から京都までのルートを支配して栄えた。

### 倭銀と貿易
古代からの鉱脈だった石見銀山が16世紀前半に再開発されて、対馬や壱岐を経由して博多や朝鮮半島へ鉱石が運ばれた。博多商人の神屋寿禎が朝鮮半島から技術者を石見に連れてきたことが、灰吹法の伝来とされる。灰吹法が各地に伝わると銀の産出量が増えて畿内や九州、貿易港に銀が流通した。大内氏による第18次遣明船には堺や博多の商人も多数参加して、銀で唐物を購入した。
当時は銀が国際的な貨幣であり、日本の銀は倭銀とも呼ばれて日明貿易や日朝貿易、南蛮貿易における重要な輸出品となる。朝鮮では銀を木綿布と交換して船舶の帆布や衣料品となった。明は銀で納税する一条鞭法をとっており、倭銀を求める福建、浙江、広東の商人が密貿易に訪れた。ポルトガルは平戸から倭銀を入手するのに加えて、長崎・マカオ間の定期航路も開設して、倭銀がマカオを経由して明に流入した。日本は生糸や絹織物などの高価な外国産品や、火薬原料である硝石を輸入した。

### 日朝貿易と倭館

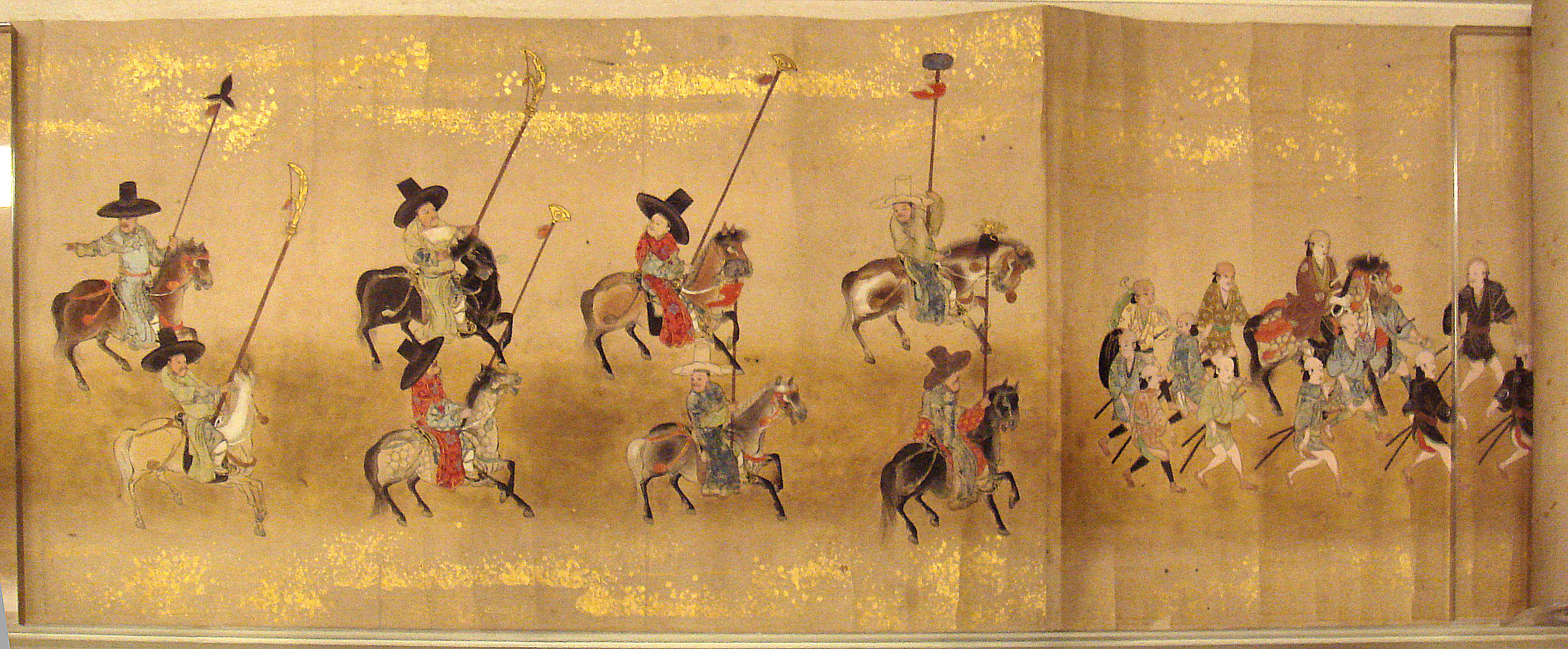
狩野安信『朝鮮通信使』

朝鮮王朝は、倭寇の拠点となっていた対馬を応永の外寇で攻撃する一方で、朝鮮半島に倭館を建設した。倭館は日本人の客館として李氏朝鮮が用意した施設で、貿易で来航する日本人のためであり、倭寇対策も兼ねていた。もっとも貿易を活発にしていたのは対馬の宗氏であり、宗氏は倭寇の取り締まりで朝鮮王朝と協力した。他に大内氏、九州探題の渋川氏、肥前の宗像氏、肥後の菊池氏、薩摩の島津氏なども渡航した。日本からの輸出品は銀、朝鮮からの輸出品は木綿布だった。日朝貿易は一時中断したのちに15世紀中頃に再開されるが、これは李氏朝鮮が密貿易に統制をかけようとした目的があった。15世紀末には恒居倭人は3000人近くに達して、三浦の乱という暴動も起きた。

### 海禁と後期倭寇

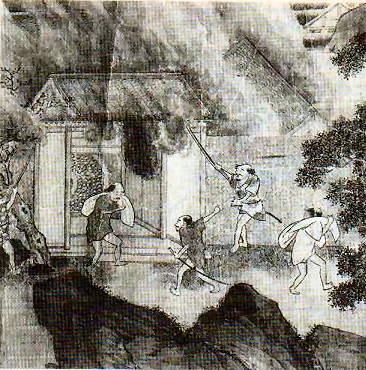
倭寇。倭寇の活動を描いた記録として、「倭寇図巻」や「抗倭図巻」がある。

16世紀の倭寇は後期倭寇とも呼ばれる。活動地域は中国沿岸を中心とし、海禁を原因とした中国人の参加が多数にのぼった。初期の海禁は外国商人との取り引きを禁ずるのみだったが、やがて中国人同士の海上の交易も禁じられた。中国沿岸の商人は反発し、福建、広東、浙江の塩商人や米商人を中心とした密貿易が急増する。海禁の取り締まりの激化や、遣明船廃止による日本人の参加、ポルトガルが中国沿岸で行った密貿易の影響もあり、諸勢力が入り乱れる状況下で16世紀に倭寇が拡大した。
ポルトガル人の中にも中国船に同乗する者がおり、明や朝鮮から仏郎機（ふらんき）と呼ばれて倭寇と見なされた。明では倭寇対策として日本に関する調査も行われた。探検家の鄭舜功は琉球や日本に滞在して研究書『日本一鑑』を書き、鄭若曽は日本の需要が高い品物を倭好としてまとめ、『日本図纂』や『籌海図編』に掲載した。
密貿易の増加によって、中国内陸で活動をしていた徽州商人も参加するようになる。徽州出身で倭寇の頭目となった王直は五島を本拠地にしつつ、博多や平戸で取り引きをして、中国沿岸で海賊行為を行なった。のちに南蛮貿易が始まったきっかけも、王直の船に乗っていたポルトガル人が種子島に漂着したためだった。王直が倒されると倭寇は次第に衰退して、台湾、フィリピン、南洋へと活動を移す。明が海禁を解除すると、南海への中国人の渡航と貿易が認められた。日本への渡航や、禁制品である硫黄・銅・鉄の輸出は許可されなかったが、倭寇は沈静化した。

### 南蛮貿易

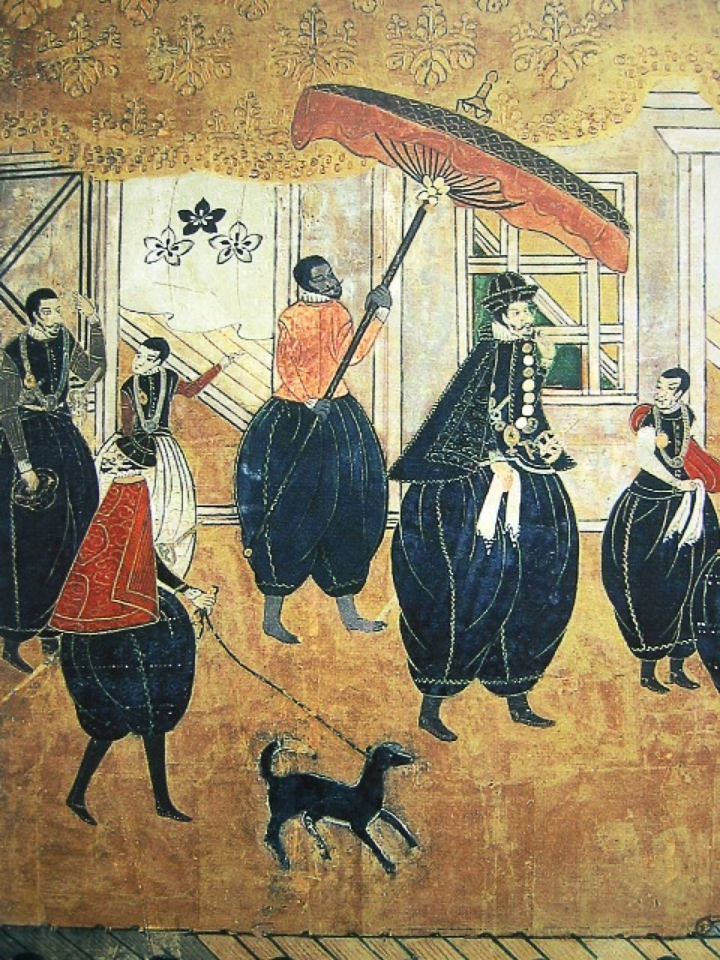
日本に到来した南蛮人たち。白人や黒人が描かれている。

南蛮貿易とは、ポルトガル人、中国人、およびヨーロッパとアジア人の混血がマカオで行った中継貿易を主に指す。ポルトガルの他にはスペインが東アジアに進出して、ポルトガルが貿易を重視し、スペインは領土の拡張を重視した。ポルトガルは明からマカオの居留権を得て拠点として、司令官のカピタン・モールが着任したマカオにはセファルディムの改宗ユダヤ人やイエズス会も移住して貿易に参加した。16世紀にポルトガル人が種子島に漂着したことがきっかけで、日本とポルトガルとの貿易が始まる。ポルトガルがもたらした火縄銃は、日本の軍事技術に大きな影響を与えた。しかし、種子島に漂着したポルトガル人が誰を指すかについては諸説がある。
管理貿易はカピタン・モールを中心に行われ、私貿易では冒険商人たちが自由に往来をした。南蛮貿易のポルトガル船には、カピタン・モールの船、官許船や定航船、私貿易の船による違いがあった。ポルトガルの貿易はイエズス会による布教と結びついており、来航した港も布教と関係のある地域が中心となった。宣教師のフランシスコ・ザビエルが布教をした大内氏や大友氏、そして大村純忠がイエズス会に寄進して教会領となった長崎港などがある。寄進後の長崎は日本の貿易の中心となり、長崎の代官となった末次平蔵は外国船にも出資をした。

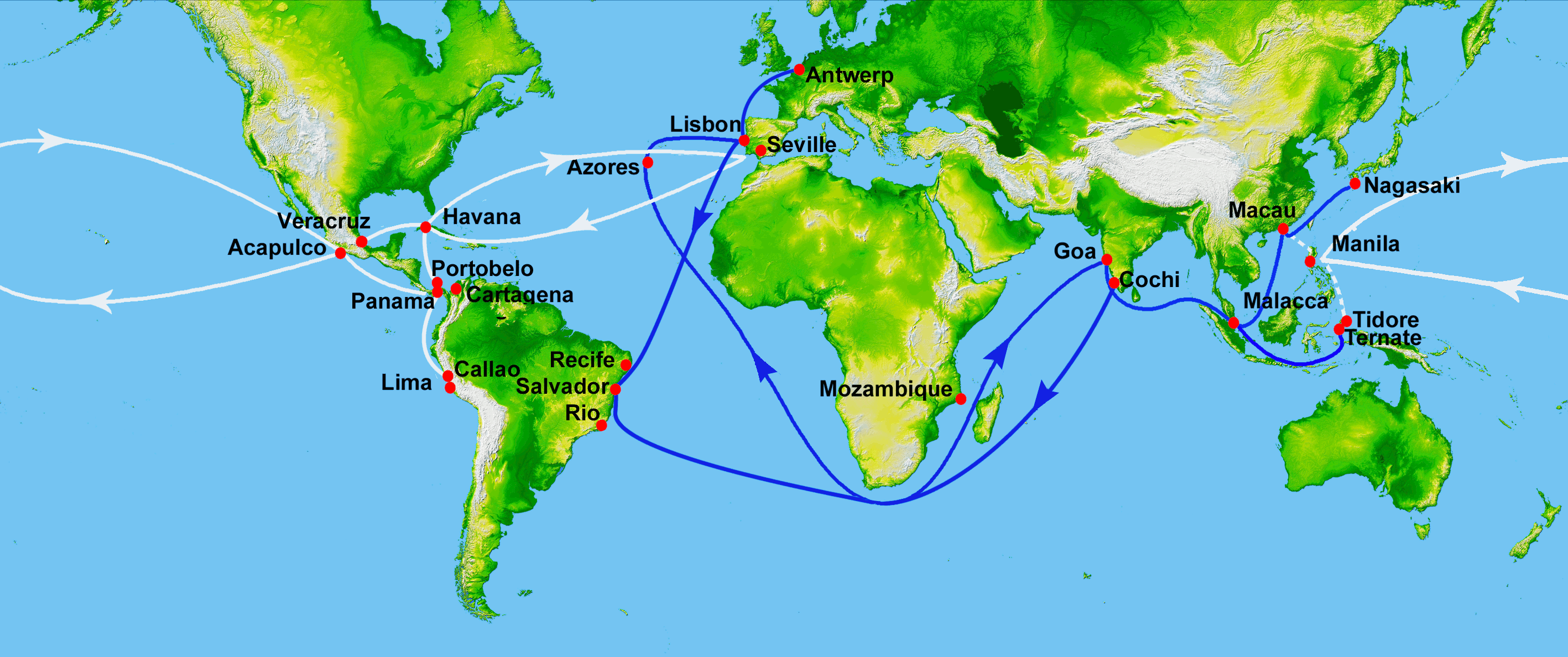
ポルトガルのアフリカ周回ルート（青）と、スペインの太平洋横断ルート（白）。インド洋からマカオを経由したポルトガルに対して、スペインはヌエバ・エスパーニャのアカプルコを出て太平洋からマニラを経由して平戸に来航した。

ポルトガル商人は日本の銀と中国産の生糸との交換を基本として、その他に日本に輸出したのはトウモロコシ、ジャガイモ、カボチャ、スイカなどの農作物や、火縄銃、メガネ、タバコ、薬品などだった。ポルトガルの次には、スペインが太平洋経由で貿易に参加して、スペイン領フィリピンのマニラからのスペイン船は年に約1隻の割合で来航した。九州の大名は東南アジアとの貿易を望み、松浦氏はタイのアユタヤ王朝、大友氏はカンボジアと交渉をした。ポルトガルやスペインが貿易で行っていた共同出資や海上貸付は、のちに長崎で投銀（なげかね）と呼ばれる投資形態の原型となった。日本商人の投資が増えて、ポルトガル商人は中国からの信用貸付が可能となったが、対日本人債務が急増した。
織田信長はキリスト教の布教を許可して、輸入品によって大名の間に南蛮趣味が広まった。豊臣秀吉は信長の南蛮趣味を引き継ぎつつも、宣教師とキリシタン大名による一揆の可能性を警戒する。その対策としてバテレン追放令を発令して宣教師を追放する一方で、南蛮貿易を続行するために異国渡海朱印状を発行した。秀吉はスペイン領のルソン、台湾の高山国、朝鮮に対して朝貢を要求するが失敗し、朝鮮においては文禄・慶長の役が起きた。秀吉の死後に徳川家康は親善外交をして関係修復につとめ、朱印船による貿易を推進する。

### 奴隷貿易と乱妨取り
戦国時代以降は、雑兵たちが乱妨取りで捕らえた捕虜を人買の商人に売り渡すようになった。ポルトガルが来航すると、ポルトガル商人にも捕虜を売る者が現れて、日本列島内の人身売買が海外貿易にも拡大した。イエズス会では、奴隷貿易が布教の妨げになるとポルトガル国王のセバスティアン1世に訴えて、セバスティアン1世は奴隷取引を禁止する勅令を出したが、取引は続けられた。九州では、大友氏と島津氏の豊薩合戦によって豊後や肥後を中心に多数の捕虜が売買された。その後の豊臣秀吉による九州平定では豊臣軍の者によって捕虜が売買されて、大坂をはじめとする上方にも売られた。秀吉は海外への日本人売買を問題視して、宣教師のガスパール・コエリョを召喚して外交問題として議論となり、秀吉はバテレン追放令の第一〇条などで人身売買停止令を出して事態の収拾をはかった。奴隷として売買された日本人は、マカオ、フィリピン、インド、中南米、ポルトガルやスペインへと運ばれた。
文禄・慶長の役では、朝鮮半島で日本軍による奴隷狩りが起きた。人買商人が朝鮮半島へ渡り、日本の名護屋港を中心に捕虜が運ばれた。秀吉は朝鮮半島での人捕りを禁じる一方で、大名に対しては、捕らえた朝鮮人から優れた技術者や女性を献上するように命じた。奴隷取引を防ぐために、イエズス会の日本司教となったルイス・デ・セルケイラは取引に関わる全員を教会法で罰することを決めた。イエズス会は奴隷貿易をする者の破門決議の中で、無数の朝鮮人が日本に運ばれて安値で売られたと書いている。

### 琉球と東南アジア

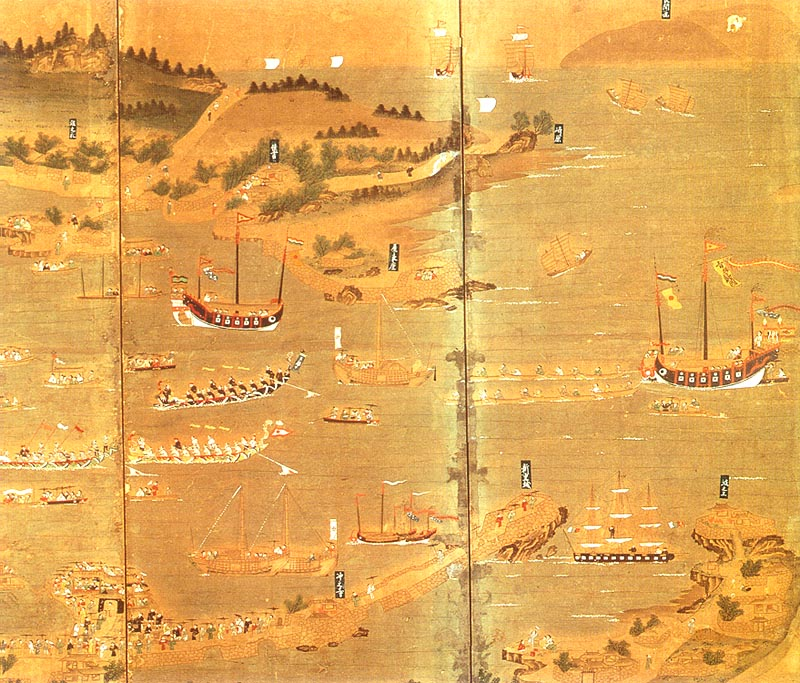
琉球王国時代の那覇港

琉球では、明や朝鮮の他に15世紀からは東南アジアとも取り引きが増える。シャムのアユタヤ王朝（暹羅）、マレー半島のマラッカ王国（満剌加）やパタニ王国（仏太泥）、ジャワ島のマジャパヒト王国（爪哇）、パレンバン（旧港）、スマトラ（蘇門答剌）、スンダ王国（巡達）、ベトナム（安南）といった国々である。これらの国は、琉球と同じく明に朝貢しており華人社会があったので、漢文による外交が可能だった。琉球は日本刀や中国陶磁器を東南アジアへ輸出し、東南アジアからはコショウや蘇芳などを輸入した。やがてマラッカは東方に進出したポルトガルに占領され、交易地は他の港湾都市に散らばる。琉球はマラッカを避けてジャワ島のカラパや、マレー半島のパタニ王国へと移った。琉球は輸入した日本刀に螺鈿細工や朱漆塗りの外装をして輸出しており、レキオやリキーウー（琉球刀）と呼ばれた。琉球の外交文書集『歴代宝案』によれば、1570年（隆慶4年）のシャムが最後の東南アジア派遣だが、それ以降も東南アジアの品物は記録されている。アユタヤ朝がビルマのトゥングー朝に占領されてからは、1571年（隆慶5年）にスペイン領フィリピンが成立したマニラなどで活動していたと推測されている。
琉球にも倭寇は浸入して、明からの冊封使が来航すると騒ぎが大きくなった。冊封使が倭寇に襲撃される事件や、多数の倭寇が冊封使との交易を強引に求めて那覇に殺到する事件も起きた。琉球としては冊封使の品物は全て買い取る必要があり、深刻な紛争が起きないかぎりは倭寇も交易集団として扱った。

## 近世

### 朱印船貿易

朱印船。貿易商の荒木宗太郎の船

江戸時代の始まりは、南蛮貿易の終わりと重なる。マカオを拠点とするポルトガル商人は次第に中国との競争で圧迫され、江戸幕府から得た朱印状で貿易を許可された朱印船貿易が年に約10隻の割合で始まった。幕府は3本マストの武装交易船350隻に朱印船の許可を出して、台湾、タイのアユタヤ王朝、ベトナムのチャンパ王国、カンボジアのプノンペン、マレー半島のパタニ王国などにも朱印船が渡航した。各地に日本人町が建設されて、アユタヤ日本人町の山田長政のように外国を活動拠点とする者も増加した。日本人以外では、華僑やポルトガル、スペインの商人も朱印状を得た。
商人は基本的に個人事業であったが、共同事業も行われており、投銀（抛銀、なげかね）という出資の仕組みを持っていた。投銀は、海上のリスクを貸主が高利で負担する海上銀や、商品の購入を委託する言伝銀に分かれていた。投資家から借り受けた貿易業者が一定額を朱印船主に渡して貿易を行い、無事に帰国すれば利益を船主、貿易業者、投資家で分配する。事故により損失が出た場合は元利の返済はなかった。博多の末次家と長崎の末次家は投銀の集約と投資を分業して、強力な組織を経営した。投銀の方法は、スペインやポルトガルで普及していた共同出資（コンパーニア）や、高利の海上貸付（レスポンデンシア）に類似しており、マカオにはコンパーニアがあり、その資金繰りが長崎に影響して投銀が用いられるようになったとされる。朱印船の廃止後は、廻船の船主と船問屋が同様の経営を継続した。
オランダの参入と禁教

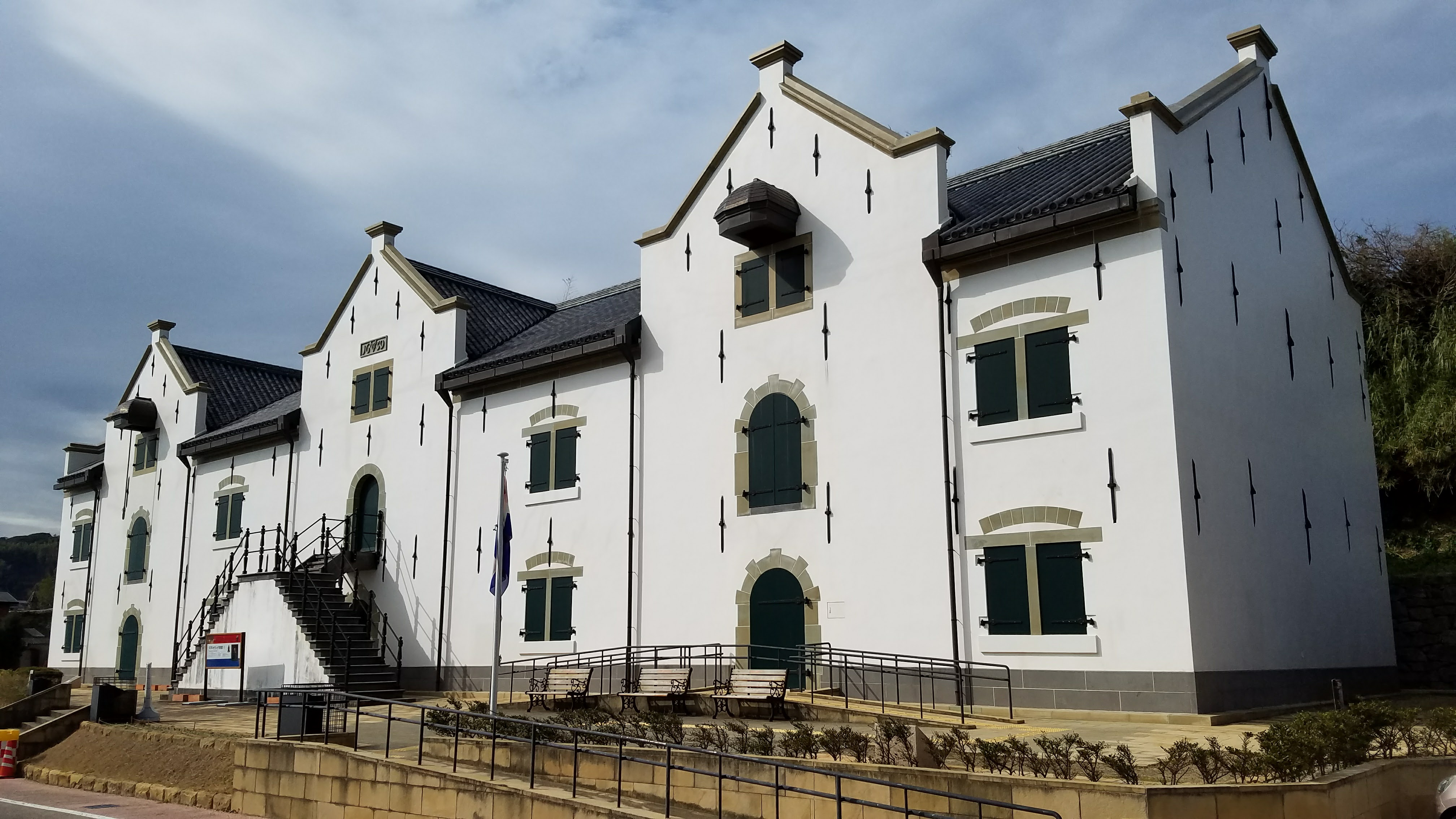
復元された平戸オランダ商館

オランダは、ポルトガルが日本との貿易で利益を得ていることを知り、銀を得るために進出を計画してスペイン・ポルトガルと紛争を起こした。オランダのリーフデ号が日本に漂着した際に、イギリス人のウィリアム・アダムス（三浦按針）も乗り込んでおり、日本に来た初のイギリス人となった。家康はオランダとの貿易を望み、ヤックス・スペックスが平戸に来航する。スペックスは家康の外交顧問となったアダムスを通じて朱印状を得た。同年にはオランダ東インド会社が日本の緑茶を平戸から運び、フランスやイギリスで飲茶が広まるきっかけとなった。茶貿易は、のちに中国からの紅茶の輸出が中心となる。イギリスもクローブ号を最初として平戸に商館を開いて貿易を始めるが、イギリスが輸出しようとした毛織物は日本で人気がなく、撤退した。
家康の死後、2代将軍の徳川秀忠はキリシタン禁教の徹底と国際紛争の回避を目的に、貿易や出入国の管理と統制を強化する。スペインとポルトガルはキリシタン禁教の観点から貿易を禁じられ、イギリスはオランダとの競争に負けて撤退した。島原の乱の影響で幕府はカトリックに対する警戒を強める。さらに、パウロ・ドス・サントス司祭の書状が発見されて、ポルトガル商人が禁教後も宣教師を支援していることや、長崎奉行の竹中重義とポルトガルとの密貿易が判明する。幕府はオランダ東インド会社に打診して、ポルトガルに代わって生糸と絹織物を輸入できることを確認した上で鎖国令を出し、ポルトガルとの交流や貿易を禁止する。ポルトガルの撤退後はオランダが日本と取り引きをした。

### 台湾貿易
台湾島には多様な先住民族が暮らしており、17世紀に大陸の華人と華僑の間で中継貿易が始まった。ポルトガルの後に東アジアに来たオランダは明での貿易が認められなかったため、台湾島のタイオワン（大員）を拠点とした。平戸の中国人商人の首領だった李旦や、その弟で長崎にいた華宇のように、朱印状を得ていた華僑もオランダと取り引きをした。オランダはタイオワンでゼーランディア城を建設するために日本向けの商品に10%の輸出税をかけようとするが、朱印船貿易の日本商人と対立してタイオワン事件が起きた。中国では明の滅亡後も遺臣を名乗る者がいて、その一人鄭芝竜は李旦から引き継いだ勢力を拡大して貿易や海賊対策を行い、清と戦うための援助を日本に要請した。鄭芝竜の子である鄭成功はタイオワンを占領して、鄭氏政権は福建と台湾の日本貿易を掌握した。しかし、台湾の輸出品である鹿皮や砂糖は大陸商品に押されて、次第に貿易は減少した。

### 江戸幕府の貿易政策

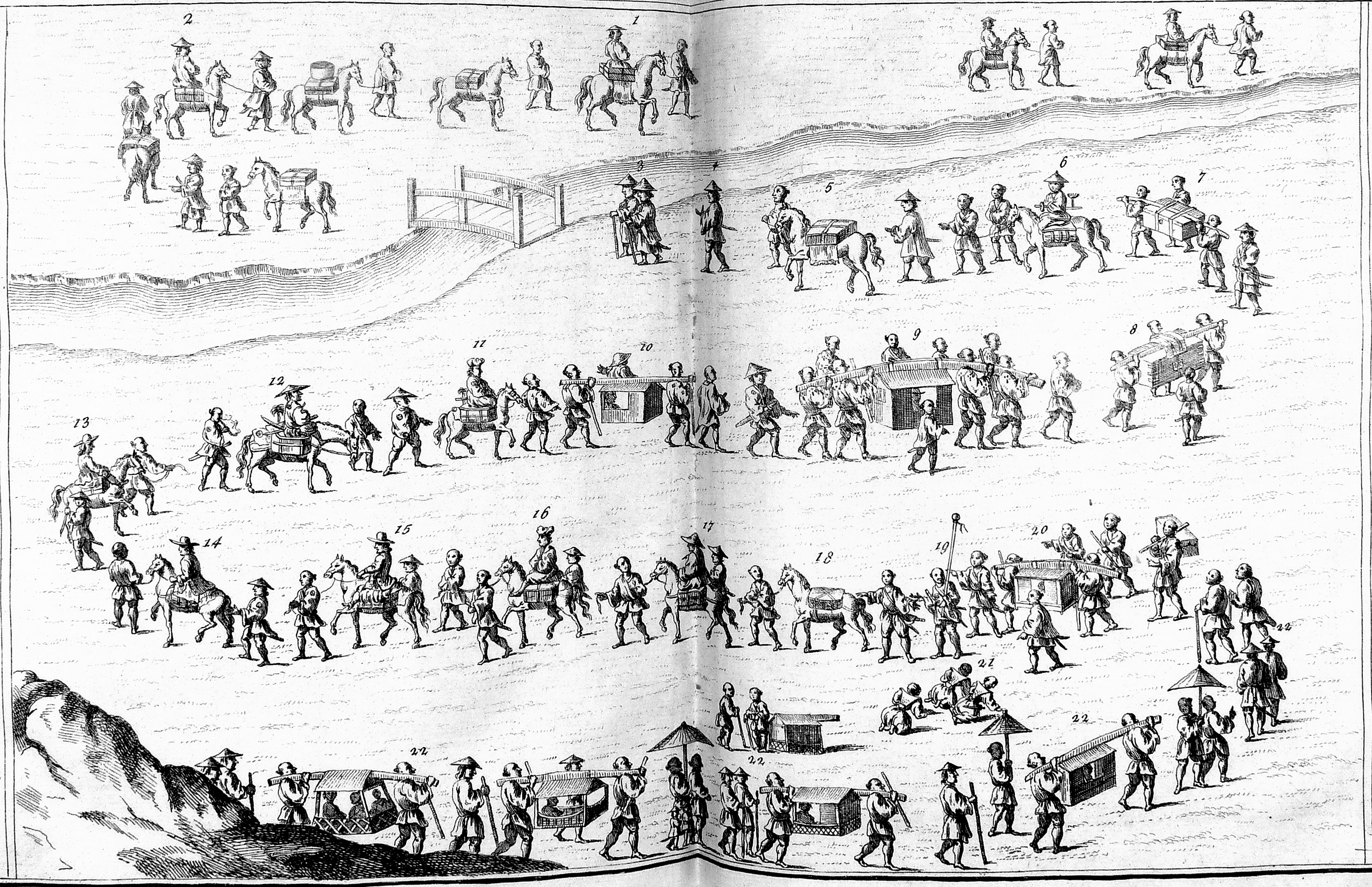
江戸に向かうオランダ人たちの行列を描いたイラスト（17世紀）

江戸幕府は3代将軍徳川家光の時代になると、「四つの口」を通じて貿易と出入国を管理した。四つの口とは、(1)オランダや清と貿易する長崎・出島、(2)朝鮮と貿易する対馬藩、(3)琉球と貿易する薩摩藩、(4)アイヌと貿易する松前藩を指した。幕府は貿易に加えて正式な外交関係がある通信国と、貿易のみの貿商国を区別した。通信国は琉球王国や朝鮮であり、貿商国は明や清、ポルトガル（南蛮）、オランダ・イギリス（紅毛）だった。
貴金属の流出対策
江戸時代の日本は貴金属の輸出国であり、貴金属は他地域でも貨幣として流通した。輸入超過が続くうちに支払いによって国内の金、銀、銅が減少したため、さまざまな対策が取られた。元禄期と宝永期には荻原重秀が貨幣改鋳を行って貴金属の含有量を減らし、正徳期の新井白石は海舶互市新例で貿易量を制限した。明和期や天明期に田沼意次が政治の中心につくと海舶互市新例が緩和されて輸出が奨励された。日本の金銀比率が他地域と大きく異なっていたため、幕末には金の流出が深刻化した。
輸入代替
幕府は貴金属の流出対策として、輸入が多い品物の国内生産も試みた。8代将軍の徳川吉宗は砂糖や朝鮮人参の国内生産を成功させた。砂糖の輸入は室町時代から始まっており、16世紀以降の日常的な消費で急増し、幕府による正徳期の輸入制限430斤（約250トン）に対して、586斤（約327トン）以上の年もあった。砂糖は東南アジアから輸出されており、砂糖の輸入代替は、元禄期の農学者宮崎安貞が『農業全書』でも提案している。徳川吉宗はサトウキビの栽培と製糖技術の取得を命じて、長崎経由で中国の宋応星の技術書『天工開物』からローラー圧搾式の製糖技術を導入した。国内生産が進むにつれて、17世紀末には350斤から500斤だった輸入量は、18世紀から19世紀には150斤から260斤に低下した。
また、江戸時代以前の医療においては漢方薬が使われることが多かったが、その材料を輸入に頼ることが多く、それは奈良時代の聖武天皇の遺品が納められた東大寺正倉院の宝物の中に多数の輸入薬物が含まれていることからも裏付けられる。江戸時代に入ると、医療が民間にも普及するとともに漢方薬の原料となる薬草・薬木の需要は高まり、宝永6年（1709年）からの5年間で合計120万5535斤（約7200トン）にも上った。
幕府直営の薬園は徳川家光の時代からあったが、徳川吉宗は享保年間以降、薬園の充実を進めて対馬藩経由で朝鮮から取り寄せた朝鮮人参の種を用いて朝鮮人参の国産化を図る一方、諸大名にも薬園設置を推奨した。また、輸入薬材に関しても長崎から輸入された品物を大坂道修町の薬種中買仲間が一括して購入して全国の薬種問屋に販売し、江戸や関東地方において販売される分については道修町の中買仲間から江戸本町三丁目の株仲間に属する薬種問屋を経由させた後に市中に販売させると言う流通統制を行った。

### 豪商の変化
近世初期の商人には、問、座商人、朱印船貿易に属する者が多く、堺の今井宗久、京都の角倉了以や茶屋四郎次郎、大坂の末吉孫左衛門や淀屋常安、長崎の末次平蔵や荒木宗太郎、博多の大賀宗九や島井宗室などがいた。貿易商は輸送から年貢請負などの手段を一手に持ち、領主から特権を受けた御用商人として軍需品や土木事業も手がけ、豪族的な性質や投機的な面もあった。幕府の鎖国政策が進んで貿易が減少すると初期の豪商は没落して、より堅実な商業が主流となり、商品ごとの問屋が整備された。幕府は織豊政権の楽市・楽座政策を引き継いでおり、商人の同業組織を当初は認めていなかった。しかし、生糸の輸入を統制するために糸割符の株仲間を認めて、茶屋四郎次郎が主導した。やがて株仲間は大坂の問屋をはじめとする商人の間で認められ、江戸へと広まった。

### 長崎貿易

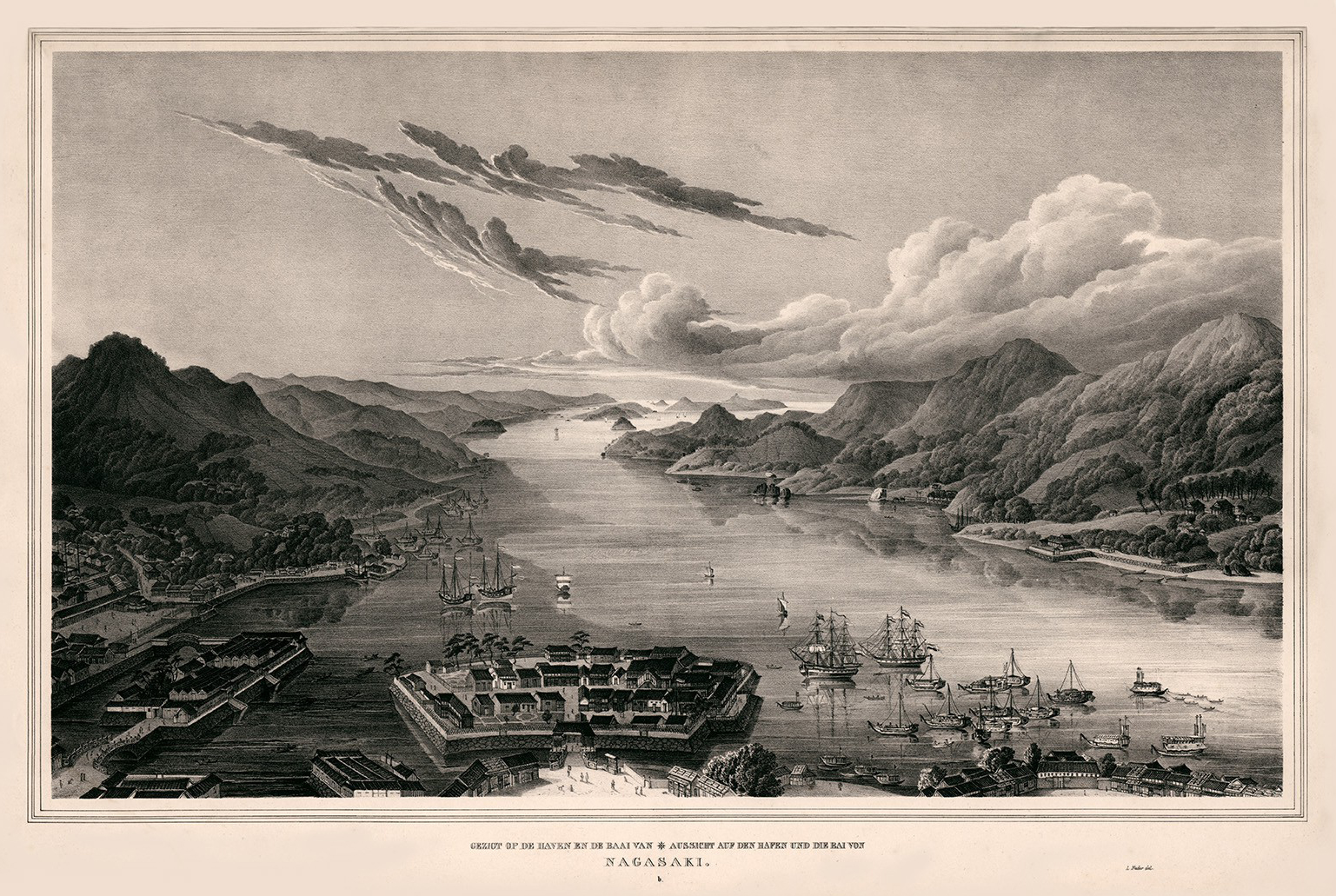
長崎港図に描かれた出島及び唐人屋敷（左）。シイボルト著『NIPPON』より

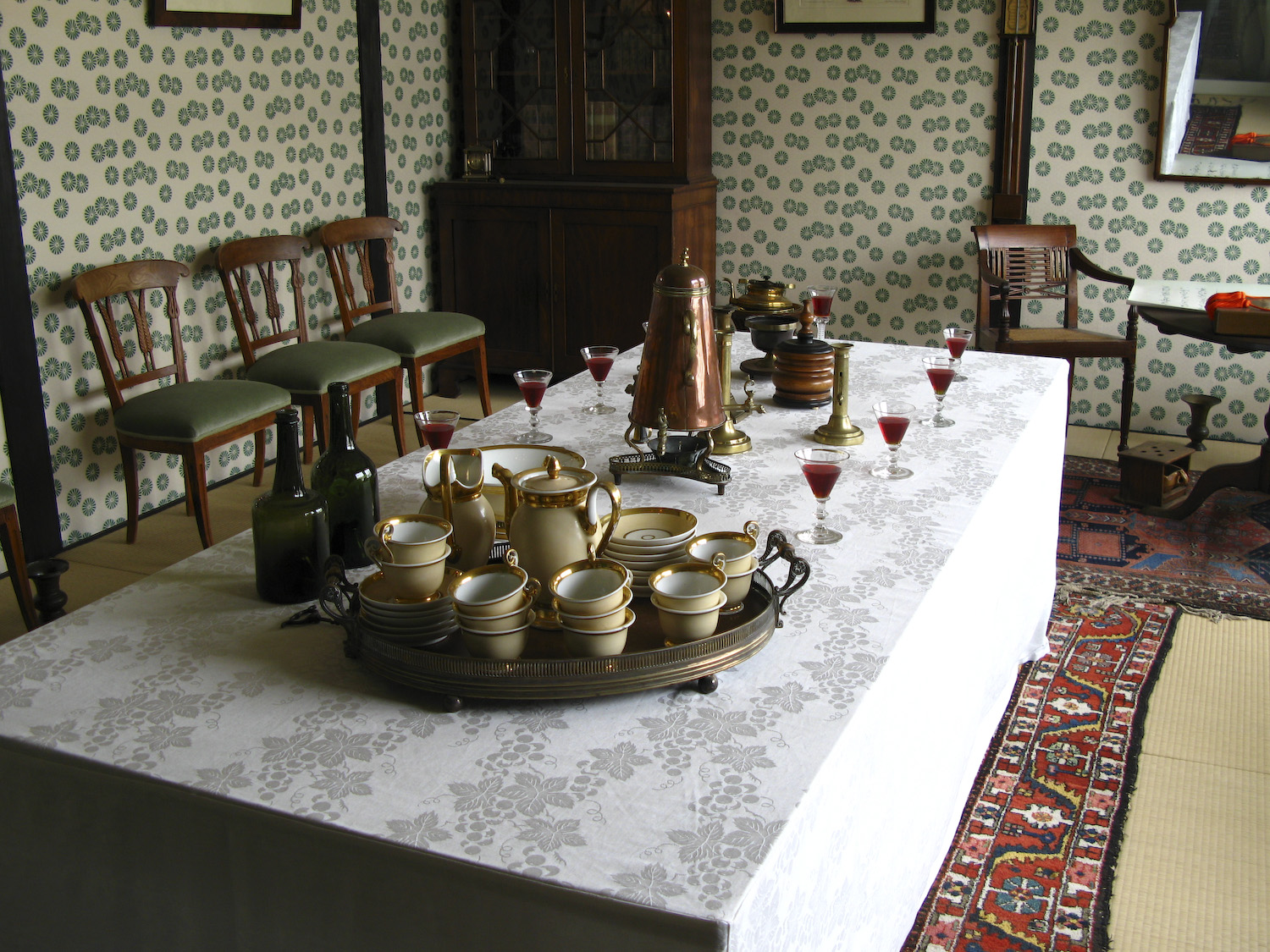
復元された出島商館内部

長崎は幕府の直轄地であり、出島を建設してオランダ東インド会社や中国との貿易を行った。オランダ商館が平戸から移り、商館長はポルトガル時代の名称を引き継いでカピタンと呼ばれた。幕府はオランダに対してヨーロッパの情報を要求し、オランダ商館では毎年夏にオランダ船が着くと情報をまとめて幕府へ送った。これはオランダ風説書と呼ばれ、幕府のほぼ唯一のヨーロッパ情勢の情報源となった。清は台湾の鄭氏政権への対策として遷界令で中国沿岸の居住を禁止したが、やがて遷界令が廃止されて中国からの来航が増加する。幕府は中国人の居住地区として、唐人屋敷を建設した。
貴金属の輸出
オランダはポルトガルにならって中国産の生糸などを日本に輸出し、日本は金や銀で支払いをした。当時の日本には貴金属にかわる主要な輸出品がなかったために金銀の流出が続き、日本が銅の輸出に切り替えると、東インド会社は銅産出量が少ない安南に銅を送った。幕府は輸出が禁じられていた寛永通宝の流出を防ぐために、貿易用の長崎貿易銭を発行した。銀の輸出量は、17世紀前半の世界の産銀量42万キログラムのうち20万キロに達した。17世紀後半のバタヴィアでは、日本の小判が流通した。元禄時代になると、幕府は金銀の流出を止めるために定高貿易法で貿易に上限を設け、改鋳を行う。改鋳で貴金属の含有率が減り、取引国のオランダや中国から反発を受けた。
工芸品、食料品の輸出
明の末期の戦乱で中国からの陶磁器輸出が減少すると、オランダ商館長のツァハリアス・ヴァグナーは日本の陶磁器に注目した。ヴァグナーはヨーロッパ向けの製品を依頼して、伊万里焼は500万個以上が輸出されてインドネシア経由でオランダへ運ばれ、ヨーロッパ各国へ流通した。蒔絵漆器も箱や櫃が輸出され、マリー・アントワネットの机やナポレオン三世の棚にも用いられた。調味料としては醤油が1647年から10樽輸出され、醤油は東南アジア各地に年間数百樽が輸出されて華僑に好まれた。ヨーロッパには1737年から醤油が流通したが、高価なため次第に中国産の醤油に代わっていった。

### 日朝貿易

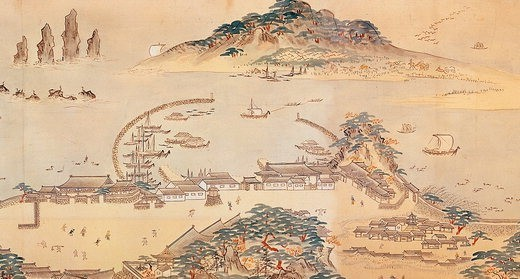
18世紀の釜山浦の草梁倭館図。江戸時代から明治初期にかけては、倭館が唯一の公認の日本人町だった。

16世紀になると三浦の乱や倭寇の影響で日朝関係は悪化し、貿易も減少した。倭館は豊臣秀吉による文禄・慶長の役が起きたため閉鎖され、江戸幕府になってからの己酉約条で、朝鮮王朝と対馬の宗氏との貿易が再開された。江戸幕府の成立後は、対馬藩が幕府の許可のもとで貿易を行なった。朝鮮は日本との正式な国交がある通信国となり、貿易に加えて外交使節である朝鮮通信使も行われた。釜山には日本人が生活する倭館が建設され、敷地は10万坪、人口は400人から500人ほどだった。朝鮮は中国産の生糸や、薬用として重宝された高麗人参を輸出して、日本は慶長丁銀で購入した。やがて日本は銀の不足によって、銀の含有率を低くした銀貨を用いるようになる。朝鮮では含有率が低い銀貨の受け取りを拒否して高麗人参の輸出が中止となり、幕府は対策として高麗人参専用の銀貨である人参代往古銀を発行した。

### 琉球貿易
秀吉による文禄・慶長の役ののち、家康は明との関係修復のために琉球王国に仲介を求める。琉球の尚寧王は家康を警戒したため、薩摩藩の島津忠恒は琉球への出兵を検討する。家康は日明貿易の復活を目的として出兵を許可したが、島津氏は琉球の領有化のための出兵を目的とした。これには、当時の島津氏の財政が逼迫していた点も関係していた。明から冊封使の夏子陽が琉球に来た際、薩摩藩は明に対しては領内への商船渡航を求め、琉球に対しては明商船の中継を求めた。琉球は薩摩藩の要求にもとづいて、商船の琉球渡航や、三十六姓の再派遣を明に求めた。しかし明は三十六姓の再派遣には応じたものの、日本を警戒して商船は許可せず、朝貢も2年1回から10年1回に減らされた。こうして琉球は薩摩藩の要求に沿うことが不可能となり、薩摩軍は琉球侵攻をした。その後の琉球は、徳川の幕藩体制に含まれつつ、明との朝貢を維持する。商品作物として砂糖やウコンを大坂へ輸出して、その利益を朝貢へ投資した。サトウキビの栽培と製糖美術は尚豊王の時代に中国から導入し、琉球から奄美群島へと伝わり、奄美群島の砂糖は薩摩藩の財源になった。

### アイヌと山丹貿易

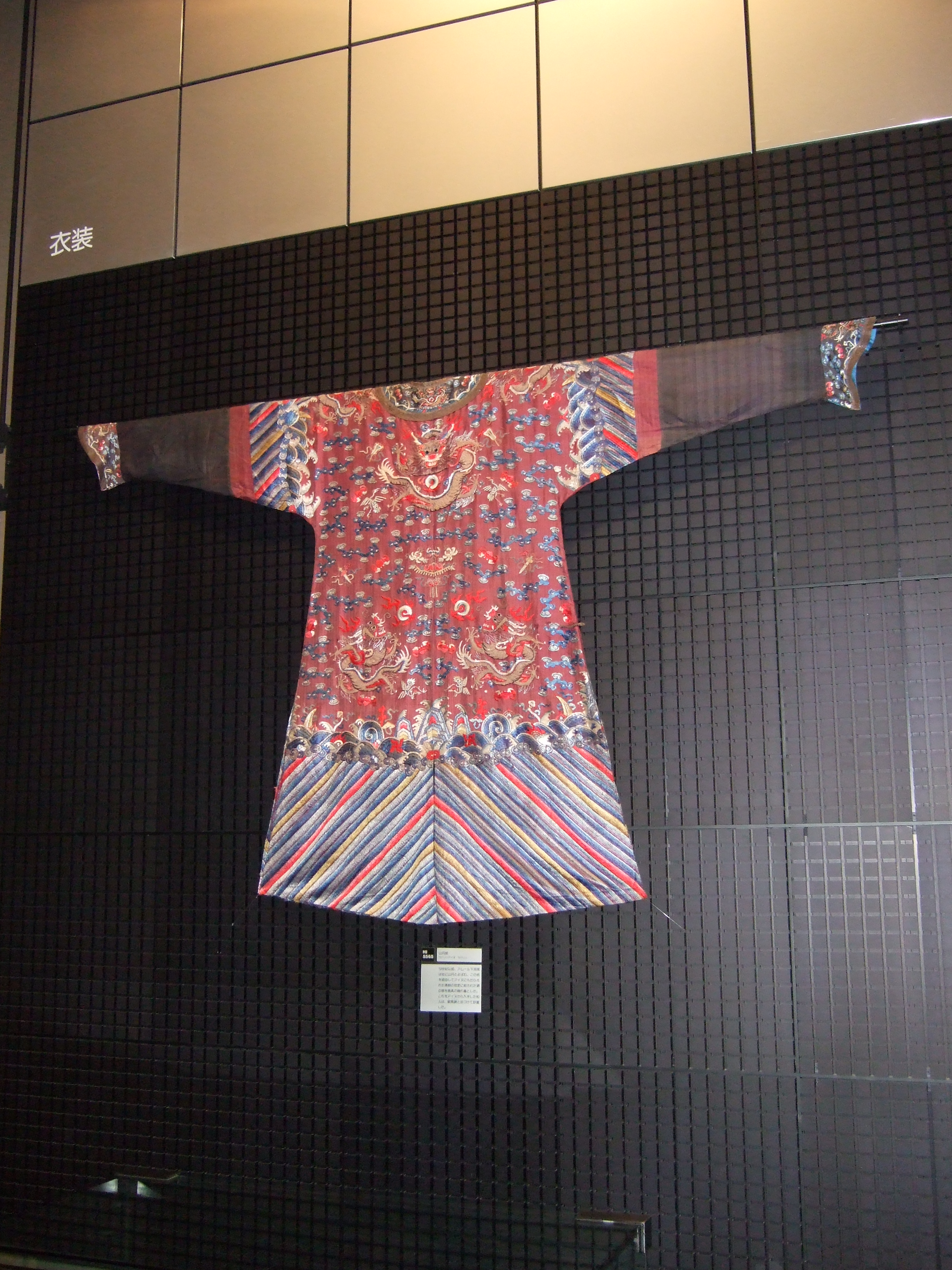
蝦夷錦。山丹服とも呼ばれた清朝の官服。

アイヌと和人との交易は、16世紀に蠣崎氏のもとに独占される。蠣崎氏は夷狄の商舶往還の法度を制定し、松前に改姓して家康の許可を受けて、松前藩以外の和人とアイヌの交易を禁じた。北海道は道南の和人地とアイヌが住む蝦夷地に分けられて、松前藩の家臣は商場でアイヌと取り引きできる商場知行制を行なった。17世前半の北海道は金の採掘や砂金の採取が盛んになり、当時のアイヌ総人口2万4千人を超える3万人以上の和人が各地から集まった。また、西廻航路を通る北前船によって魚介類や材木などの産物も送られた。商場知行制では松前藩が品物の交換レートを決定し、商場の和人が増加したためにアイヌの不満を呼び、シャクシャインの戦いが起きる。長崎貿易向けの産物として干鮑と煎海鼠が松前藩の管理下で推進され、アイヌも和人の米、酒、鉄製品へ依存するようになる。18世紀には商人が商場を運営する場所請負制となり、和人がアイヌに労働をさせた。
千島アイヌは、北海道本島のアイヌと沈黙交易を行なっていた。樺太アイヌは、山丹人とも呼ばれる大陸のニヴフやウリチと貿易を行い、山丹交易とも呼ばれた。山丹側は清に朝貢をして得た絹織物や大陸の産物を輸出し、アイヌはクロテンをはじめとする毛皮や幕府から得た鉄製品を輸出した。松前藩はアイヌに鍋やヤスリなどの鉄製品を支払って清の物産を入手して、清の絹織物は蝦夷錦と呼ばれて珍重され、松前藩は幕府への献上品や諸大名への贈り物とした。

### 国際環境の変化と通商の要求
18世紀後半から、オランダ以外の諸国も日本との貿易をはかるようになる。かつて平戸から撤退したイギリスはチャールズ2世が台湾に商館を開き、イギリス東インド会社は日本との貿易再開を計画する。イギリスとしては、貿易を禁止されたポルトガルと異なり朱印状を得ているので、再開が可能であると判断した。こうしてイギリスはリターン号を送ったが、幕府はイギリス国王であるチャールズ2世がポルトガル王女のカタリーナ王女と結婚している点を理由として、貿易の再開を禁じた。
北方からはロシアが日本との通商を求めた。ロシアはラッコやオットセイの毛皮を輸出して清と毛皮貿易を行なっており、18世紀に北海道でアイヌや松前藩の人間と遭遇した。イルクーツク総督の使節のアダム・ラクスマンが漂流民の大黒屋光太夫を送り届けた際に、幕府は長崎入港を許可する信牌を与えた。ロシア側はこれを通商の許可と解釈して、露米会社の設立者でもあるニコライ・レザノフがアレクサンドル1世の国書を持って長崎に来航する。しかし幕府側では、通信国や貿商国を増やさないという方針は変わらず、幕府は回答を半年延ばして国書を受け取らず、食料などの補給も不十分な状態でレザノフを退去させた。これがもとでレザノフの部下が南樺太や択捉島を攻撃するフヴォストフ事件が起きた。その後、アヘン戦争後にオランダ、フランス、アメリカから通商の要求が相次いだ。
国際環境の変化を受けて、国内でも貿易や海外進出についての提案が出された。仙台藩の藩医工藤平助は著書『赤蝦夷風説考』において、要害を第一とした上で赤蝦夷（ロシア）との貿易や蝦夷地の開発を提案した。数学者の本多利明はヨーロッパにならった貿易や植民地政策を『西域物語』で説いた。公儀の儒者である古賀侗庵は『海防臆測』を著し、貿易による海外進出を説いた。

### 開港と通商条約

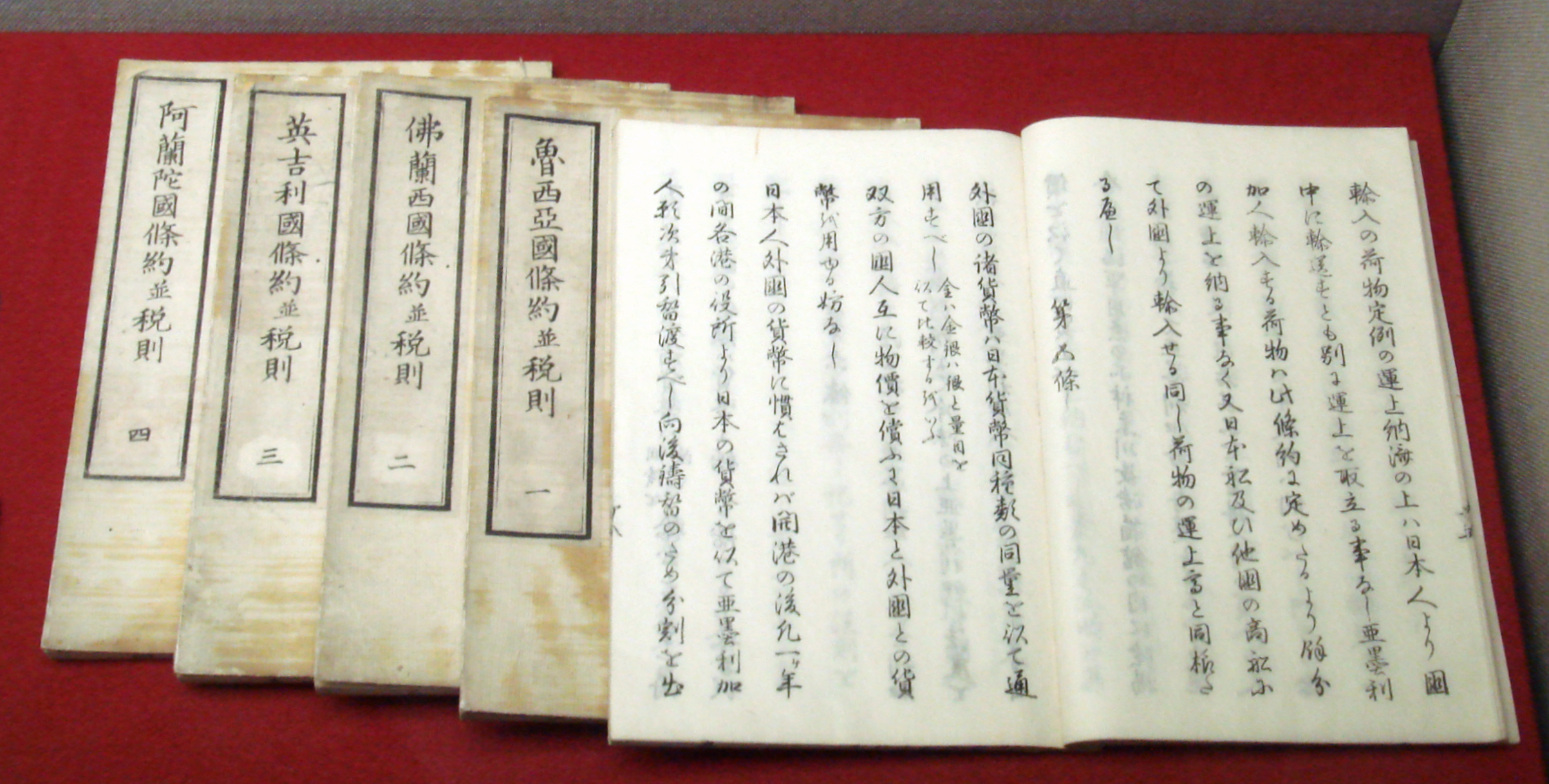
安政五カ国条約

アメリカ合衆国からのマシュー・ペリー提督の来航と日米和親条約によって、幕府はアメリカに対して開港し、日本は万国公法に基づく欧米を中心とした国際秩序に組み込まれた。次に日米修好通商条約が締結されるが、この条約によると日本側に関税自主権が与えられず、協定関税制とされていた。一方で、外国人の行動範囲は外国人居留地を中心とした地域に限定され、外国人の内地雑居は認められなかった。開港されたのは、横浜港、新潟港、神戸港、長崎港、箱館港の開港五港だった。同様の条約は英仏蘭露とも結ばれて、安政五カ国条約とも呼ばれた。

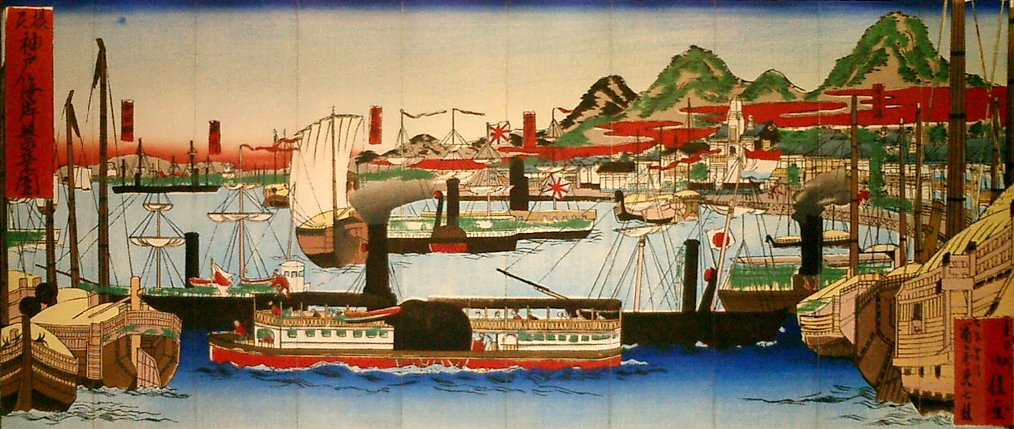
開港直後の神戸港を描いた浮世絵（長谷川小信（二代貞信）作『摂州神戸海岸繁栄図』）

開港は日本各地の産業を大きく変化させてゆく。交通面では、中国や太平洋の航路を使っていた欧米各国の汽船が来航して、長崎、横浜、函館などの港は上海、マルセイユ、サンフランシスコなどの航路網に連結された。横浜を中心に貿易が拡大して、当初の日本は生糸を輸出し、織物を輸入した。生糸の輸出増は製糸業を発展させ、輸入品との競争によって衰退する地域も出た。流通面では株仲間を通さずに外国と取り引きをする商人が増え、幕府は重要な商品は江戸の問屋を通すように命じたが効果がなく、最終的には明治政府の商法大意によって営業の自由が認められる。
外国人の居留地には、外商と呼ばれる商人や商社が進出をした。居留地で取り引きをする日本人のうちで輸出をする者は売込商、輸入をする者は引取商と呼ばれた。通商条約が不平等条約であったため、外商は日本人に対して有利であり、日本人の事業に外国資本が進出する場合もあった。イギリスのジャーディン・マセソン商会は生糸、茶、綿布を扱い、オリエンタル・バンクは三井に100万円の融資をしている。
幕末の輸入関税率は20％であったが、開国を求める諸外国の圧力により、1866年（慶応2年）には改税約書が締結され、一律5％に引き下げられた。

### 幕末の金流出
通商条約の締結によって、諸外国の銀貨が日本国内で使用できることが定められた。しかし、幕府が定めた金と銀との交換比率は、諸外国に比べて著しく金が割安であり、大量の金が日本から流出した。幕府は金の含有量を3分の1に圧縮した万延小判を発行し、ようやく金の流出を止めた。ところが、正貨の貨幣価値が3分の1に下落したこと、また諸外国との貿易の開始によって国内産品が輸出に向けられたため、幕末期の日本経済はインフレーションにみまわれた。この時期の日本貨幣と海外貨幣の交換比率の問題は幕末の通貨問題とも呼ばれる。

### 幕末の諸藩の貿易政策
通商条約の締結後、藩の中には開港場に商社を設立して自藩の特産物や各地の産物を欧米へ輸出するところが現れた。開港場の商人が藩の商社を経営して、藩士が元締めをつとめた。輸出で得た利益は、軍艦、大砲、小銃など欧米の兵器や商船の輸入にあてられて、武器の輸入はアメリカのウォルシュ・ホール商会やイギリスのグラバー商会が行った。こうして諸藩は幕府に対抗する軍事力を蓄え、薩長土肥の4藩がその中心となる。商社担当の藩士は経済や国際情勢の知識を蓄えて、明治時代に大資本家となった五代友厚や三菱財閥を創業した岩崎弥太郎、明治政府の財政で働いた由利公正のような人物を生む。五代友厚は、攘夷より開国交易を重視して上海への輸出を提唱した。しかし、各藩の商社の規模では、特産物の生産増や輸出奨励は不可能であり、明治政府によって実現された。

## 近代
江戸幕府から政権を奪取した明治政府が直面した貿易面の課題は、外貨獲得と条約改正であった。明治政府は公称800万石の幕府の財政を引き継いだが、公称で合計3200万石を持つ約300の諸藩は財政や軍事が独立していたため、分割されていた経済力を廃藩置県によって中央集権化した。明治政府は富国強兵を目標としたが、富国と強兵のどちらを優先するかをめぐって対立が起きる。富国を優先する側は殖産興業を目標とした。

### 輸出入統計と殖産興業

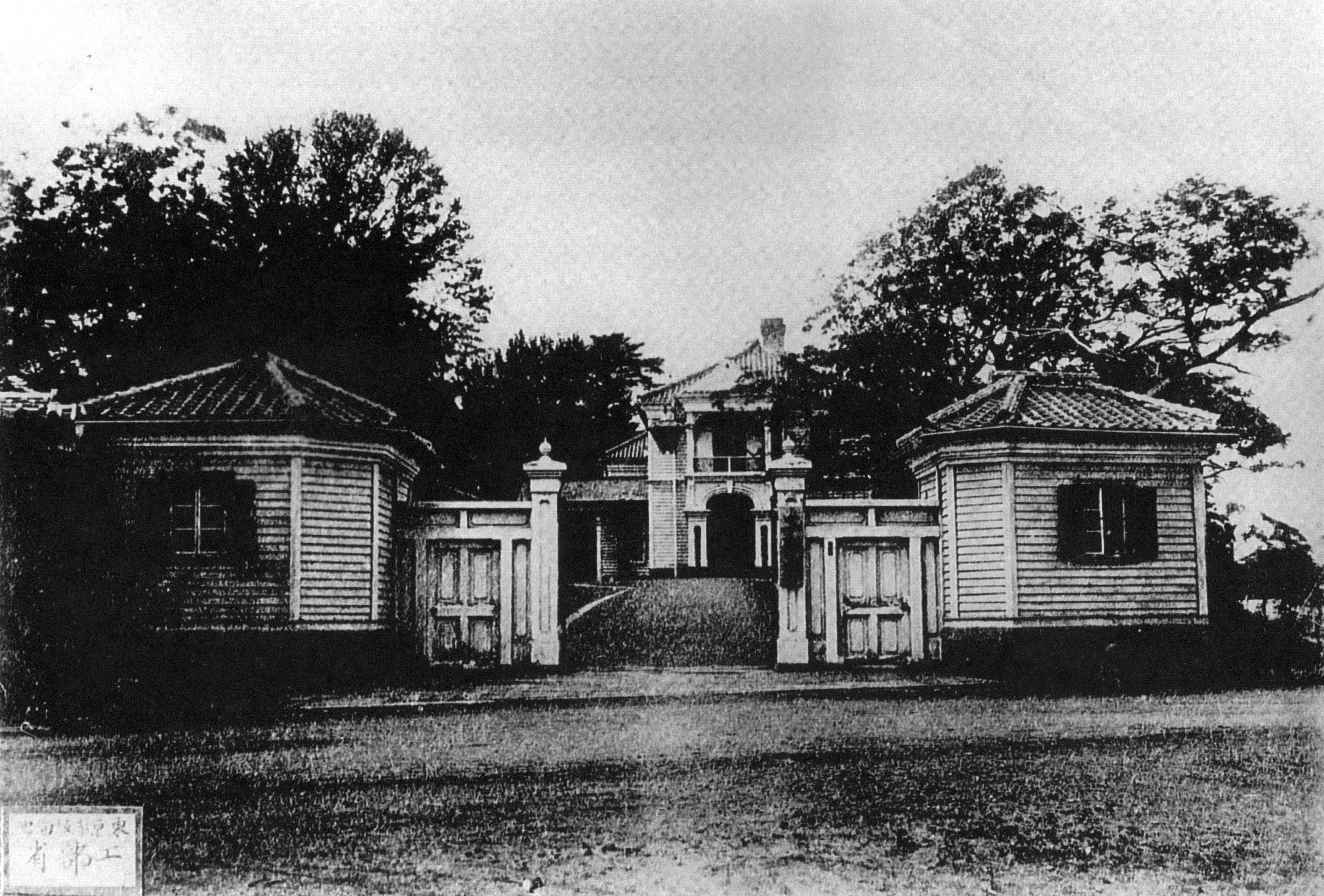
工部省

産業革命以後の世界は工業製品の貿易が急増しており、欧米の事情を調査するための岩倉使節団に参加した大久保利通は、日本の工業化のためにイギリスの工場や機械を視察する。大久保は国力の基準として輸出入統計を重視し、政府による殖産興業の必要性を主張した。政府は工部省を設置して、技術導入のためにお雇い外国人の多数採用、官営工場の建設など産業振興と産業インフラ整備の事業を推進した。しかし、台湾出兵における占領や、内戦である西南戦争の戦費、そして松方財政のもたらした緊縮財政とデフレによって積極財政は中止される。殖産興業政策は1876年（明治9年）から1880年（明治13年）までで終了した。

### 条約改正
外商の取扱の比率は1880年に輸出80%、輸入93%であり、1890年に輸出89%、輸入75％となり日本側の取扱比率は上昇した。しかし依然として外商が主導しており、日本側としては輸出増加が目標だった。横浜の外商は生糸売込商への代金支払いの遅延や契約の破棄が重なり、売込商が連合生糸荷預所を設立して外商と対立する連合生糸荷預所事件が起きた。不平等条約の改正は、イギリスとの日英通商航海条約によって関税自主権の一部回復や最恵国待遇の相互化が実現し、これをきっかけに他の14カ国とも改正が進んだ。関税自主権の完全回復は、日米通商航海条約の改正で達成された。
また、幕末の日蘭通商条約などで設けられていた輸出関税は、これら新条約が成立したあとの1899年（明治32年）の新関税定率法により撤廃された。

### 輸出産業と交通・通信の発展
殖産興業政策は短期間で終了したが、1880年代以降の産業発展の下地を作った。1882年（明治15年）から1891年（明治24年）を100とした場合、1902年（明治35年）から1911年（明治44年）には日本の輸出は418で輸入は488まで拡大をした。
繊維

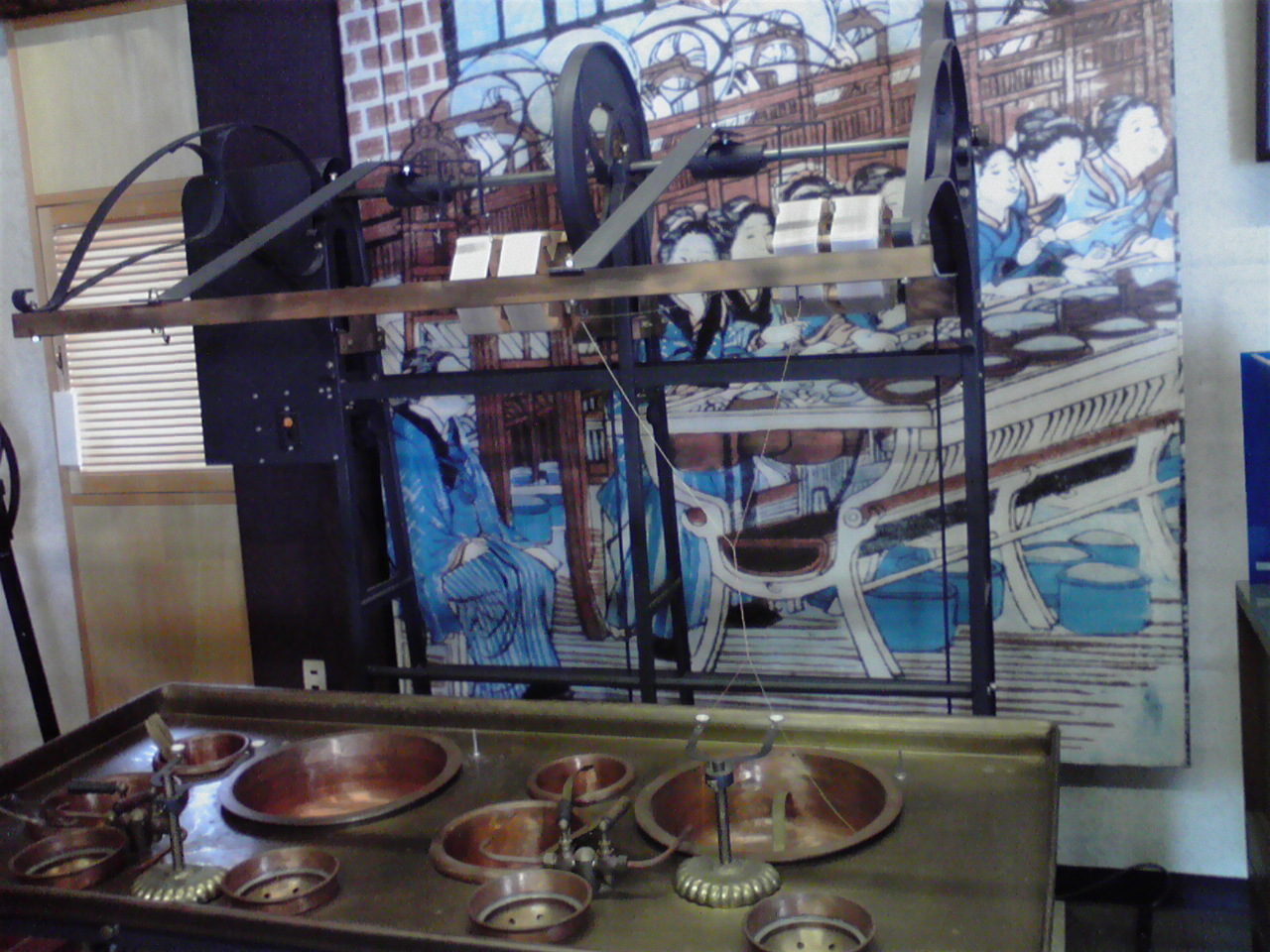
富岡製糸場で使用されていたフランス式繰糸機（岡谷蚕糸博物館蔵、レプリカ）

日清戦争までの工業化の中心は軽工業であり、中で製糸業や紡績業などの繊維工業だった。生糸は明治初年から生産量の60%から70%を輸出し、フランスから技術を導入して官営の富岡製糸場を建設する。こうして生糸は1870年から1880年（明治13年）の輸出総額の約30%となり、1886年（明治19年）から日清戦争が起きるまでは繊維工業が年15.4%の急成長をした。綿紡績業は開国後に輸入品が増えて伝統的な綿糸生産は衰退したが、大阪紡績の成功によって紡績会社が増え、1897年（明治30年）には輸出量が輸入量を上回った。
運送・通信
交通面では、鉄道は官営によって進められ、海運は政府の保護を受けつつ民間資本によって成長した。開国から明治初年までは貿易や沿岸の流通を外国船が行なっており、政府は台湾出兵の軍事輸送のため三菱会社を支援した。日清戦争後に海運業は急成長して汽船トン数が増加し、三菱と共同運輸会社の合併で設立された日本郵船はアジア、ヨーロッパ、北アメリカ、オーストラリアへの遠洋航路を開拓し、大阪商船や東洋汽船も続いた。日露戦争後にさらに大規模な拡大が繰り返された。通信面では、デンマークの大北電信会社が電信の海底ケーブルを上海・長崎・ウラジオストクに敷設して、長崎から東京にも敷設が進んで世界の通信網と結びついた。これによって海外取引も迅速となった。
造船
明治政府は幕営や藩営の工場を接収して軍工場と民間工場に分けた。石川島造船所、三菱長崎造船所、川崎造船所などが官営工場の払い下げを受けた。日清戦争時に造船能力の低さが問題視され、政府は造船奨励法と航海奨励法を制定して造船業の育成政策をとる。日露戦争後には国内建造が輸入を上回った。
製鉄

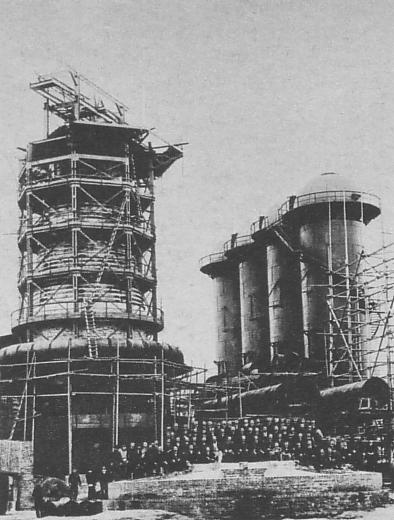
官営八幡製鉄所

官営から払い下げられた釜石製鉄所が日清戦争前から製鉄を行なっていたが小規模であり、官営八幡製鉄所によって生産量が増えた。しかし補助金等による政府の育成政策にもかかわらず、第一次世界大戦までは国際競争力がなかった。
総合商社
明治時代の後期から、多様な商品を取り扱う総合商社が出現する。それぞれの商社は、幕末の動乱、廃藩置県、内戦、国際緊張などを機会として成長した。江戸時代から続いていた豪商の三井家は明治政府を支持して小野家、島田家とともに明治政府の会計事務局為替方となり、倒産の危機に見舞われつつ三井越後屋呉服店の他に三井物産、三井銀行など多角化を進めた。三井物産は当初は政府の御用商品を扱い、のちに石炭、繊維、生糸を輸出して各国に支店を設置して三角貿易も行った。岩崎弥太郎は土佐藩の経営から分離された九十九商会から三菱商会を創業し、海運業で政府の助成を受けて江華島事件や西南戦争によって利益を得た。

### 日清戦争・日露戦争と貿易の影響
日清戦争と朝鮮の植民地化
李氏朝鮮の貿易をめぐって、日本と清が対立した。日本は江華島事件をきっかけとして日朝修好条規を結び、倭館の敷地を引き継いで日本人居留地を建設し、朝鮮は釜山港、元山港、仁川港を開港した。日朝修好条規は日本側に有利な不平等条約の面を持っており、日本の対朝鮮貿易は拡大する。さらに日朝通商章程を結び、甲申事変の後は政治的進出が後退する一方で、経済的進出を活発にした。日本の業者は朝鮮商人の客商に資金を提供して穀物を買い集め、朝鮮では米不足と米価高騰が起きて生活を圧迫した。朝鮮の地方政府は食糧問題を解決するために日朝通商章程で承認されていた防穀令を発令して穀物の域外搬出を禁じる。しかし前貸で穀物を買い付けていた日本の業者は、域外搬出禁止に対する損害賠償を求めて紛争となった。日清戦争で清が敗北すると、朝鮮は清への朝貢を終え、日本は朝鮮の植民地化を進める。朝鮮の輸出の80％から90％、輸入の60％から70％が日本向けとなった。
日露戦争と満州への進出
日本は朝鮮の次に満州へと進出する。日本は清との間に不平等条約である日清追加通商航海条約などを結ぶが、義和団の乱をきっかけに満州を占領していたロシア帝国と対立し、日露戦争が起きた。日露戦争の勝利で日本の国際的な信用が高まり、外債の発行が容易になる。日本政府は重工業化を進めており、外資はこれに有利に働いた。

### 金本位制への移行
日清戦争で日本が得た賠償金は3億6千万円にのぼり、1895年（明治28年）の日本のGNPの20%以上に相当する。日本はこの賠償金をもとに金本位制に移行した。各国の為替レートは金を通じて安定するため、外貨の調達が容易となり、日本の金本位制は第一次世界大戦まで続いた。金本位制によって不利となったのは、輸出産業だった。日本は松方財政の時代から銀本位制をとっており、金銀比価の下落によって金本位制国への輸出が伸びていたが、金本位制移行で不況を迎える。

### 大戦景気と国際競争の激化

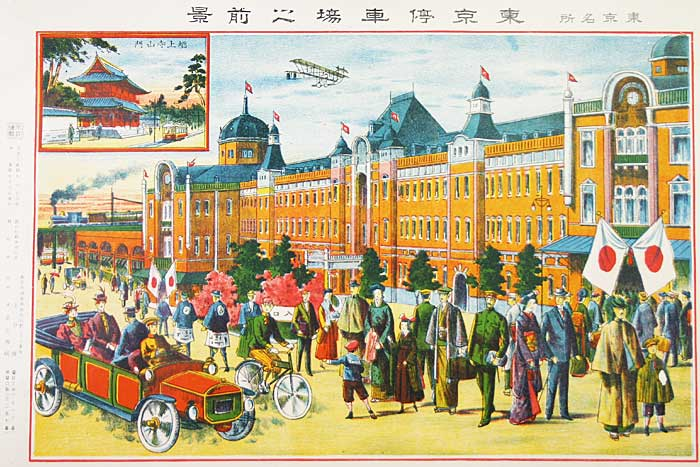
東京名所錦絵『東京停車場之前景』（1919年）

第一次世界大戦が起きると、各国とともに日本も金本位制から離脱した。金本位制離脱の原因は、通貨供給量が各国の金保有に制約されるので多額の戦費を調達できなかったためである。ヨーロッパは軍需生産を優先してアジア市場が供給不足となり、日本は繊維製品や雑貨の輸出の増加によって経済成長をした。輸出増によって対外債務が減少し、船成金と呼ばれる資産家が多数出現した。経常収支黒字により日本は累積債務を解消して債権国となり、大戦景気と呼ばれた。
大戦景気によって日本は農業国から工業国へと移行した。輸出面では、輸出と海運業の好況が造船業や鉄鋼業をはじめとする関連産業にも影響した。輸入面では、外国からの輸入減少による内需拡大が、国内の重化学工業にとって成長の機会となった。海外事業では商社の設立が急増して外商のシェアは低下し、商品の多様化と取引地域の拡大が進む。三井物産は1914年の輸入取引の27.3%、輸出取引の23.9%を占めており、総合商社のモデルとなった。日本の有力な商社はニューヨーク、ロンドン、ボンベイ、上海などに進出し、1929年の世界恐慌まで事業を展開した。1920年代には、三井物産の他に鈴木商店、三菱商事が総合商社として確立し、岩井商店、大倉商事などがこれに続いた。
大戦後にはバブル景気によって輸入超過となり、やがてバブルの崩壊で戦後恐慌が起きて株価は42%、物価は21％、地価は16%低下した。ヨーロッパのアジア市場への復帰に加えて、中国をはじめとして他のアジア諸国でも生産が向上して国際競争が激しくなった。企業倒産と企業合併が急増したため、大企業によるカルテルが形成され、特に三井、三菱、住友、安田の財閥による支配が強化された。

### 東南アジア貿易
岩倉使節団よりも数年早い時期に、からゆきさんと呼ばれた日本女性が東南アジアへ渡っている。からゆきさんの出身地は九州の海岸沿いが多く、中でも貿易港がある長崎近隣の天草や島原などの地域が多かった。近代初期の東南アジア貿易では、神戸の南京町の華商が中心となった。神戸には最大の在日華僑の商人グループがあり、福建出身の華商はフィリピンの福建商人と取り引きをして、広東出身の華商はオランダ領東インドやシンガポールの広東商人と取り引きをした。日本からはスルメ、イリコ、アワビなどの海産物や繊維製品が輸出された。

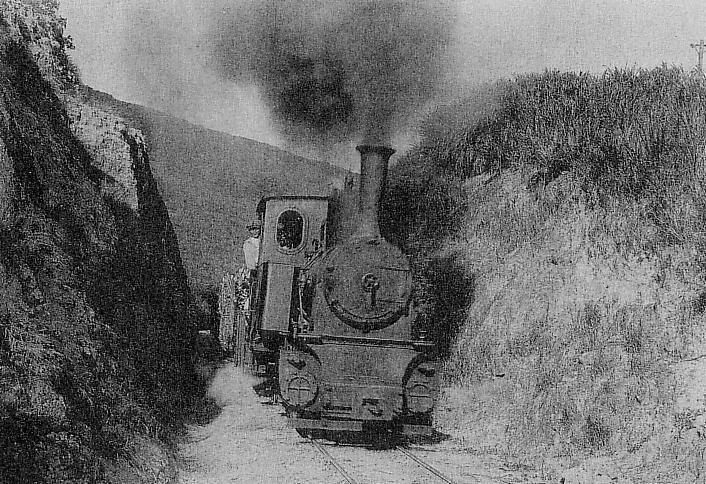
サイパン島で運行されていた「シュガートレイン」

第一次大戦時の輸出増加と、旧ドイツ領だった南洋諸島の委任統治が、東南アジアや南洋諸島への進出のきっかけとなった。第一次大戦前までの東南アジアの在留日本人は女性人口が多かったが、貿易の増加によって逆転する。東南アジアへの輸出は大戦勃発の1914年（大正3年）から大戦後の1925年（大正14年）までに8倍となり、幕末から論じられていた南進論を後押しした。。
フィリピンには1904年頃から日本人の移住が始まり、ダバオのプランテーションでアバカ麻を栽培した。麻は船舶用ロープや和紙、和服になり、第一次大戦で需要が急増して高騰した。フィリピン群島政府は公有地法の改正で日本人の土地取得を制限したが、日本側はパキアオという伝統的な土地経営を用いて農園を拡大した。ダバオにはバゴボ族をはじめとする先住民がいたため、対立によって日本人の殺害も相次いだ。

### 欧米からの直接投資の増加
日本の製造業の成長にともなって外国からの直接投資や技術提携が増加した。戦間期の技術提携にはウェスチングハウスと三菱電機、ゼネラルエレクトリックと東芝、シーメンスと富士電機、デッカーと東洋電機などがある。
アメリカの製造業の大企業化は、大量生産の規格化や、中間生産物や最終消費財など分業の利益を世界規模で広めた。1920年代にアメリカのフォードやゼネラル・モーターズは日本にアセンブリー工場を創業し、日本の製造業にも影響を与える。豊田自動織機のチャールズ・フランシス、日産自動車のウィリアム・ゴーラム、芝浦製作所のアルフレッド・ワーレンなどは生産技術の向上や工場建設などで貢献した。次第に機械工業の発展が進み、軍需品のためのメーカーは増えたが、アメリカ式の大量生産方式が全国的に普及するのは第二次世界大戦後までかかることになった。

### 満蒙と在華紡
満蒙

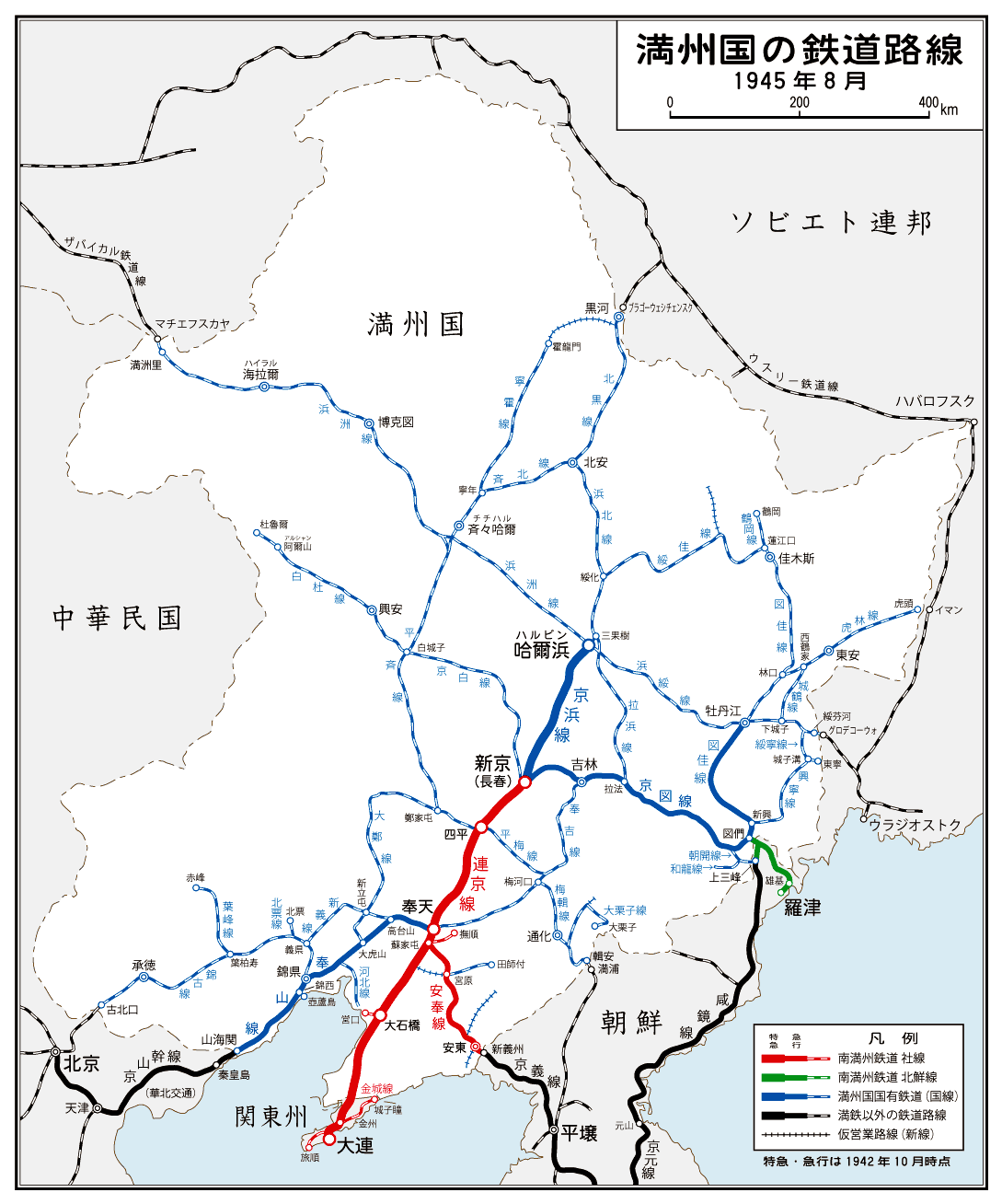
満州国の鉄道路線図（赤-社線、緑-北鮮線、青-国線）

日本は天然資源を確保するために、朝鮮に続いて満蒙と呼ばれた満州と内蒙古への進出をはかり、日露戦争後のポーツマス条約で旅順や大連の租借権と東清鉄道の南満州支線を引き継いだ。国策会社として半官半民の南満州鉄道会社（満鉄）が設立され、ロシアとの日露協約によって満州の鉄道と電信の敷設権を分け合う。満鉄は昭和製鋼所などの製鉄、鉄鉱や炭鉱、ヤマトホテルなどの宿泊施設、さらにインフラストラクチャーも建設した。満州への投資は1920年代までは鉱業と運輸が中心であり、やがて石炭や大豆の生産が増えて満州への移民や交易が増加した。
在華紡
第一次大戦後の国際競争の変化によって、中国の民族紡績業が発展して、日本は輸出用綿糸の主な市場だった中国を失う。代わりとして、第一次大戦中に資本を蓄積した日本の紡績会社は中国へ直接投資を始めて、紡績工場を経営する在華紡が増える。日本国内の賃金上昇と、女子と児童労働の深夜勤務禁止という労働環境の変化も直接投資を後押しした。1920年代に鐘淵紡績、東洋紡績、大日本紡績が上海と青島を中心に在華紡として進出をして、1925年（大正14年）には中国資本の50%以上に達した。しかし労働条件をめぐって労働争議が起き、在華紡の工員によるストライキが発端となって上海で五・三〇事件が起きた。
アヘン貿易
日本は植民地や占領地でのアヘン中毒患者の救療と漸減のために、断禁主義に基くアヘン中毒患者漸減（アヘン漸禁）方策とアヘン貿易を行った。きっかけは日清戦争後の台湾の領有である。台湾統治においてアヘン漸禁方策を担うアヘン専売制を提案した後藤新平は台湾の民政長官となった。明治29年度の台湾総督府の歳入668万円のうちアヘン専売制の副産物であるアヘン収入は355万円であり、初期の台湾総督府の財政を支えた。台湾におけるアヘン漸禁方策の成功は国際連盟によって1924年11月に開催された第一国際阿片会議の参加国代表一般の傾聴と賞讃を得て、我が国の主張の多くがアヘン専売の問題に関する同会議のプロトコール（議定書）に採択された。
日露戦争後には、満州をはじめ多数のアヘン中毒患者を抱え込んだ地域でアヘン専売制が拡大した。イギリスがアヘン貿易を減らす一方で日本が市場に参入して、ペルシアやトルコ産のアヘンを台湾に輸入して上海に輸出したり、モルヒネを世界各地から輸入して自由港の大連から関東州へ販売した。アヘンの輸入には鈴木商店や三井物産、高田商会など日本の商社も関わった。やがてモルヒネ製造の国産が開始されて、日本政府や朝鮮総督府が原料のアヘンを払い下げて、日本の製薬会社がモルヒネを製造した。満州国は1932年10月に阿片法を制定、アヘン漸禁方策を導入しアヘン専売を実施した。満州国の一般会計の10%以上はアヘンからの税収となる。通貨価値が下落した占領地では、アヘンが通貨の代わりとなった。

### 世界恐慌
南京国民政府は中国の全国統一を果たすと不平等条約の改訂を宣言して、日清通商航海条約を廃棄し、日本の満蒙進出と対立する。当時の日本の政策としては、(1)植民地の放棄と貿易の振興、(2)金本位制への早期復帰と国際協調主義、(3)対外膨張と自立的な経済圏の構築などの選択肢があり、論争も行われた。中国との対立が深まるなかで世界恐慌が起き、日本は金輸出解禁を行なって金本位制に復帰するが、前年から続いていた世界恐慌の影響で昭和恐慌を招いてしまう。恐慌対策として、犬養毅内閣のもとで高橋是清蔵相が金本位制離脱と財政政策をとる。金本位制の離脱によって為替レートが低下して輸出が拡大し、財政支出の拡大により有効需要を追加して景気回復をとげた。上海事変の影響もあって、日系資本の労使対立は日中の国策とも結びついて激化する。自由貿易を支持する在華紡系の軽工業の資本家は、軍事進出を支持する満鉄系の重化学工業の資本家よりも劣位となった。
満州国
満蒙では、満州事変に続いて、傀儡政権である満州国が建国された。世界恐慌後に経済が停滞をしていた日本では満州への期待が高まる一方、満州では現地の中国人からの強制買収で農地を確保しており、日系官僚が計画経済を進めて日本への従属が進んだ。石油の生産や重化学工業化も進められ、満州の鉱工業をまとめるために満州重工業開発も設立されたが、満州国と中国の貿易は減少して、アメリカやイギリスの対日政策にも影響した。日本人以外による強制労働が1938年（昭和13年）以降には毎年250万人にのぼり、日本への穀物輸出は1936年（昭和11年）以降の合計で3662万トンに達したが、厳しい統制によって現地の農村では飢餓と物不足が深刻となった。
東南アジアの貿易摩擦
世界恐慌が起きると、東南アジア貿易ではイギリス、オランダ、アメリカ、日本のシェア争いが激しくなった。金輸出の再禁止によって日本が繊維製品のシェアを伸ばすが、貿易摩擦の原因にもなった。日本とイギリスは日英会商を開くが、イギリスは輸入割当を開始した。日本とオランダの日蘭会商では、日本代表団の声明が反感を呼んで頓挫する。フィリピンでは日本とアメリカの貿易摩擦となり、日米紳士協定によって対策が取られた。こうした経済摩擦は日本に対する悪感情を招き、満州事変も印象悪化に影響した。ダバオには東南アジア最大の日本人社会が形成され、フィリピン・コモンウェルスやアメリカは、日本の進出が満州に似ているとして警戒した。

### 統制経済と第二次世界大戦
石油貿易と経済ブロック
軍事用途や海運にあてられる重要な資源として、石油があった。石油輸入の60%はライジングサン石油株式會社とスタンダード・バキューム・オイルの2社だったが、満州事変後の日本は外国企業への依存を減らすために石油業法を制定する。満州では石油会社が設立されて欧米企業の排除が進み、イギリスとアメリカでは対日禁輸が提案されるようになる。盧溝橋事件後に日中戦争となり、日本は日満支経済ブロックを形成する。日本は天然資源を確保するために満州へ進出したが、資源不足は解消されず、軍需品のための外資も不足する。そのため、さらに石油やゴムなどの資源を産出する地域を求めるという悪循環に陥った。1930年代後半の日本の石油生産は国内消費の7%であり、90%以上をアメリカとオランダ領東インドから輸入していた。アメリカの門戸開放政策は当時の日本の政策と相入れないために、日米は対立する。
第二次世界大戦

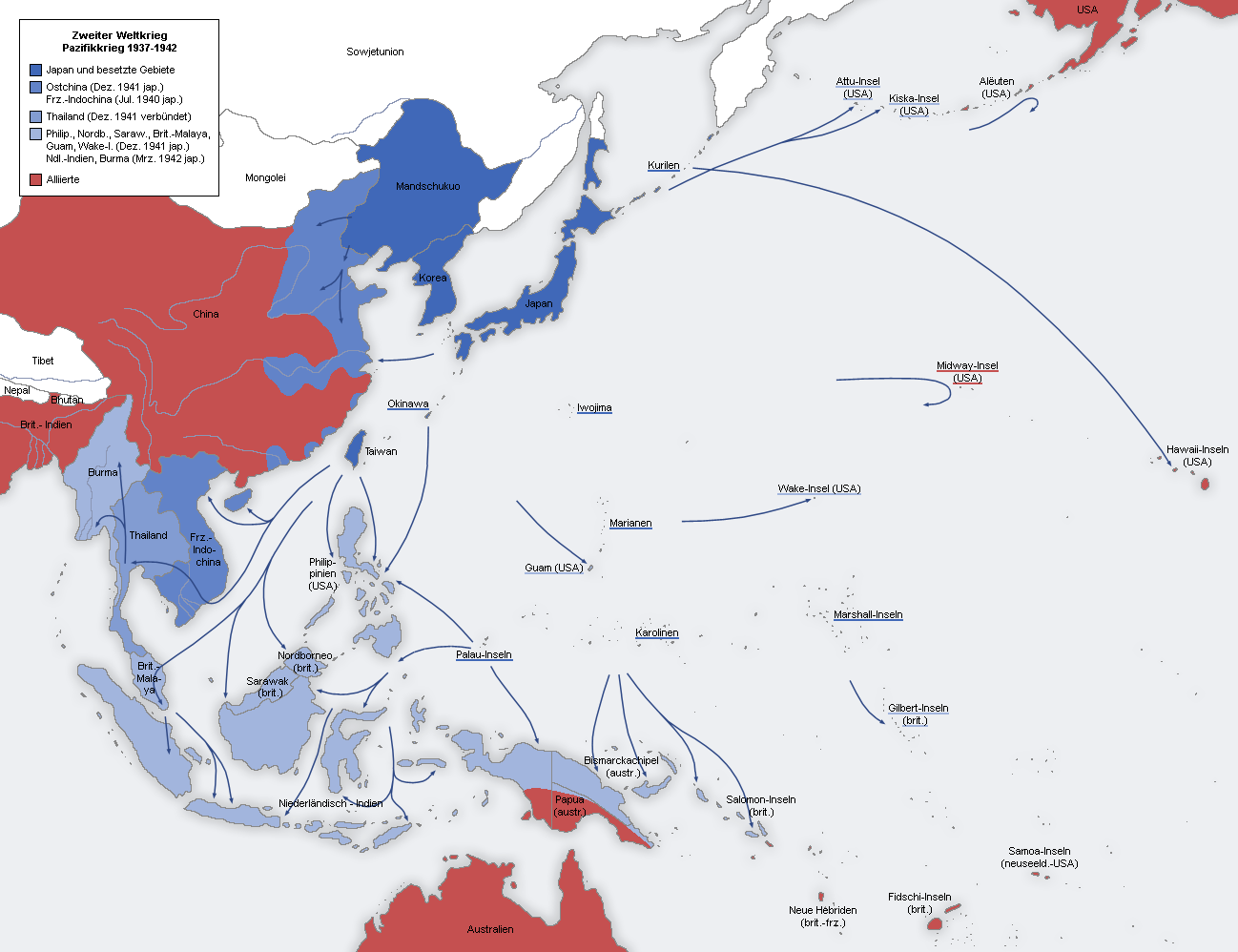
南進論実行時のアジア（1937-42年）

ドイツがベルギー、オランダ、フランスに進軍すると、日本はイギリスに亡命したオランダ政府に対して石油輸出の増加を要請する。さらに、日本は以前から国内で主張されていた南進論を政策として実施して、仏領インドシナを仏印進駐によって占領する。欧米の植民地への武力進出によってイギリスやアメリカとの対立が深まり、フランクリン・ルーズベルト政権は日本が製鉄原料として約50%をアメリカから輸入していた屑鉄の禁輸を行なった。続けてアメリカは日本の在米資産を凍結し、事実上の石油の禁輸となった。独ソ開戦とアメリカやイギリスの経済制裁によって貿易で資源を獲得する道が閉ざされて日本は計画経済を強め、太平洋戦争となった。1937年（昭和12年）から1944年（昭和19年）まで実質GNPはほぼ一定で経済成長が停止した。日本は19世紀末から1930年代まで貿易依存度は高水準にあったが、輸入に依存しない経済政策のために戦争末期には2％から3％まで低下した。

## 現代

### 戦後復興と貿易再開

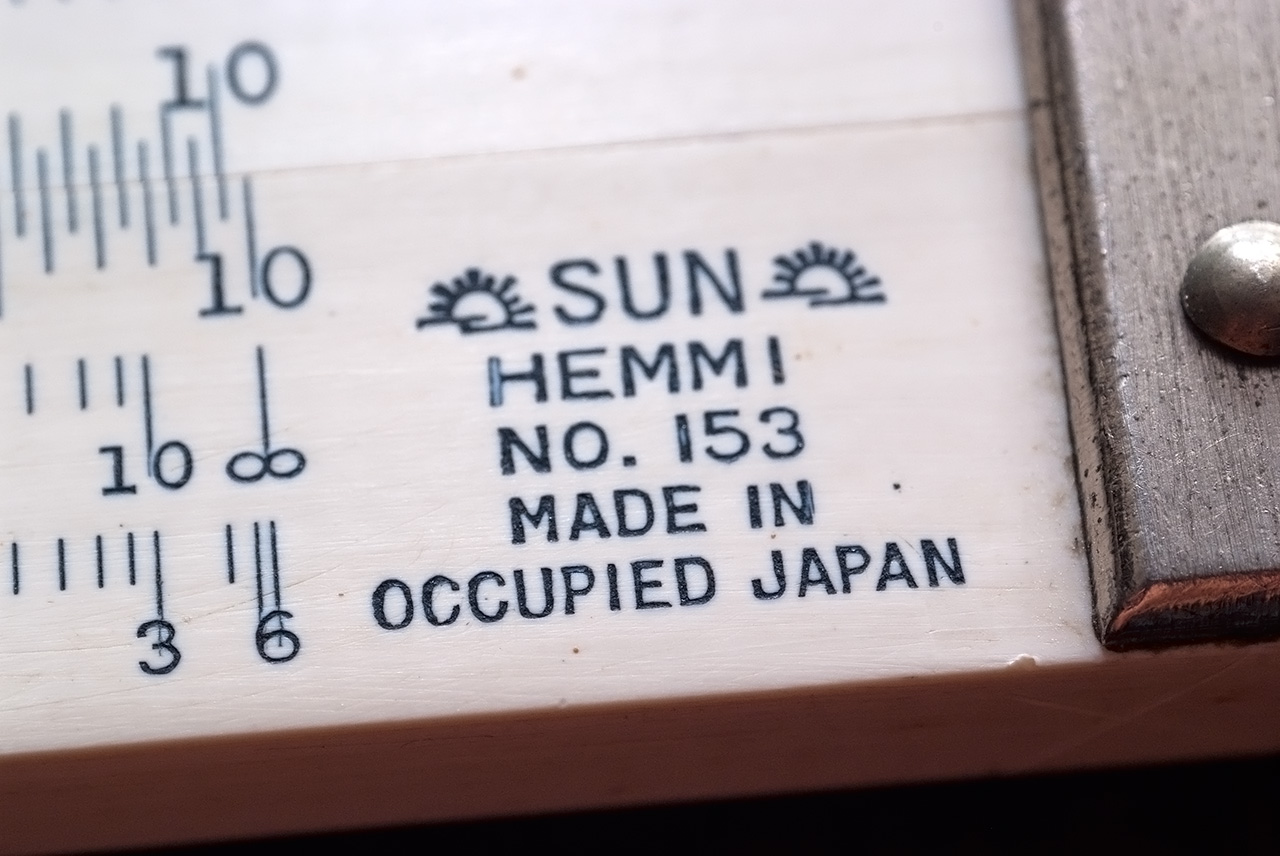
Made in Occupied Japan（「占領下日本製」）と記された日本製品。1947年2月のSCAP指令で輸出品に表示が義務付けられた。

1945年（昭和20年）8月の終戦時は、原材料の不足によって生産が低下しており、連合国軍最高司令官総司令部（GHQ）が貿易を管理して日本は戦時下以上の自給自足体制におかれた。貿易は日本の貿易庁とGHQの仲介で行われた。輸出では貿易庁が日本の公定価格で買い上げた品をGHQに渡し、GHQが国際価格で海外にドルで売った。輸入ではGHQが国際価格のドルで購入した品を貿易庁に渡し、貿易庁が日本の業者に公定価格で売った。この方法では為替レートがなく、個々の取引ごとに円とドルの換算比率が決まっていた。そのため輸出と輸入の為替レートが異なり、事実上の輸入補助と輸出補助に相当する効果を国内業者に与え、国内価格を国際価格から分離していた。
対外取引を占領軍から日本政府へ移譲するために、外国為替及び外国貿易管理法（外為法）が公布された。外為法の作成は、GHQとIMFの関係者および日本政府委員の共同作業で行われ、主な目的は外国為替と外国貿易の管理だった。アメリカは外為法によって国際収支の均衡化を日本に求めたが、日本政府は輸入制限や外国技術の導入による国内産業の育成に活用した。外資については、日米合同審議会によって外資に関する法律（外資法）が作成された。目的は外資の導入促進であり、当時の先進国としては異例な外資の優遇措置を行った。これにより電力・鉄鋼業の外資借款や外国技術の導入が始まった。
アメリカの対日政策
アメリカとソビエト連邦の対立によって、世界は東西陣営に分かれて冷戦となり、アメリカ国務省極東局は日本・アメリカ・東南アジアの三角貿易による日本の復興を提案した。この提案は、東南アジアが原料供給地となり、日本が製造した製品をアメリカ市場に輸出するというものであり、共産党が統一した中国に依存せずに日本が復興する方法として考えられた。ウィリアム・ヘンリー・ドレイパー・ジュニア陸軍次官の調査団が公表したジョンストン報告書では、日本の貿易拡大の必要、為替レートの正常化、民間への貿易の移行が提言された。
日本経済の安定のために、アメリカ政府は公使としてジョゼフ・ドッジを派遣する。ドッジは1949年度予算を黒字化し、4月に単一為替レートを設定した。このドッジラインによって輸出と輸入の為替レートは一致して財政収支が均衡したほか、問題になっていたヤミ価格と公定価格の差もなくなった。民間の輸出は再開されていたが、外為法では国外での経済取引は原則禁止で、許認可を受けた例外のみ認められた。1946年（昭和21年）の実質GNPは1944年の56%まで低下していたが、1950年（昭和25年）には実質GNPが戦前の水準まで回復し、朝鮮戦争にともなう朝鮮特需をへて1955年（昭和30年）には戦前の1.5倍となった。

### 朝鮮特需
朝鮮戦争によって、日本経済は1000億円から1500億円といわれる影響を受けた。輸出は戦争の2-3ヶ月前から増加して、繊維品、鉄鋼、機械製品が中心となった。生産拡大は原料不足、輸入増、資金不足や価格上昇を起こしたものの、特需によって貿易は持続した。特需は1953年に8億320万ドル、1954年も6億ドルという大規模なもので、外貨収入のうち特需の割合は1951年に26.4%、1952年は36.8%、1953年は38.2%にのぼり、日本の外貨不足を補った。休戦後も朝鮮半島の対立によって特需が継続し、輸出や特需の関連産業では利潤率も上がった。利益を得た反面、特需に依存する日本の経済力の脆弱さも明らかとなり、日本政府と財界は重化学工業を貿易の中心とするための合理化投資を進める。1955年以降に活発となる外国技術の導入において、朝鮮戦争下で蓄積された外貨が用いられた。

### 国際機関への加盟と自由貿易
国際通貨基金
第二次世界大戦の原因となった保護貿易に対する反省から、自由貿易を推進するための国際組織が求められるようになる。連合国通貨金融会議のブレトン・ウッズ協定によって国際通貨基金（IMF）が創設され、加盟国は自国の通貨をドルに対して平価を設定することになった。日本がIMFに加盟した際には、1ドル＝360円のIMF平価が設定されて、上下1％の枠内で安定化させる義務を負った。この平価は、リチャード・ニクソン政権によるドルの金兌換停止（ニクソン・ショック）まで続く。
関税及び貿易に関する一般協定
公正な貿易のための国際貿易機構（ITO）も提案されたが断念され、関税及び貿易に関する一般協定（GATT）が発足して、日本も加盟する。当時の日本の主な輸出品は繊維品、主な輸入品は食料と繊維品の原料だった。日本の加盟にはアメリカの支援が影響していたが、日本の輸出の影響を懸念した国々はGATT35条によって最恵国待遇の義務を免除された。対日の35条の適用国が0になるのは、1992年（平成4年）までかかった。
GATTの多角的貿易交渉では、輸入自由化と関税率の引き下げが進んだ。東京ラウンドでは、工業製品の関税率が引き下げられたほか、非関税障壁についての交渉も含まれた。ウルグアイ・ラウンドでは農業問題や知的所有権について対立があり、日本はそれまで民間の輸入を事実上禁止していた米の輸入が自由化された。日本が輸入する農産物には高い関税率や関税割当制が適用された。

### 民間交流と貿易
戦後に国交が再開していない国家との間では、民間貿易が先行する場合があった。吉田茂内閣はサンフランシスコ講和条約を結び、ハリー・トルーマン政権は日本に対して中華人民共和国との国交を結ばないように求める。また、アメリカが主導する対共産圏輸出統制委員会（COCOM）や対中国輸出統制委員会（CHINCOM）によって共産圏との貿易が制限された。正常な国交がない日中間では、中国側は政府と人民を区別する「以民促官」の方針をとり、民間貿易による交流が再開された。第一次日中民間貿易協定が結ばれ、日中貿易の促進団体も設立された。第三次日中民間貿易協定の時代に交流は活発になり、中華人民共和国初の中国商品の見本市が東京と大阪で開催され、北京と上海で日本商品の見本市が開催された。
長崎国旗事件で日中は断交して貿易が減少するが、天津甘栗、生漆、漢方薬など代替の商品を求めることができない物は、配慮物資という扱いで日本へ運ばれた。中国は大躍進政策の失敗とソ連との関係悪化の影響もあり、貿易の方針を変更する。こうして周恩来首相の周四原則に基づいて日中の貿易も再開された。これは友好貿易と呼ばれ、中国政府の方針を受け入れた日本の商社が広州市で取り引きをした。さらに半官半民の貿易としてLT貿易も行われた。LTとは、中国共産党の知日派である廖承志と、周恩来との信頼関係にあった高碕達之助の頭文字に由来する。中国は石炭や鉄鉱石を輸出し、日本は鉄鋼、化学品、プラントなどの機械を輸出した。

### 技術導入と技術貿易
1950年代から外国からの技術導入が進み、特に1957年から1972年まで機械工業や化学工業を中心に急増した。技術導入は政府の産業育成策として進められ、外為法による外貨集中と外貨予算・外貨割当制が活用された。外為法による競合製品の輸入制限は、保護関税よりも有効であり、国産化を短期間で確立する役割を果たした。この外貨予算制度は日本がIMFの8条国に移行する1964年まで続いた。技術貿易における輸出額と輸入額の収支比率は、1970年度は0.14であり、1975年度には0.23、1985年度は0.30、1995年度は0.65と増加して2002年度には1.01で技術輸出額が上回った。
物流においては、海上コンテナの導入が大きな影響を与えた。1961年（昭和36年）に国際標準化機構（ISO）によってコンテナの国際規格が決定し、日本でもコンテナの利用によるインターモーダル輸送が普及する。日本とアメリカ西海岸の間のコンテナ船は積載率が高く、ベトナム戦争によって後押しされた。シーランド社のコンテナ船はベトナム戦争の物資を輸送してから日本に寄港し、日本からの輸出製品をアメリカへと運んだ。

### 高度成長期と貿易
ベトナム戦争
アメリカのベトナム共和国（南ベトナム）への介入によって勃発したベトナム戦争は、結果的に日本の経済成長と関連した。1964年頃からの輸出拡大はベトナムの周辺地域とアメリカに向けてのものであり、1966年には輸出増加額のうち80%近くはベトナム周辺とアメリカ向けとなった。日本はベトナム周辺地域に機械機器と鉄鋼を中心に輸出し、ベトナム周辺地域では1960年代後半に対日貿易収支で大幅赤字があったが、日本からの輸入を継続できたのはアメリカの対外軍事支出による。加えてベトナム周辺地域は日本から輸入した工業製品や金属製品によって工業化を進めて、のちの新興工業経済地域の発展の一因にもなった。日本の重化学工業企業は、ベトナム戦争拡大の見通しによって大型化の設備投資を行った。鉄鋼業における高炉の大型化、電力業における火力発電設備の大型化、造船業における大型ドック、石油精製業における巨大プラント、自動車産業における大衆車の量産などがこの時期に進められた。
大量生産の確立と輸出産業

1950年からの各国の自動車生産台数推移（千台）

鉄鋼業においては、日本はそれまでの平炉からヨーロッパで開発された転炉へと転換して生産を伸ばした。これによって平炉を続けるアメリカの30%ほどのコスト安を達成して、低価格で良質の鉄鋼を輸出しつつ、鉱物資源では鉄鉱石、石炭、コークスを輸出した。カメラやTV、オーディオなどの家電製品は1960年代から高く評価された。自動車産業においては、1970年代に排出ガスや騒音の最も厳しい規制基準を満たすようになり、ロボットの導入を進めて品質を安定させた。第一次オイルショックによる原油価格の上昇も、日本製の小型車の輸出を後押しして、1980年には年間1000万台を生産して自動車製造国で世界第1位となった。
黒字基調と輸出入

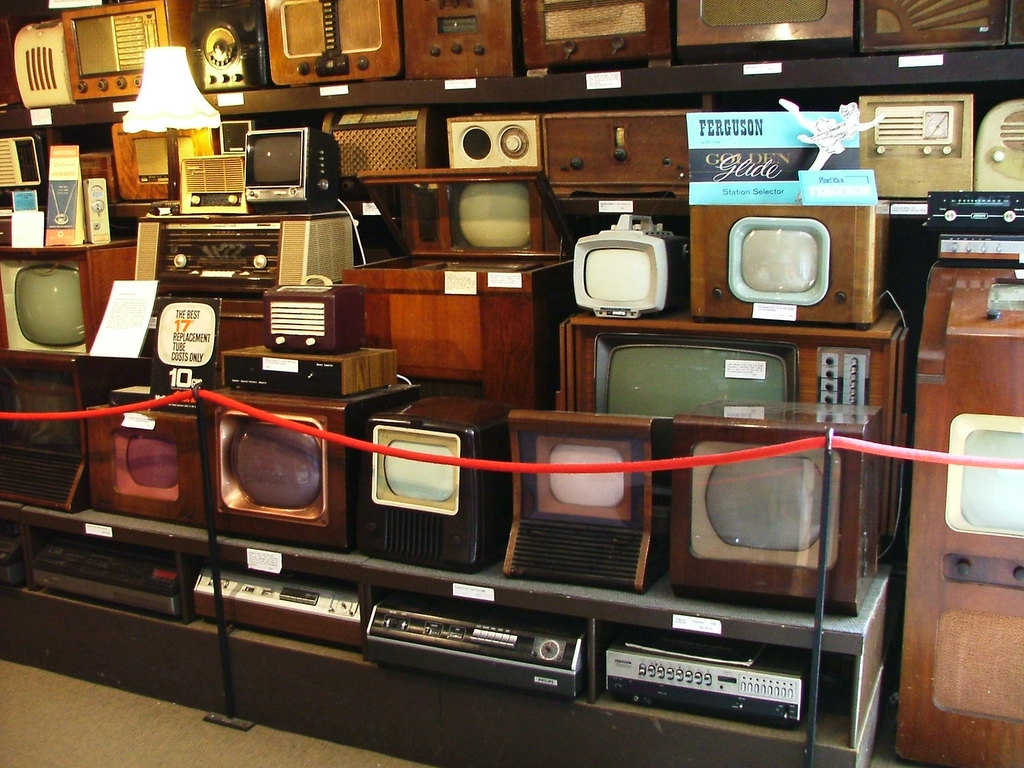
神武景気のテレビ

日本の通貨である円は、戦後復興期の貿易の決済では輸出入ともに1%以下のみ使われていた。そのため好景気により輸入が増えると、輸入に必要な外貨が不足するので経常収支の赤字を続けることができない。政府は経常収支の均衡の維持を目的に、経常収支が赤字になると金利を引き上げて輸入を抑制する金融政策をとった。そのため、神武景気や岩戸景気でも金利を引き上げて好景気は終息した。1960年代の後半からは貿易収支が黒字基調になり、戦後最長の景気拡大期間であるいざなぎ景気をへて、貿易収支のための金利の引き上げは終了した。黒字基調になった原因としては、世界的な貿易自由化や関税率の引き下げと、金属製品や機械に対する輸入需要の高まり、日本の輸出品の国際競争力の向上がある。日本は需要に対応した輸出を行っており、所得水準が上昇しても輸入依存度は停滞していた点も影響した。

### 貿易摩擦
ブレトン・ウッズ体制のもとで、アメリカを中心とする西側諸国の貿易は1960年代まで安定して発展した。しかし、国際競争が激しくなるにつれてアメリカの主要産業はシェアが低下して外交問題になった。
アメリカとの貿易摩擦
日本の輸出額が大きい国との間で貿易摩擦が起き、特にアメリカとの日米貿易摩擦が増加した。1950年代には繊維、1960年代には鉄鋼や家電、1970年代には工作機械、1980年代には自動車や半導体が問題となった。日本は輸出自主規制、アメリカは輸入割当で対応して、繊維や鉄鋼の対米輸出自主規制、最低価格輸入制度、自動車の輸出自主規制、工作機械の輸出自主規制、アメリカの国別輸入割当が実施された。日本の輸入に関しては、1970年代の牛肉やオレンジ、1980年代の半導体、米、スーパーコンピュータ、1990年代のフィルム・印画紙などが問題とされた。
中国との貿易摩擦
中国では鄧小平の改革開放政策により、それまで国営企業に独占されていた貿易に新規参入が可能となり、輸出入割当や許可制度による貿易の管理が始まった。日中長期貿易が取り決められ、中国は一次産品を輸出し、日本は工業製品を輸出した。深圳、珠海、汕頭、厦門には経済特区が設置されて、加工貿易や海外直接投資が解禁される。1980年代半ばに日本の貿易黒字が拡大して、中国は自動車や家電製品の輸入抑制とともに貿易不均衡の是正を求める。日本は中国からの輸入拡大によって対応し、1986年（昭和61年）から大手商社は輸入拡大と中国の工業製品の品質や開発をサポートした。日中間の主力産業が競合していなかったため、1990年代に中国の工業製品を日本が輸入するまで深刻な対立は起きなかった。

### 円高と長期停滞
プラザ合意と円高

実効為替レート（1970年以降）
数字が大きいほど円高

アメリカの貿易赤字が拡大する一方で日本は貿易黒字が拡大しており、日米の貿易不均衡が問題と見なされた。貿易不均衡の解決のためにニューヨークのプラザホテルで開催された先進5カ国（G5）の蔵相・中央銀行総裁会議では、円高・ドル安を誘導するプラザ合意がなされた。この合意によってアメリカは輸入の抑制と輸出の促進が進むと考えられたが、アメリカの対日赤字は続き、日米構造協議も行われた。日本は輸出の自主規制も行っていたが、GATTを継承して発足した世界貿易機関（WTO）では輸出の自主規制が禁止された。
長期停滞と輸出入

日本の実質GDP成長率の推移

プラザ合意以降も円高は続いたが、同時期に原油価格が低下して交易条件が改善されたため、輸出産業の収益悪化にはつながらなかった。しかし、円高不況を避けるための財政・金融政策によって土地や株式の資産価格が高騰して、バブル景気に入る。好況は1986年（昭和61年）11月から1991年（平成3年）2月まで続いたのちに、バブル崩壊となった。1992年（平成4年）から1995年にかけては輸出産業の採算は悪化して外国への直接投資が増加して、輸入財を扱う輸入競合産業も悪化した。2002年（平成14年）から2008年（平成20年）にかけて原油価格の上昇が進んで交易条件が悪化し、為替レートは下落し、輸出産業の収益は改善する。2008年にリーマン・ショックが起きると為替レートの上昇と交易条件の悪化が並行して、輸出産業の収益性は悪化した。長期的には国際競争力の悪化につながり、長期停滞は失われた20年とも呼ばれる。

### 直接投資と産業内貿易
東アジアにおいては、直接投資の受入先が新興工業経済地域（NIEs）へと移行していった。1980年代前半はアジア四小龍とも呼ばれた韓国、香港、台湾、シンガポールが主な受入先となった。プラザ合意以降、日本やNIEsでは自国通貨の切り上げが問題になり、1980年代後半は東南アジア諸国連合（ASEAN）の国々が受入先となり、1990年代になると中国が注目され、続いてベトナム、ミャンマーへと関心が移った。
こうして水平貿易とも呼ばれる構造が東アジア内で進んだ。水平貿易のパターンとしては、(1)異業種間の工業製品の相互貿易、(2)同一業種内の製品分業、(3)同一製品の生産プロセスにおける工程間分業がある。工程間分業によって生産工程や品質の分業が可能となり、国外の現地企業や日系企業から部品などの中間財を輸入して、国内で製品を完成して最終製品を輸出する産業内貿易が進んだ。
中国が2001年（平成13年）にWTOに加盟すると、日本から中間財を輸入して最終製品をアメリカやEUへ輸出することが増えた。一方日本では欧米への最終財の輸出が減り、中国への中間財の輸出が増えた。「世界の工場」とも呼ばれる中国の工業化と国際分業の進展によって、産業の空洞化が問題とされた。
上記のような経営や現象はオフショアリングやフラグメンテーションとも呼ばれる。分業が緊密になる中で、2011年の東日本大震災の被害は国外にも及んだ。日本の被災によって外国の最終製品の生産も滞るため、特に電子機器や自動車産業において操業停止や輸出減少が発生した。代わりに素材産業を中心として海外での調達が盛んになり、アジア地域からの調達が特に増加した。

### 貿易と自然環境
再生産コストを度外視する形での資源輸出は、環境破壊に結びつく場合がある。フィリピンは、1950年代には国土の75%が森林だった。しかし日本向け木材の輸出が60年代から毎年1000万立方メートル以上行われて、1980年代末には25%に低下している。マレーシアも有数の日本向け木材輸出国で、ボルネオ島を中心に伐採が行われている。環境保護運動が起きる一方で、アメリカ、EU、オーストラリアではマレーシア産木材の不買運動も起きた。マングローブがある台湾、インドネシア、タイ、ベトナムなどでは輸出用のエビを養殖するために伐採が進み、飼料や肥料によって養殖池の周辺環境が汚染される問題も起きた。
環境破壊に関連して、有害な廃棄物や稀少な動植物の取引に対する貿易協定がある。バーゼル条約やワシントン条約はこうした貿易取引を規制しており、日本では1980年にワシントン条約を締約し、1992年にバーゼル法を施行した。

### 貿易構造の変化
日本の貿易の地域別構成（単位は%）
| 輸出国           | 1980年 | 1990年 | 1995年 | 2000年 | 2005年 | 2009年 |
| ---------------- | ------ | ------ | ------ | ------ | ------ | ------ |
| アメリカ         | 24.2   | 31.5   | 27.3   | 29.7   | 22.5   | 16.1   |
| ヨーロッパ（EU） | 12.8   | 18.7   | 15.9   | 16.3   | 14.7   | 12.5   |
| アジア全体       | 27.7   | 30.9   | 43.5   | 41.1   | 48.4   | 54.2   |
| NIEs             | 14.8   | 19.7   | 25.0   | 23.9   | 24.3   | 23.5   |
| ASEAN            | 10.0   | 11.9   | 17.4   | 14.3   | 12.7   | 13.8   |
| 中国             | 3.9    | 2.2    | 5.0    | 6.3    | 13.5   | 18.9   |

| 輸入国           | 1980年 | 1990年 | 1995年 | 2000年 | 2005年 | 2009年 |
| ---------------- | ------ | ------ | ------ | ------ | ------ | ------ |
| アメリカ         | 17.4   | 22.4   | 22.4   | 19.0   | 12.4   | 10.7   |
| ヨーロッパ（EU） | 5.6    | 14.7   | 14.5   | 12.3   | 11.4   | 10.7   |
| アジア全体       | 27.7   | 29.1   | 36.7   | 41.7   | 44.4   | 44.6   |
| NIEs             | 5.2    | 10.8   | 12.3   | 12.2   | 9.8    | 8.6    |
| ASEAN            | 17.4   | 12.8   | 14.1   | 15.7   | 14.1   | 14.1   |
| 中国             | 3.9    | 5.3    | 10.7   | 14.5   | 21.0   | 22.2   |

日本の貿易の地域別構成はアジアの比重が高まった。アジア全体のシェアは1990年の輸出30.9%、輸入29.1%から、2009年には輸出54.2%、輸入44.6%となった。中でも中国のシェアの増加がもっとも多く、1990年の輸出2.2%、輸入5.3%から2009年には輸出18.9%、輸入22.2%となっている。
繊維
第二次大戦前の日本における最大の輸出産業だった繊維産業は戦後も活発で、1950年代までは輸出総額の30%が繊維品だった。やがて輸出品は東南アジアやNIEsの綿製品との競合を避けて1970年代から合成繊維へと移り、アパレル産業が成長する。しかし、インフレや石油ショックによって輸出が減少し、プラザ合意以降はNIEs産の衣料品の輸入が急増して、日本の繊維産業は輸入産業化が進んだ。
食料

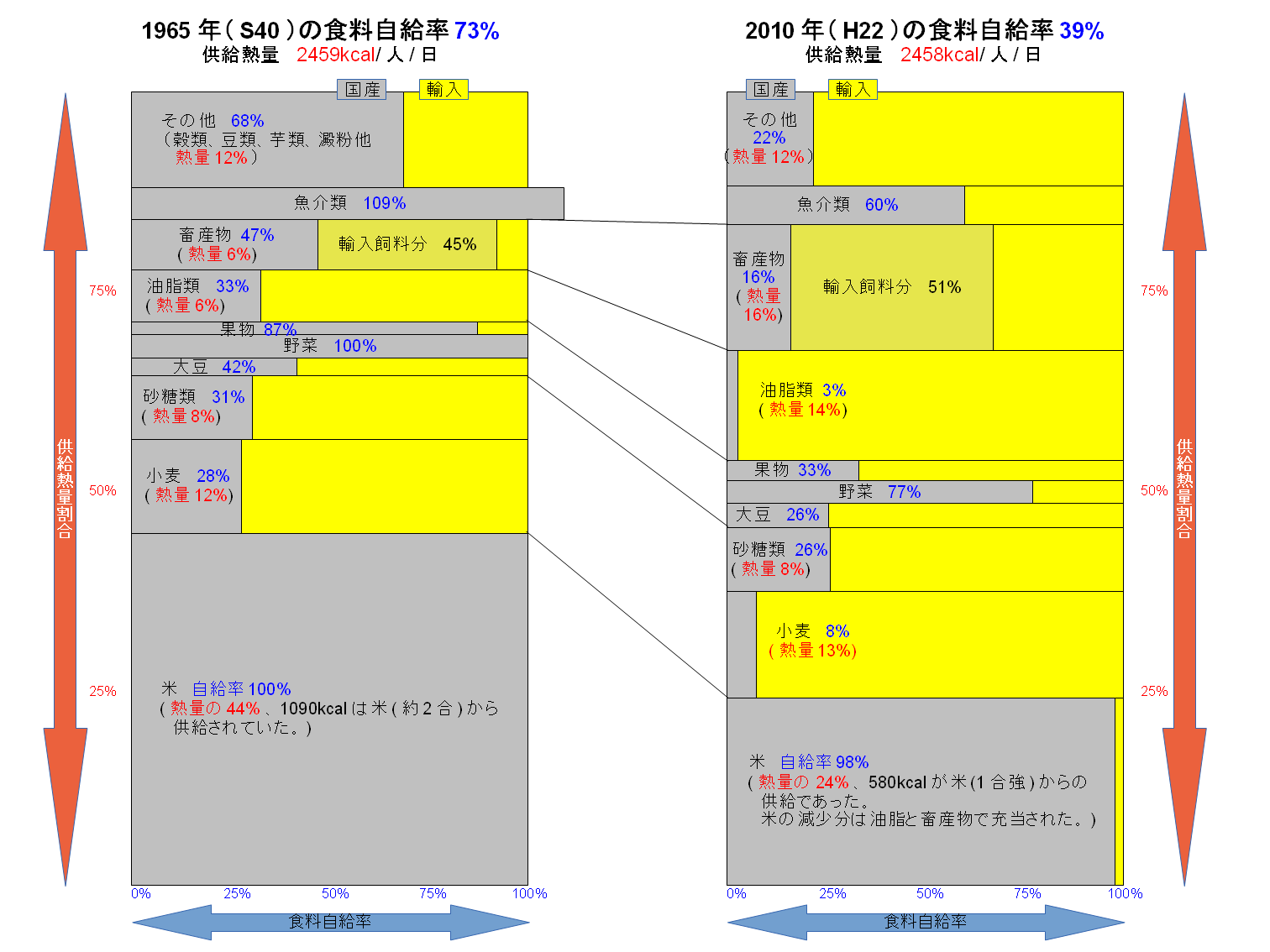
日本の食料自給率　1965年73% - 2010年39%
各食料に続く%値（青字）は自給率、括弧内の%値（赤字）は
総供給熱量に対する割合。黄色の部分が輸入食料。

敗戦直後の食糧危機に対して、アメリカからの過剰農産物を中心とする対日援助が輸入された。1950年代の日本では米の輸入が大量に行われていたが、農地改革で農業生産が増加して米の自給が可能となる。これによって貿易収支の赤字が減少し、技術や機械の導入に使える外貨が増加して、1955年以降の重化学工業の発展につながった。一方で同時期には小麦がアメリカからの輸入に依存する体制となり、パン食が普及した。
日本政府は重化学工業の輸出競争力を強化する反面、農産物の輸入を進めた。小麦、トウモロコシ、大豆などの食料品の輸入が急増し、米や果実の一部を除いて食料自給率は低下した。1980年から2005年までにかけて、食料の輸入金額は3,44倍となった。輸入品目は1980年の1位トウモロコシ、2位小麦など穀類が上位20位のうち4品目あった。それ以降は穀類が減って動物性蛋白質食品が増加する、エビ、マグロ、タラ、サケなどの魚介類や牛肉や豚肉など肉類が増えた他に、犬・猫用の飼料も急増して2000年以降は20位内に入っている。

### 地域経済協力と貿易協定
アジア太平洋経済協力
1960年代にヨーロッパでは欧州経済共同体（EEC）が設立され、日本では小島清が太平洋自由貿易地域構想を提唱した。1980年代にNIEsやASEANが成長をして東アジアの相互依存が高まると、地域経済協力を進めるために1989年にはアジア太平洋経済協力（APEC）が設立され、閣僚会議がキャンベラで開催された。設立時の参加国はASEANに加えて日本、韓国、アメリカ、カナダ、オーストラリア、ニュージーランドの計12カ国となり、のちの1991年に中国、台湾、香港が加わり、現在では21カ国・地域となっている。1994年のボゴールでの首脳会議では、APECの目的を(1)貿易と投資の自由化、(2)製品基準や通関の円滑化、(3)経済協力と決定して、ボゴール目標が掲げられた。ヨーロッパのEUや北米のNAFTAと比較すると、APECはオープンな協議体であり、依拠する条約や協定がなく、共通目標の数値化や強制が存在しない。
自由貿易協定
WTOが発足した一方、世界各地で自由貿易協定（FTA）や地域貿易協定（RTA）が締結されるようになる。地域貿易協定はWTOの最恵国待遇の原則に反しているが、日本もWTO重視から地域貿易協定の締結へと貿易政策を転換する。日本政府は自由貿易協定を経済連携協定（EPA）と呼んでいるが、WTOの分類においてはFTAに含まれる。日本は2002年（平成14年）にシンガポールと最初に自由貿易協定を結び、2005年（平成17年）にメキシコ、2006年（平成18年）にマレーシアと増えてゆき、2012年（平成24年）までに13の国や地域との自由貿易協定が発効した。
2006年（平成18年）には、シンガポール・ブルネイ・チリ・ニュージーランドの4か国によって環太平洋パートナーシップ協定（TPP）の原協定が発効した。日本はアメリカの参加表明を契機として2011年（平成22年）に関係国との協議開始を表明した。日本がTPPに参加した場合の経済効果については、2010年に内閣府、経済産業省、農林水産省が試算を行い、それぞれ異なる結果を出した。内閣府はGTAPモデルにもとづいて試算し、実質GDPの伸び率を0.48%から0.65%とした。経済産業省は基幹産業についての損失を試算し、TPP不参加の場合にはGDPが1.53%減少し、雇用が81.2万人減少するとした。農林水産省は主要な農作物19品目の関税を撤廃した影響を試算し、農産物の生産が4兆1000億円減少し、実質GDPが1.6%減少するとしている。

## 年表
- 57年（垂仁天皇86年、後漢 : 建武中元2年） - 倭奴国が後漢から金印を授与される。
- 107年（後漢：永初元年） - 倭国王帥升らが後漢の安帝へ朝貢して生口160人を送る。
- 238年（神功皇后摂政38年、魏 : 景初2年）12月 - 邪馬台国の卑弥呼、難升米らを魏に派遣。魏から親魏倭王に任じられ、仮の金印と銅鏡100枚を与えられる。
- 248年（魏：正始4年） - 台与が魏に朝貢して生口30人や勾玉を送る。
- 3世紀中頃 - 三角縁神獣鏡が流通。
- 5世紀 - 倭の五王が宋へ使節を派遣し、中国への朝貢を再開。
- 570年（欽明天皇31年、高句麗 : 平原王14年） - 高句麗から使者が来航。
- 600年（推古天皇8年、隋 : 開皇20年） - 第1回遣隋使を派遣。
- 616年（推古天皇24年） - 掖久人が入貢。
- 630年（舒明天皇2年、唐 : 貞観4年） - 第一次遣唐使を派遣。
- 659年（斉明5年、唐 : 顕慶4年） - 遣唐使で日本側が蝦夷を帯同。
- 664年（天智天皇3年） - 太宰府と筑紫鴻臚館の設置。
- 668年（天智天皇7年） - 統一新羅へ遣新羅使を派遣。
- 670年（天智天皇9年） - 白村江の戦いの影響により遣唐使が701年まで中断。
- 679年（天武天皇8年） - 遣耽羅使を派遣。
- 701年（大宝元年） - 大宝令施行、大宝律令完成。律令法で国際関係や貿易に関して規定される。
- 727年（神亀4年） - 渤海使が到着。
- 728年（神亀5年） - 遣渤海使を派遣。
- 838年（承和5年、唐 : 開成3年） - 最後の遣唐使。
- 863年（貞観5年、唐 : 咸通14年） - 唐物使を派遣。
- 874年（貞観16年、唐 : 咸通15年） - 入唐使を派遣。
- 894年（寛平6年、唐 : 乾寧元年） - 菅原道真の建議により、遣唐使が廃止。
- 1161年（応保元年） - 平清盛が日本初の人工港として袖の湊を博多湾に建設。
- 1162年（応保2年） - 平清盛が大輪田泊を改修。
- 14世紀 - 鎌倉幕府による寺社造営料唐船派遣。
- 1371年（南朝 : 建徳2年、北朝 : 応安4年、明 : 洪武4年） - 明が海禁令を発布。
- 1371年（南朝 : 建徳2年、北朝 : 応安4年） - 琉球王国が明に朝貢。
- 1389年（元中6年） - 琉球が高麗に朝貢。
- 1401年（応永8年、明 : 建文3年） - 足利幕府が明に朝貢。遣明船開始。
- 1419年（応永26年、李氏朝鮮 : 世宗元年） - 応永の外寇。
- 1451年（宝徳3年、明 : 景泰2年） - 遣明船が史上最多の10艘。
- 1523年（大永3年、明 : 嘉靖2年） - 明で寧波の乱が起き、1536年まで遣明船が中断する。
- 1526年（大永6年） - 石見銀山の再開発。
- 1533年（天文2年） - 博多商人の神屋寿禎が技術者を石見に案内。灰吹法の伝来。
- 1543年（天文12年） - ポルトガル人が種子島に漂着。
- 1547年（日本：天文16年、明 : 嘉靖26年） - 最後の遣明船。
- 1550年（天文19年）または1551年（天文20年） - 蠣崎氏がアイヌと夷狄の商舶往還の法度を制定。年代は特定されていない。
- 1551年（天文20年） - 大内氏が滅亡し、公式の勘合貿易が断絶。
- 1561年（永禄4年） - ポルトガルに貿易許可。平戸ポルトガル商館を建設。
- 1567年（永禄10年、明 : 隆慶元年） - 明が海禁を解除。
- 1570年（永禄13年） - ポルトガルが長崎・マカオ間の定期航路を開設。
- 1570年（永禄13年） - ポルトガルが奴隷貿易の禁止令。
- 1584年（天正12年） - スペイン船が太平洋航路から平戸に来航。平戸スペイン商館を建設。
- 1592年（天正20年） - 朱印船貿易が開始。
- 1598年（慶長3年） - イエズス会が奴隷貿易をする者の破門令。
- 1600年（慶長5年） - オランダのリーフデ号が日本に漂着。マニラからのスペイン船の来航が年に約1隻ペースとなる。
- 1604年（慶長9年） - 長崎で糸割符制度を開始。
- 1604年（慶長9年） - 松前藩が家康からアイヌ交易の独占権を得る。
- 1609年（慶長14年、李氏朝鮮 : 光海君元年） - 己酉約条により、日朝貿易が再開。
- 1609年（慶長14年） - オランダに貿易許可。平戸にオランダ商館を設置。オランダ東インド会社が緑茶を輸出。
- 1613年（慶長18年） - イギリスのクローブ号が来航。平戸にイギリス商館を設置。
- 1613年（慶長18年） - 仙台藩が慶長遣欧使節を派遣。
- 1616年（元和2年） - 江戸幕府は貿易や出入国の管理と統制を強化。
- 1634年（寛永11年） - 江戸幕府が出島を建設。
- 1635年（寛永12年） - 朱印船貿易が終了。
- 1639年（寛永16年） - 鎖国令。
- 1641年（寛永18年） - オランダ商館が平戸から出島に移転。
- 1655年（明暦元年） - 長崎で糸割符制度が廃止。相対貿易法を開始。
- 1659年（万治2年） - 貿易用の長崎貿易銭を発行。
- 1660年（万治3年）- 伊万里焼の輸出が開始。
- 1661年（万治4年、清 : 順治18年）- 清による遷界令。
- 1672年（寛文12年） - 江戸幕府による市法貿易法開始。
- 1678年（延宝6年、李氏朝鮮 : 粛宗4年） - 朝鮮が草梁倭館を建設。
- 1685年（貞享2年） - 江戸幕府による定高貿易法開始。
- 1688年（貞享5年、清 : 康熙27年） - 長崎に中国人居住地として唐人屋敷を建設。
- 1698年（元禄11年） - 長崎会所設置。
- 1710年（宝永7年、李氏朝鮮 : 粛宗36年） - 人参代往古銀発行。
- 1715年（正徳5年） - 江戸幕府による海舶互市新例で貿易量を制限。
- 1854年（嘉永7年） - 日米和親条約。
- 1858年（安政5年） - 日米修好通商条約。五港を開港。
- 1860年（万延元年） - 金の流出の影響により万延小判を発行。
- 1869年（明治2年） - 明治政府が通商司を設置。為替会社と通商会社を設立。
- 1872年（明治5年） - マリア・ルス号事件。
- 1874年（明治7年） - 先収会社設立。のちの三井物産。
- 1876年（明治9年、李氏朝鮮 : 高宗12年） - 日朝修好条規。広業商会設立。
- 1883年（明治16年、李氏朝鮮 : 高宗20年） - 日朝通商章程。
- 1894年（明治27年） - 日英通商航海条約。
- 1896年（明治29年）3月 - 造船奨励法、航海奨励法。
- 1896年（明治29年、清 : 光緒21年）7月 - 日清追加通商航海条約。
- 1897年（明治30年） - 金本位制に移行。
- 1911年（明治44年）- 日米通商航海条約改正により関税自主権を完全回復。
- 1915年（大正4年）1月 - 南洋協会設立。南進論の中心となる。
- 1917年（大正6年） - 金本位制を離脱。
- 1929年（昭和4年） - 世界恐慌。
- 1930年（昭和5年）1月 - 金輸出解禁を行なって金本位制に復帰。昭和恐慌となる。
- 1931年（昭和6年） - 高橋財政による恐慌対策。
- 1934年（昭和9年） - 石油業法。
- 1940年（昭和15年）9月 - アメリカによる日本への屑鉄禁輸。
- 1941年（昭和16年）7月 - アメリカによる日本の在米資産凍結。
- 1945年（昭和20年） - ブレトン・ウッズ協定発効。
- 1945年（昭和20年）12月 - 貿易庁設置。
- 1947年（昭和22年）8月 - 民間の輸出が再開。
- 1949年（昭和24年）12月 - 外国為替及び外国貿易管理法。
- 1950年（昭和25年）5月 - 外資に関する法律（外資法）。
- 1950年（昭和25年）6月 - 朝鮮戦争。これに付随して朝鮮特需。
- 1952年（昭和27年）8月 - 国際通貨基金（IMF）に加盟。
- 1952年（昭和27年） - 第1次日中民間貿易協定。
- 1954年（昭和29年） - 神武景気。
- 1955年（昭和30年）9月 - 関税及び貿易に関する一般協定（GATT）に日本が加盟。
- 1955年（昭和30年） - 中華人民共和国初の中国商品の見本市が東京と大阪で開催。
- 1956年（昭和31年） - 北京と上海で日本商品の見本市が開催。
- 1966年（昭和41年） - 繊維や鉄鋼の対米輸出自主規制。
- 1973年（昭和48年）9月 - GATTの東京ラウンド開始。
- 1973年（昭和48年）10月 - 第一次オイルショック。
- 1978年（昭和53年） - 日中長期貿易を決定。
- 1980年（昭和55年） - ワシントン条約を締約。
- 1981年（昭和56年） - 自動車の輸出自主規制。
- 1985年（昭和60年） - プラザ合意。
- 1985年（昭和60年） - 日米スパコン貿易摩擦。
- 1986年（昭和61年） - GATTのウルグアイ・ラウンド開始。工作機械の輸出自主規制。
- 1989年（昭和64年） - 日米構造協議開始。
- 1991年（平成3年）2月 - バブル景気終了。
- 1992年（平成4年） - バーゼル法を施行。
- 1993年（平成5年） - 1993年米騒動。
- 1994年（平成6年） - アメリカがスーパー301条を復活。
- 1995年（平成7年） - 世界貿易機関（WTO）発足。
- 2001年（平成13年） - WTOのドーハ開発ラウンド開始。
- 2002年（平成14年） - 最初の自由貿易協定をシンガポールと締結。
- 2005年（平成17年） - 通常兵器の輸出管理であるワッセナー・アレンジメントに参加。
- 2006年（平成18年） - 環太平洋戦略的経済連携協定（TPP）の原協定が発効。